# Xylophanes
Xylophanes är ett släkte av fjärilar. Xylophanes ingår i familjen svärmare.

## Dottertaxa tillXylophanes, i alfabetisk ordning[1]

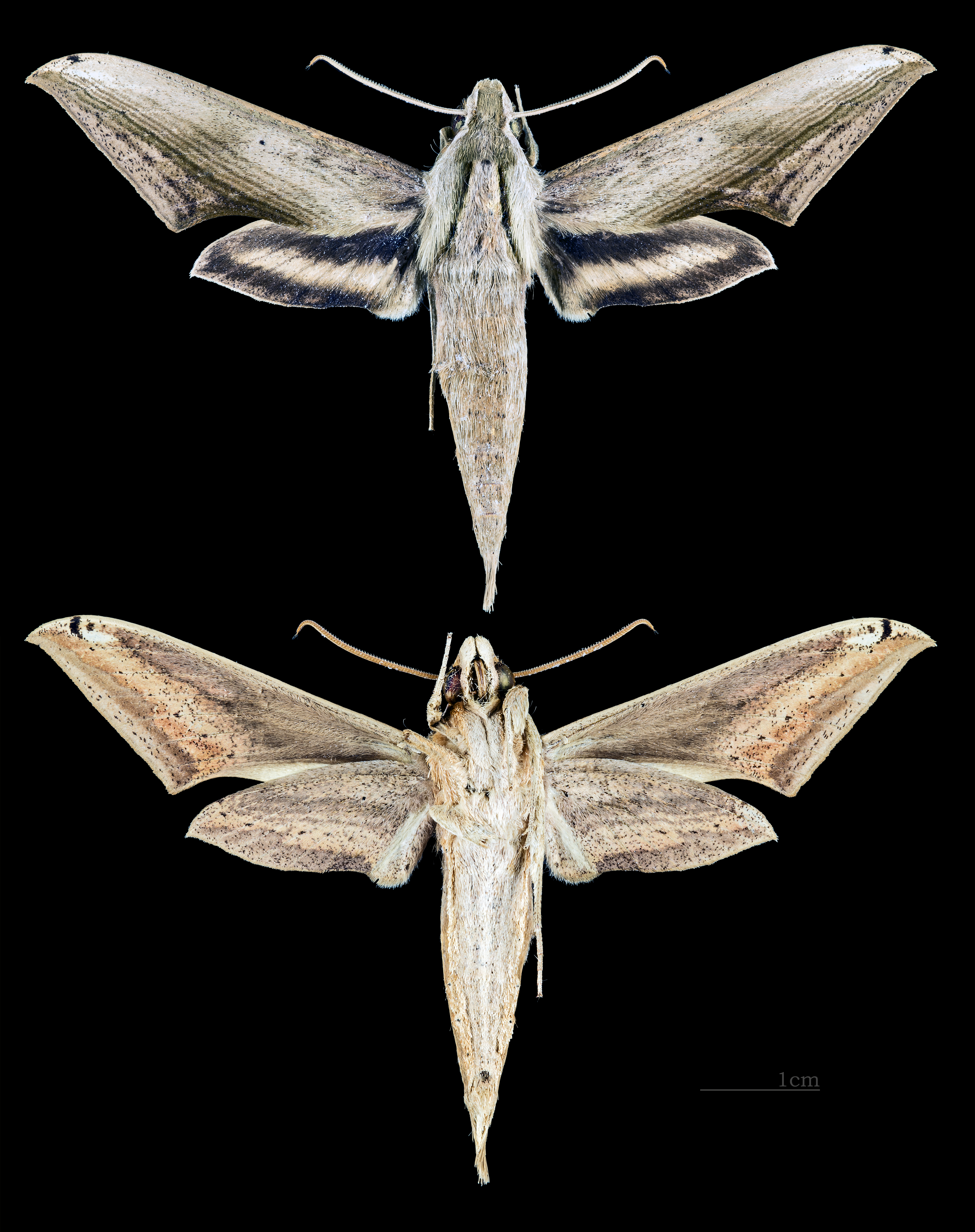
Xylophanes acrus
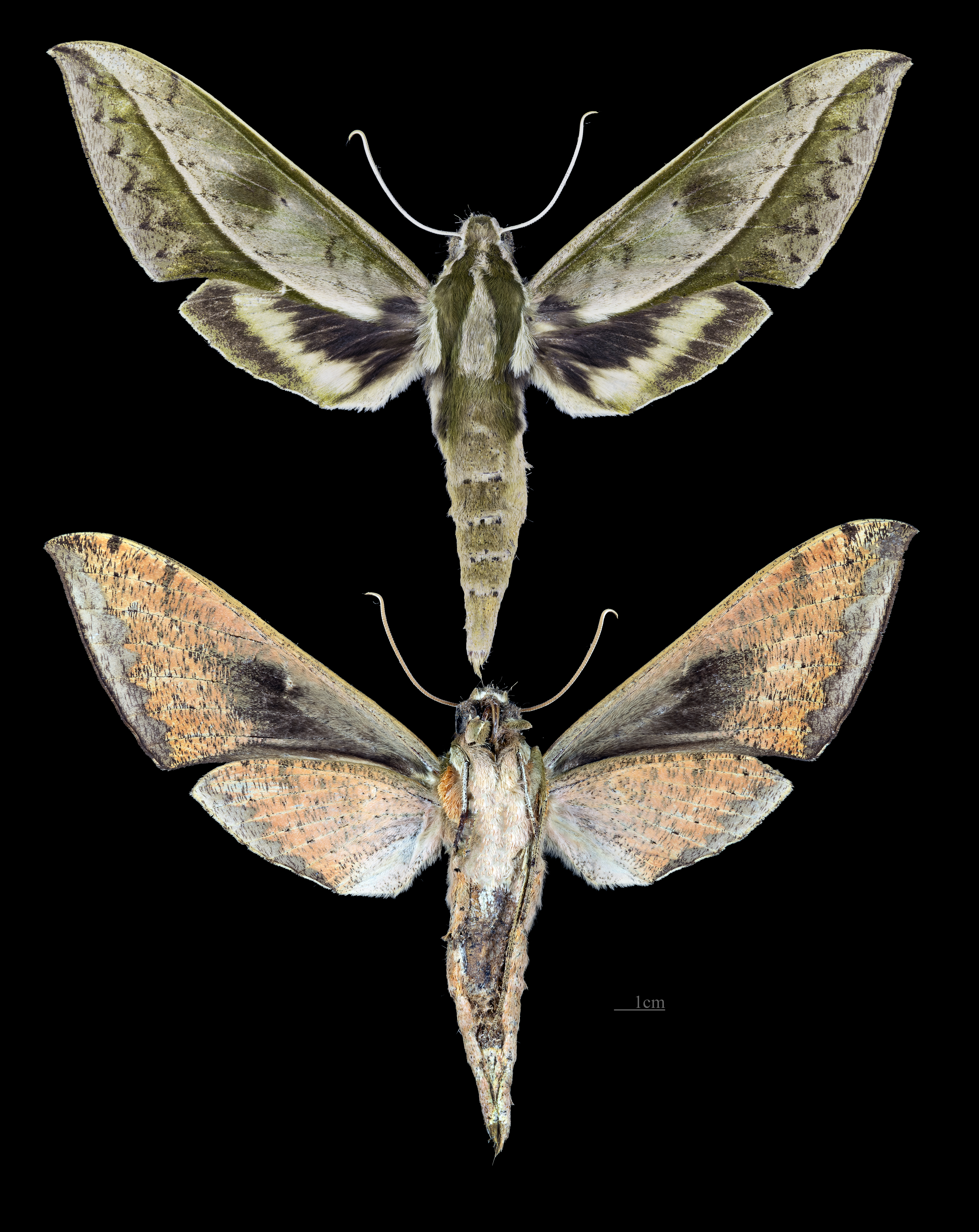
Xylophanes adalia
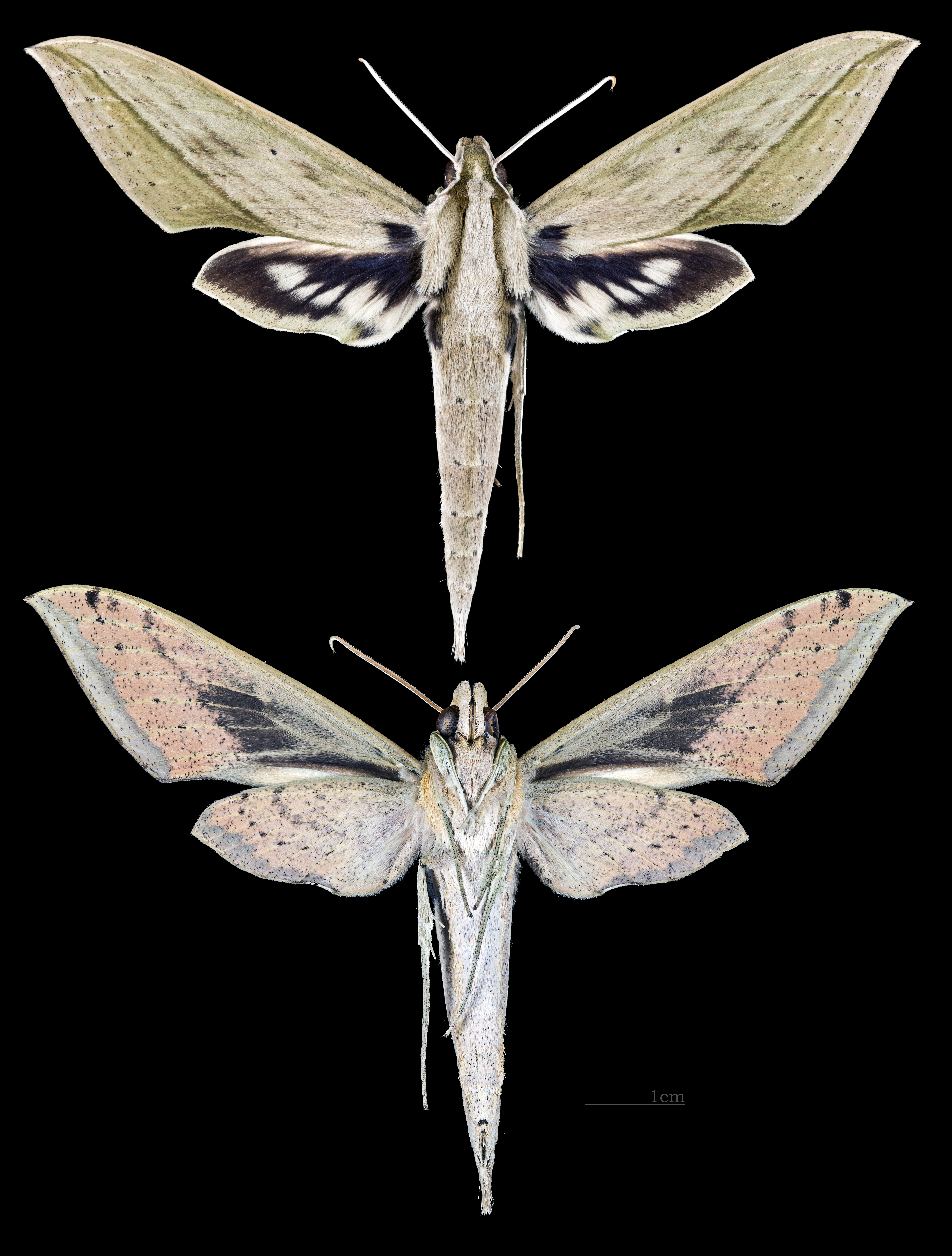
Xylophanes agilis
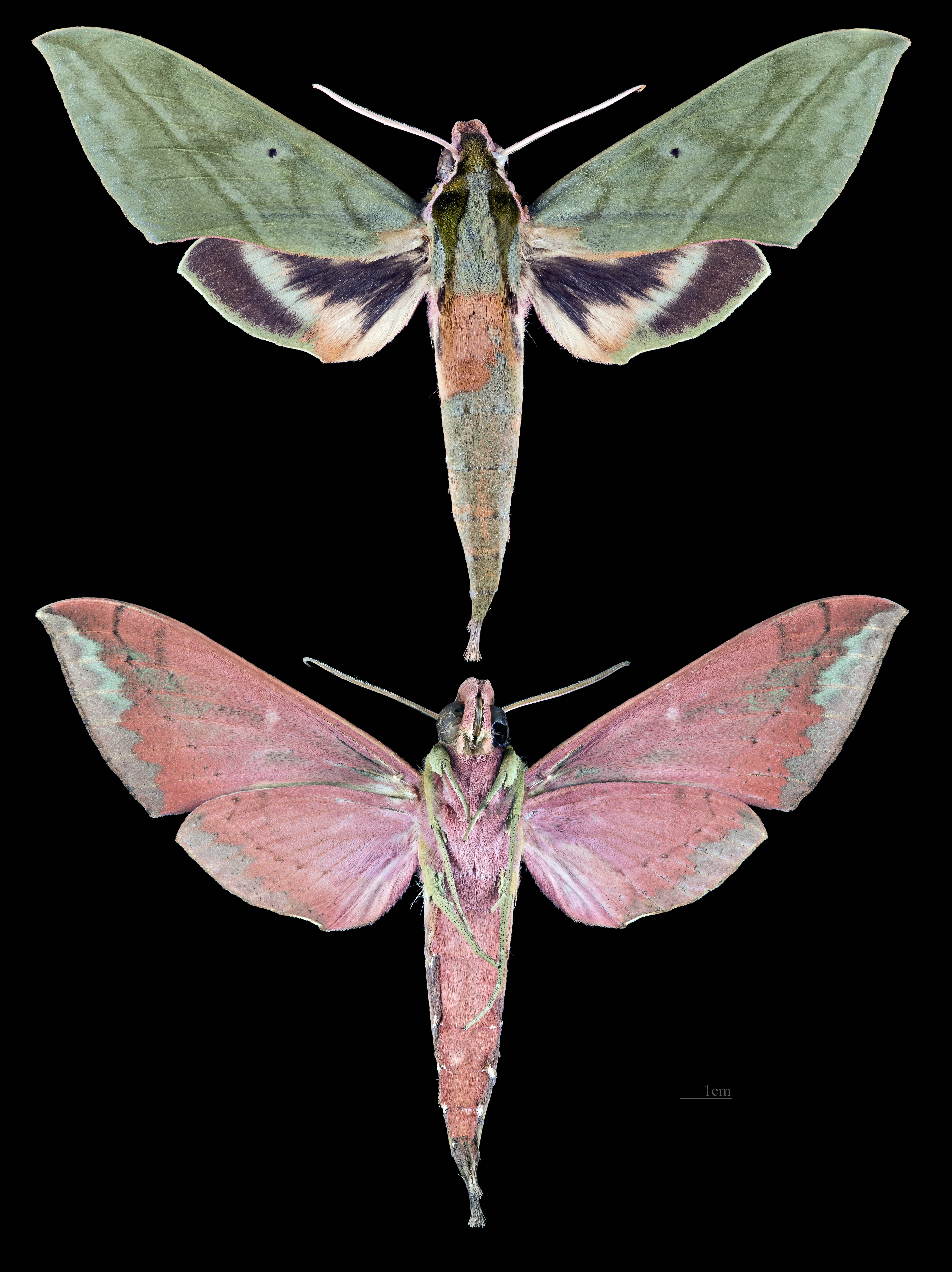
Xylophanes aglaor
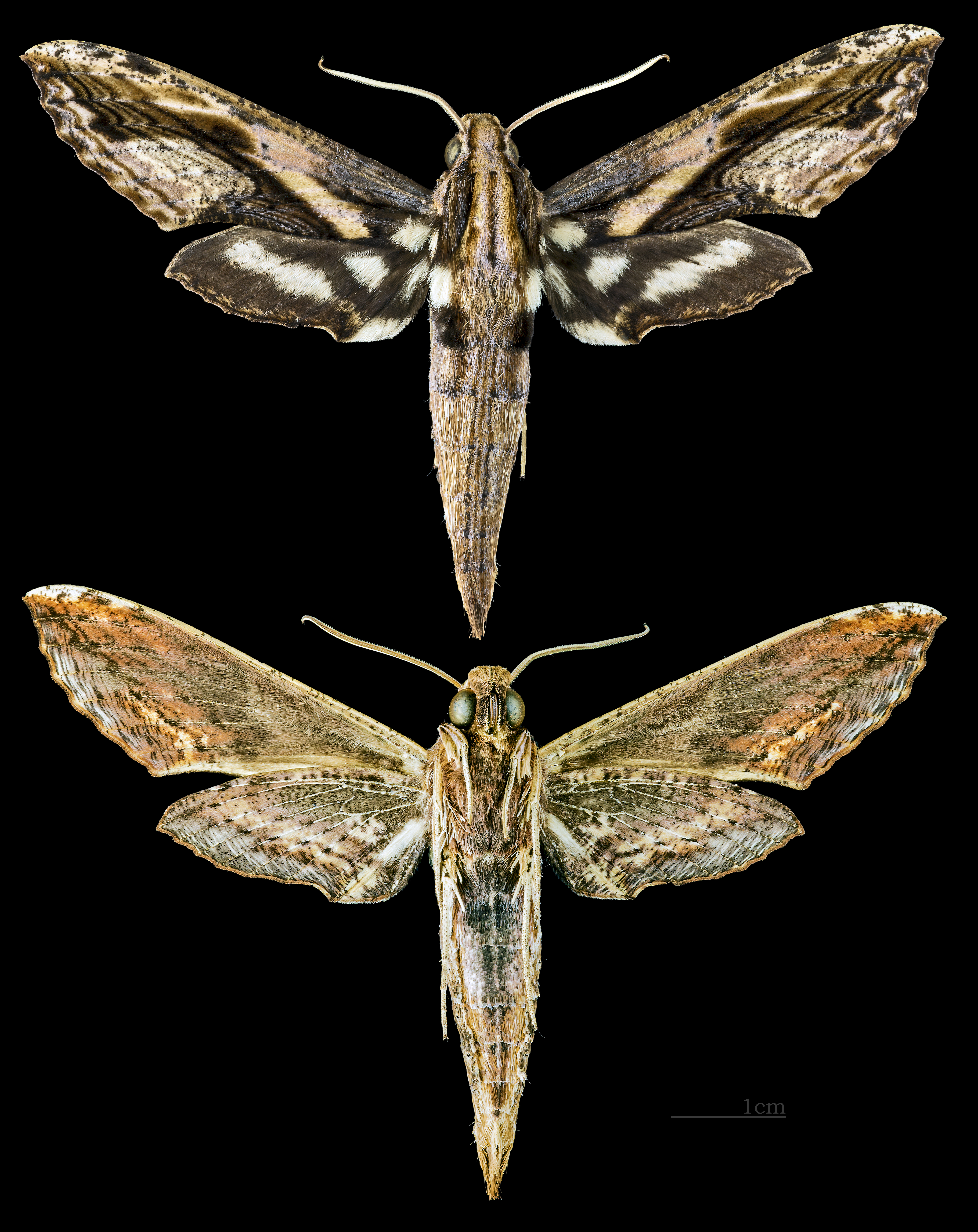
Xylophanes alcides
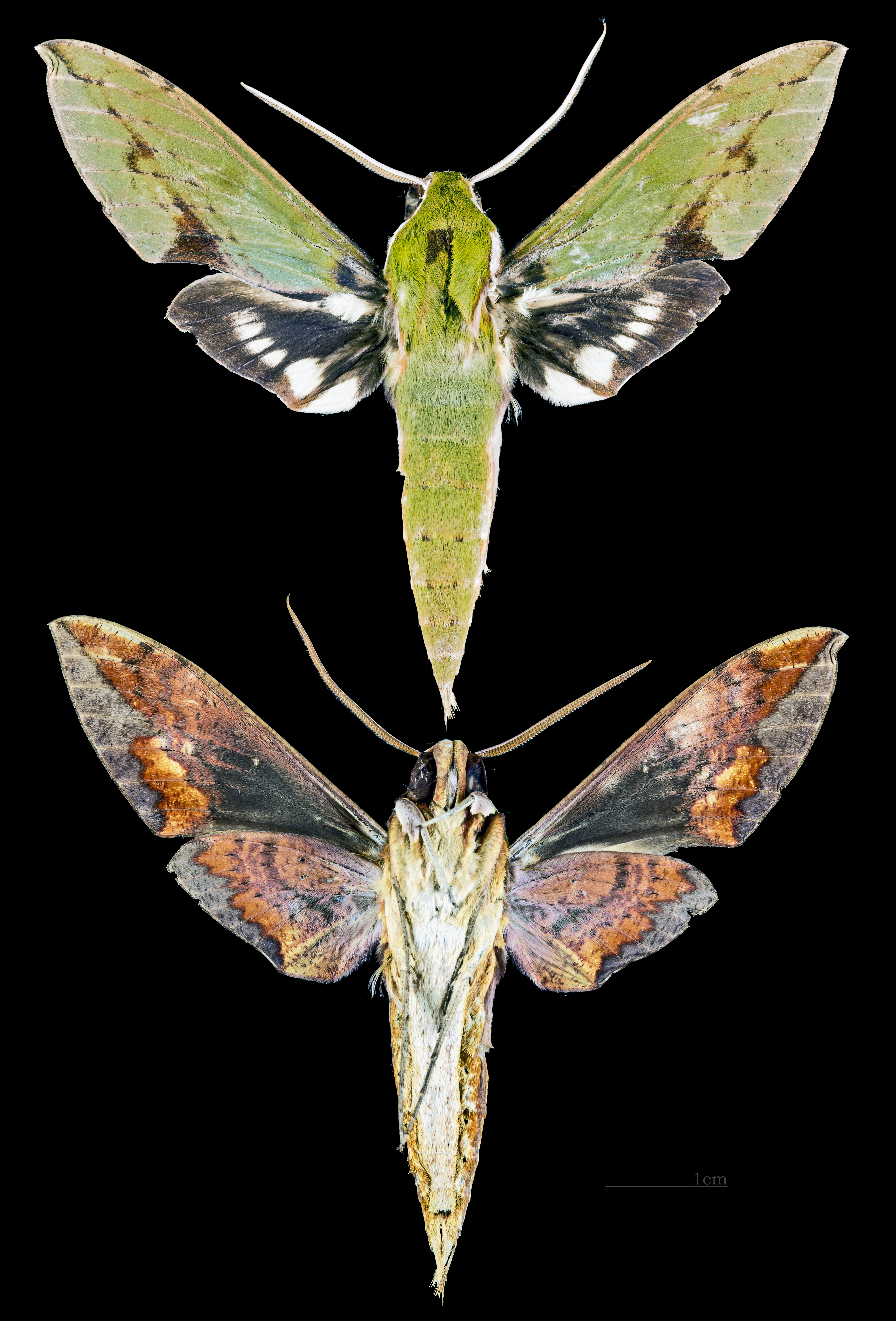
Xylophanes alegrensis
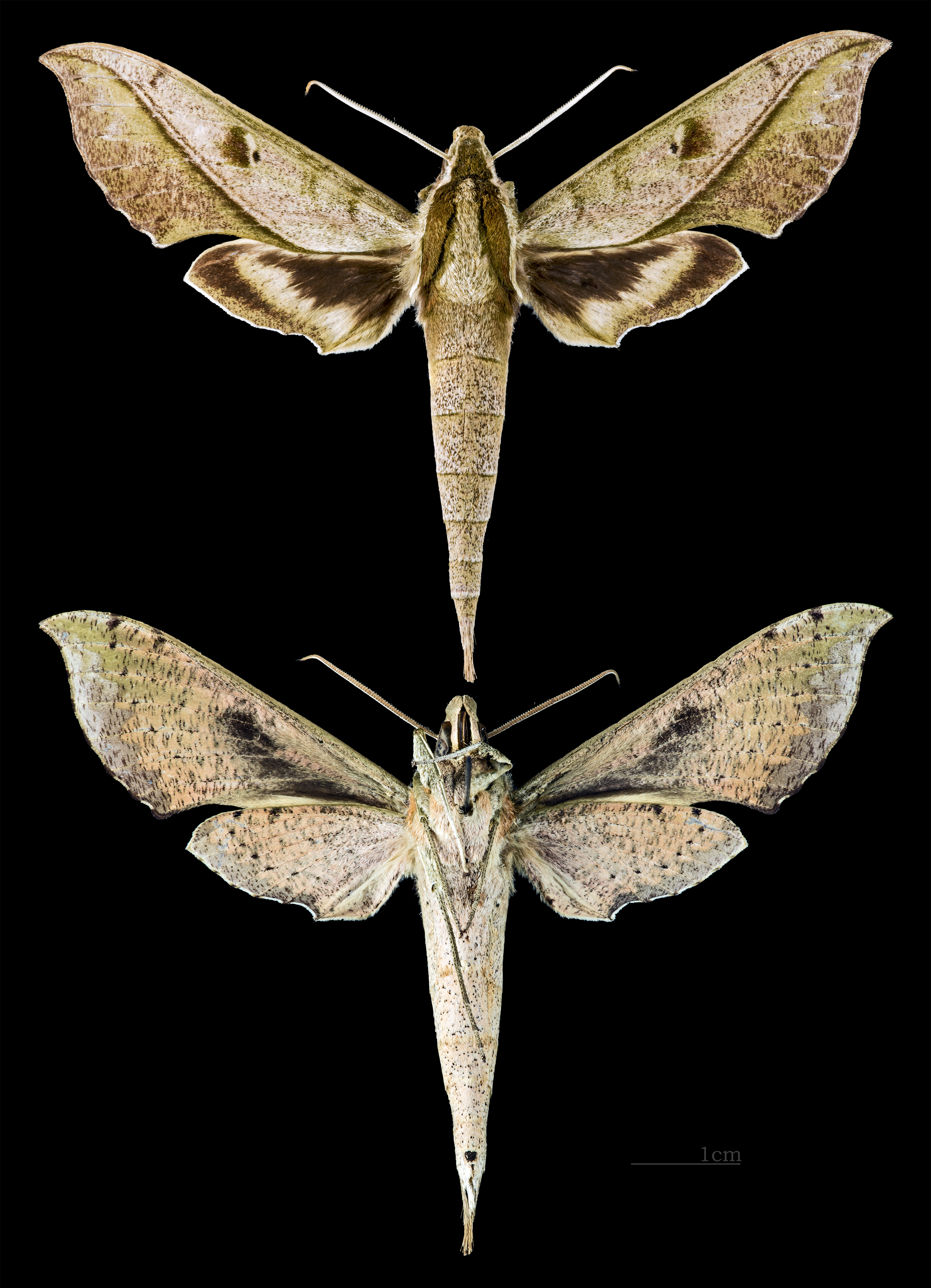
Xylophanes amadis
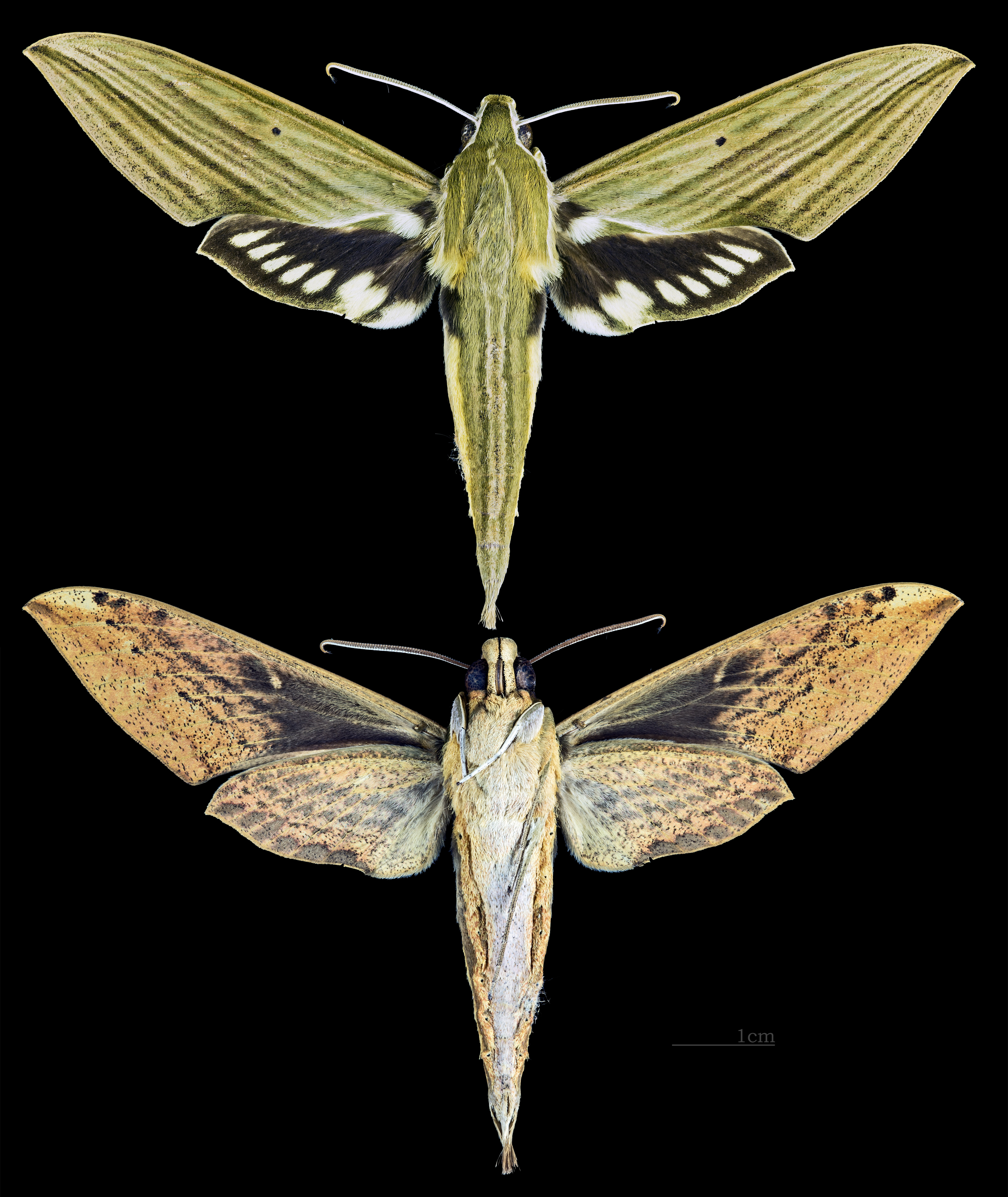
Xylophanes anubus
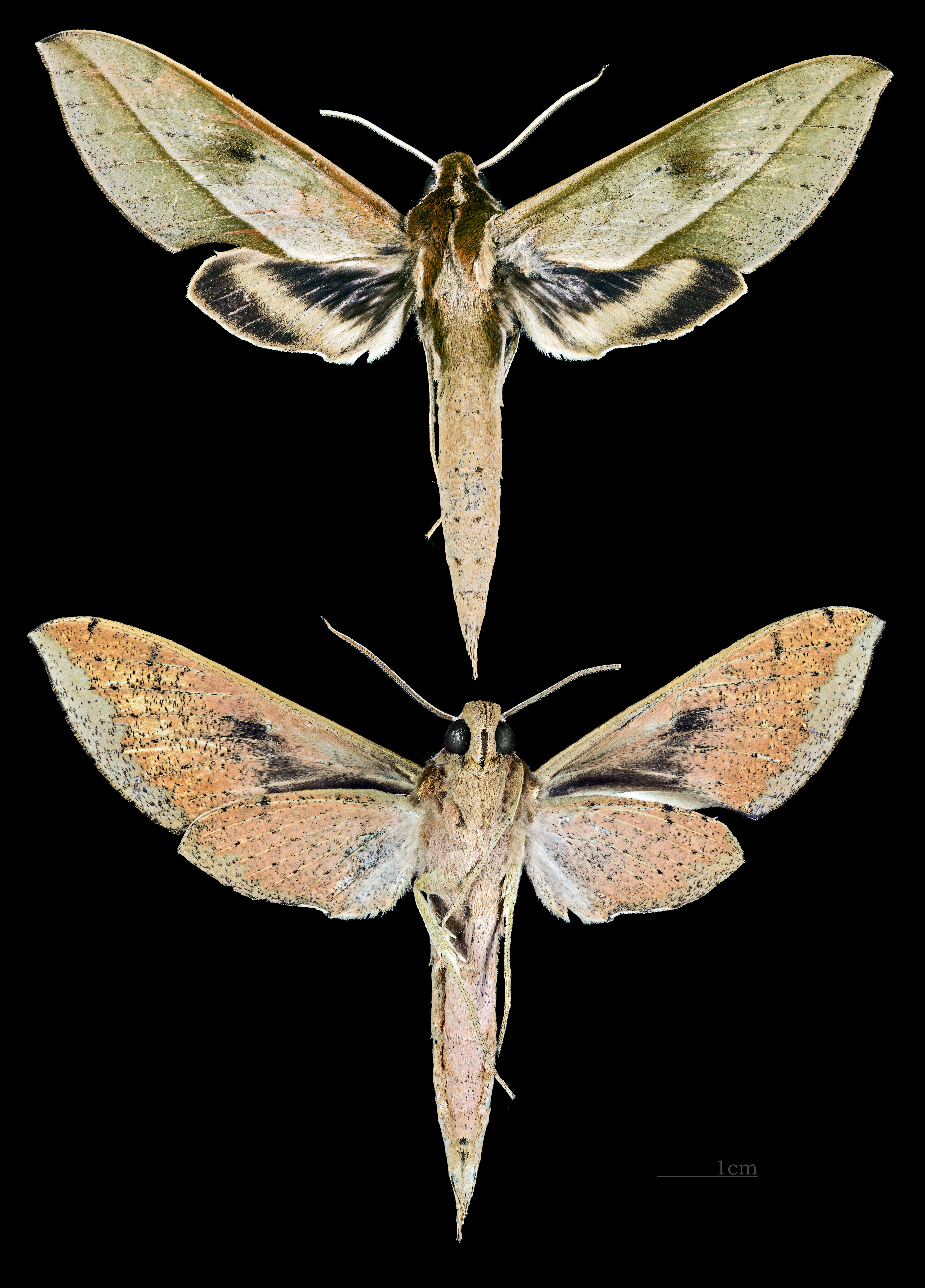
Xylophanes aristor
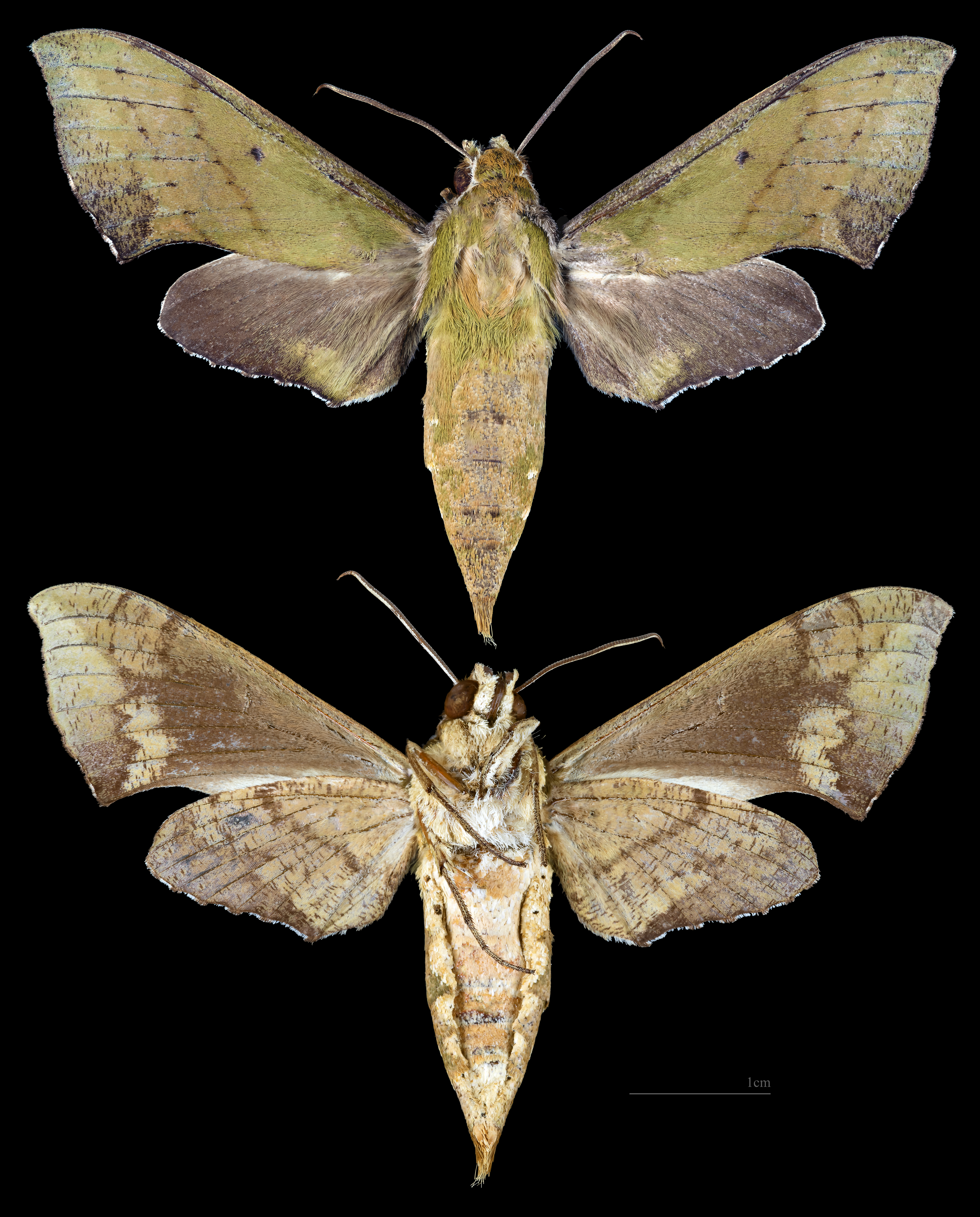
Xylophanes arpi
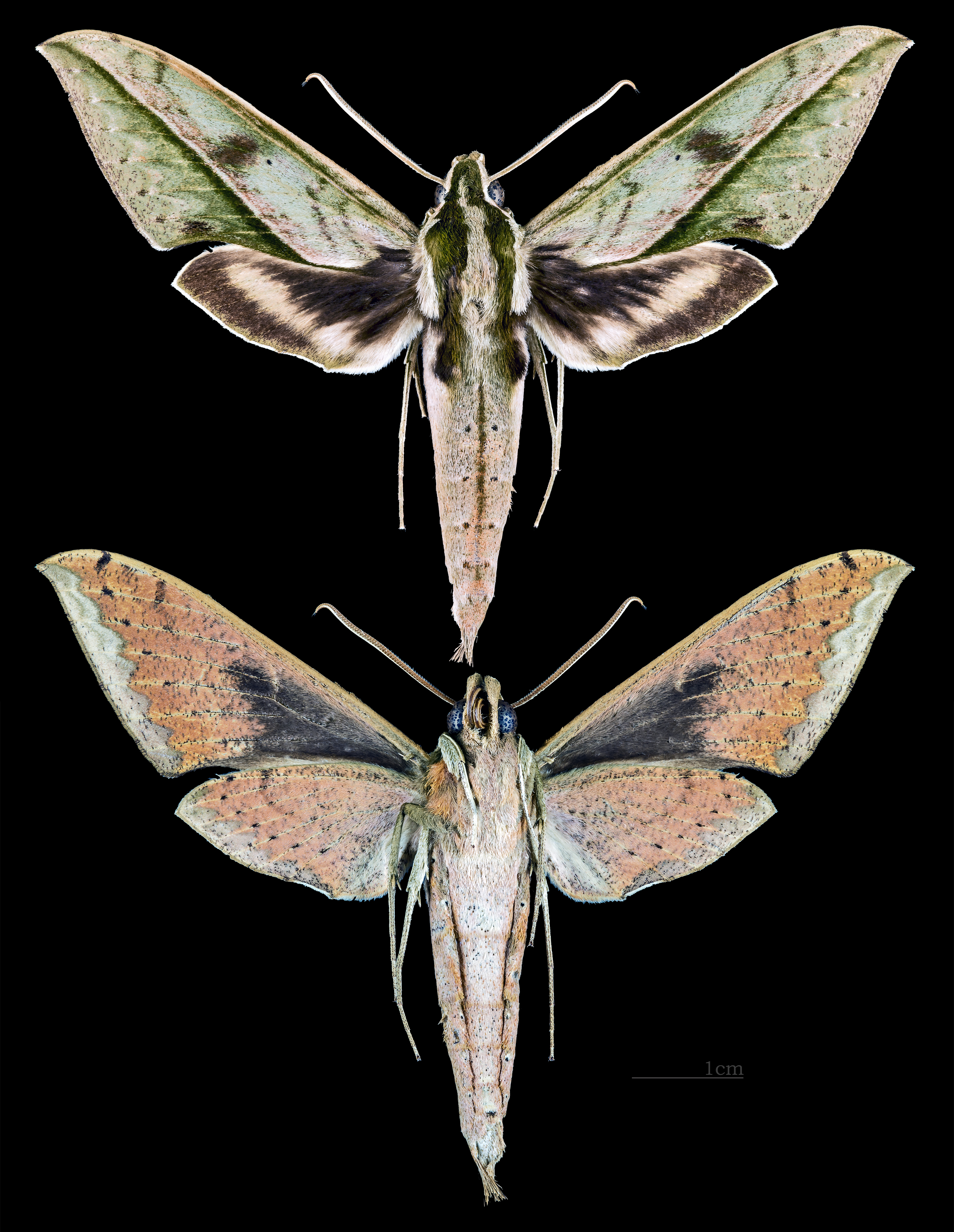
Xylophanes batus
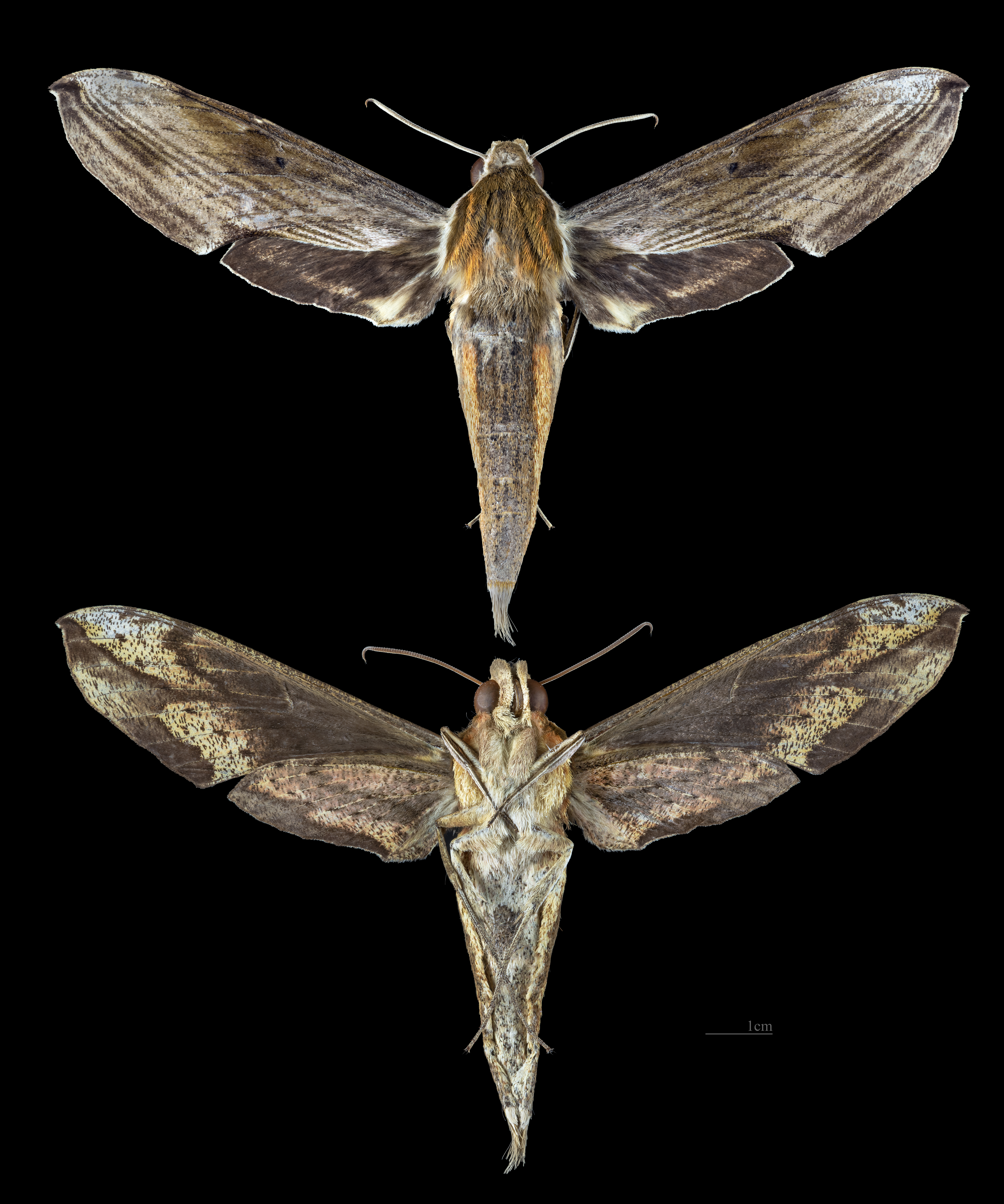
Xylophanes belti
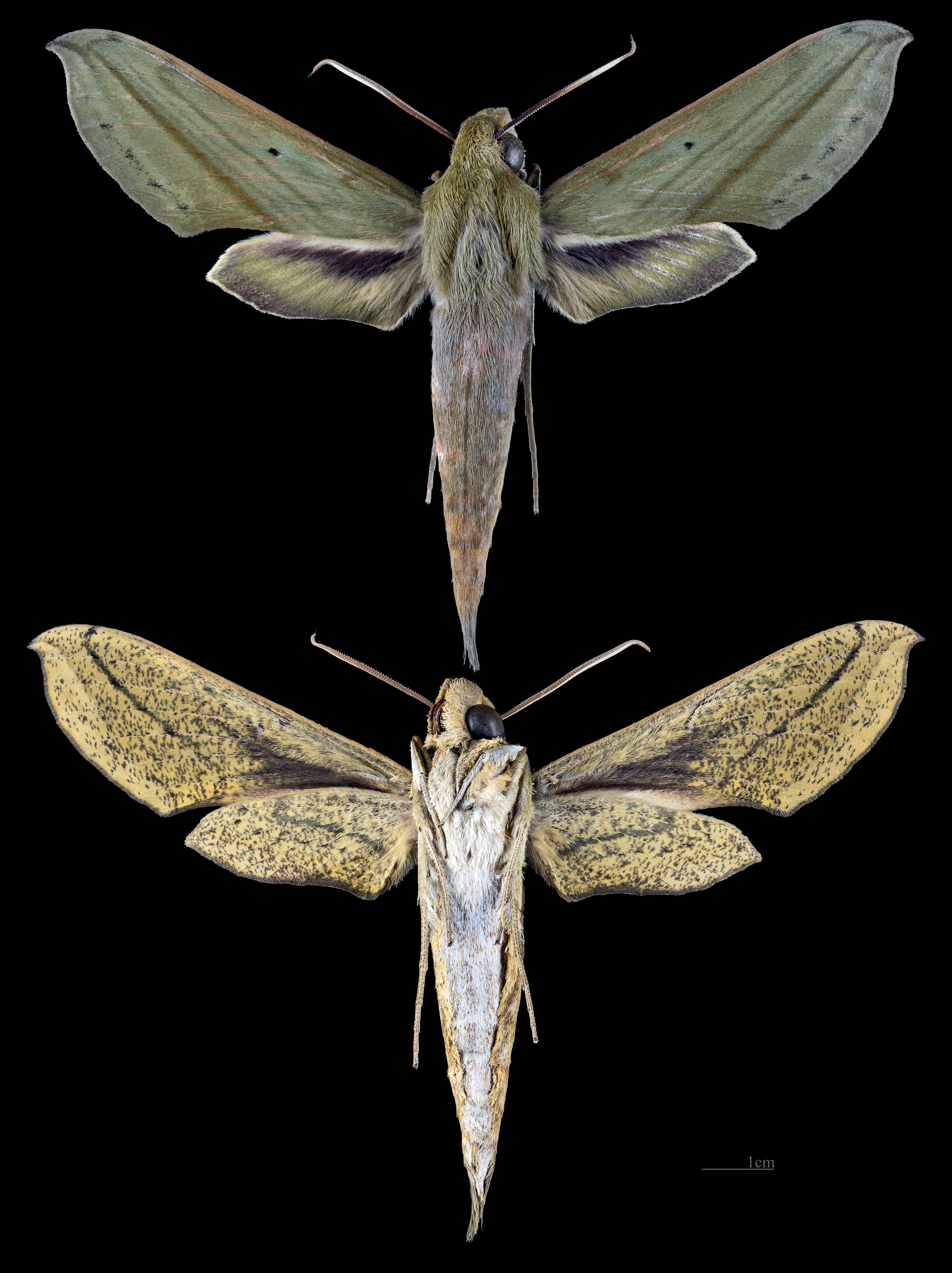
Xylophanes bilineata
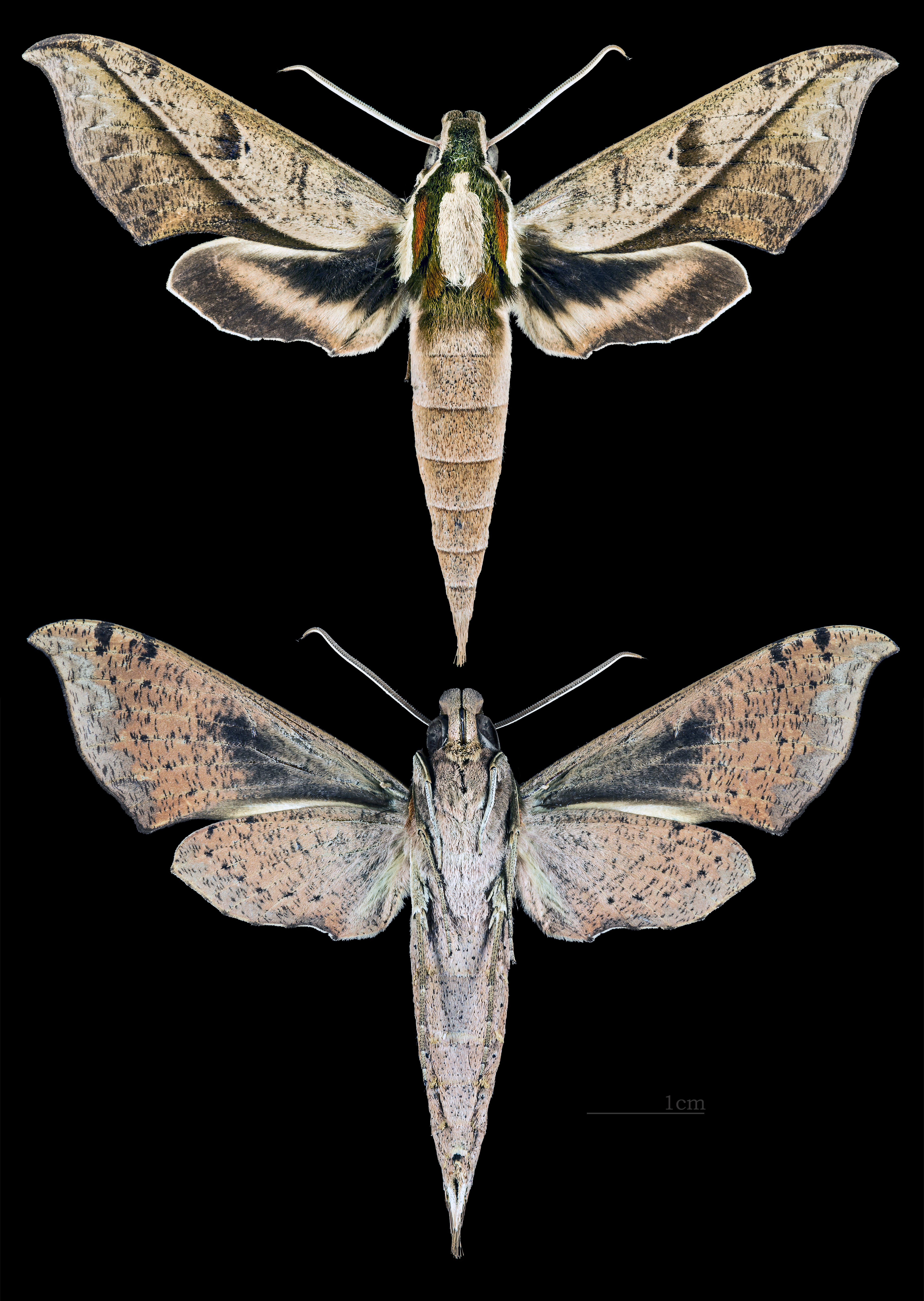
Xylophanes boerhaviae
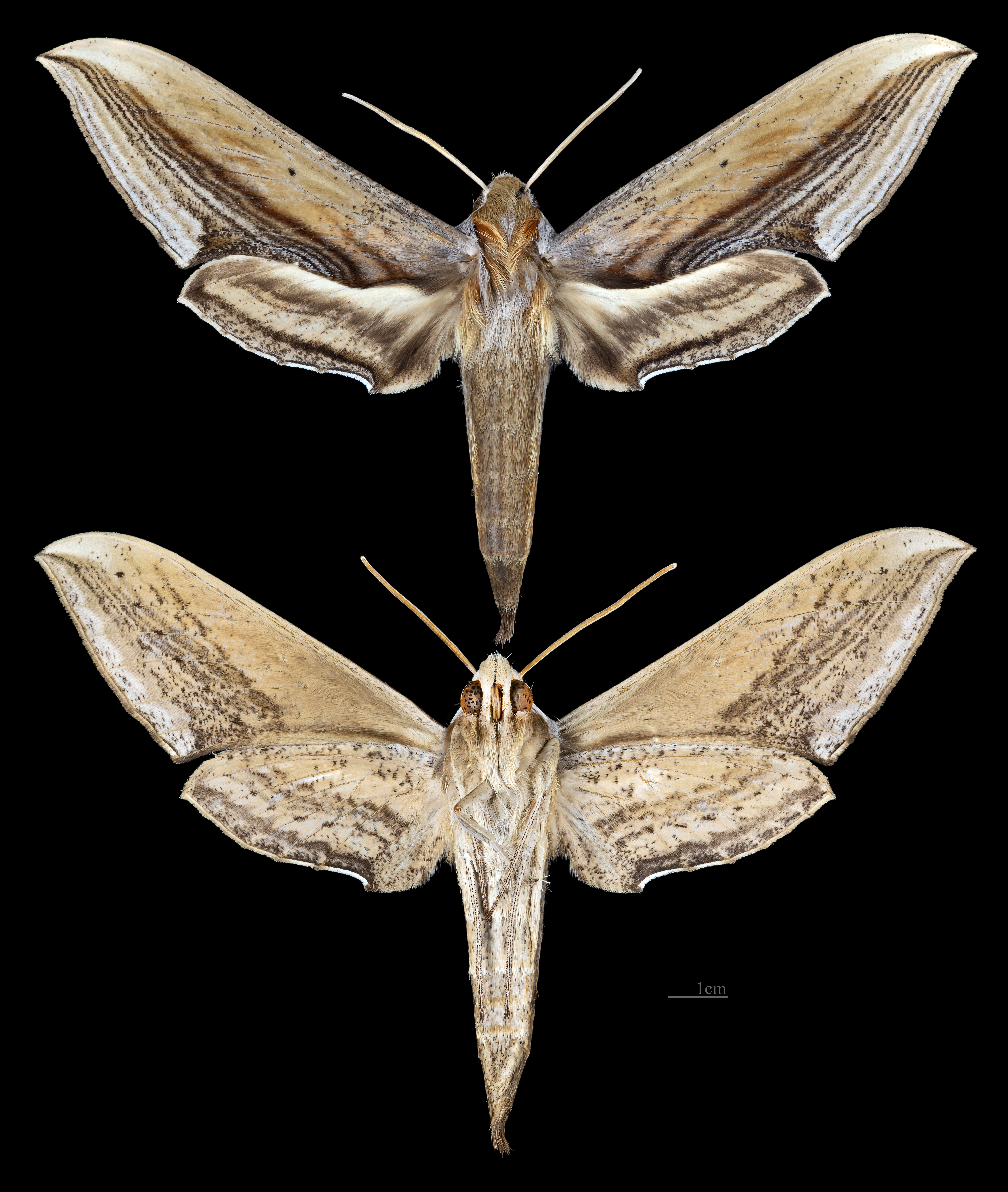
Xylophanes brevis
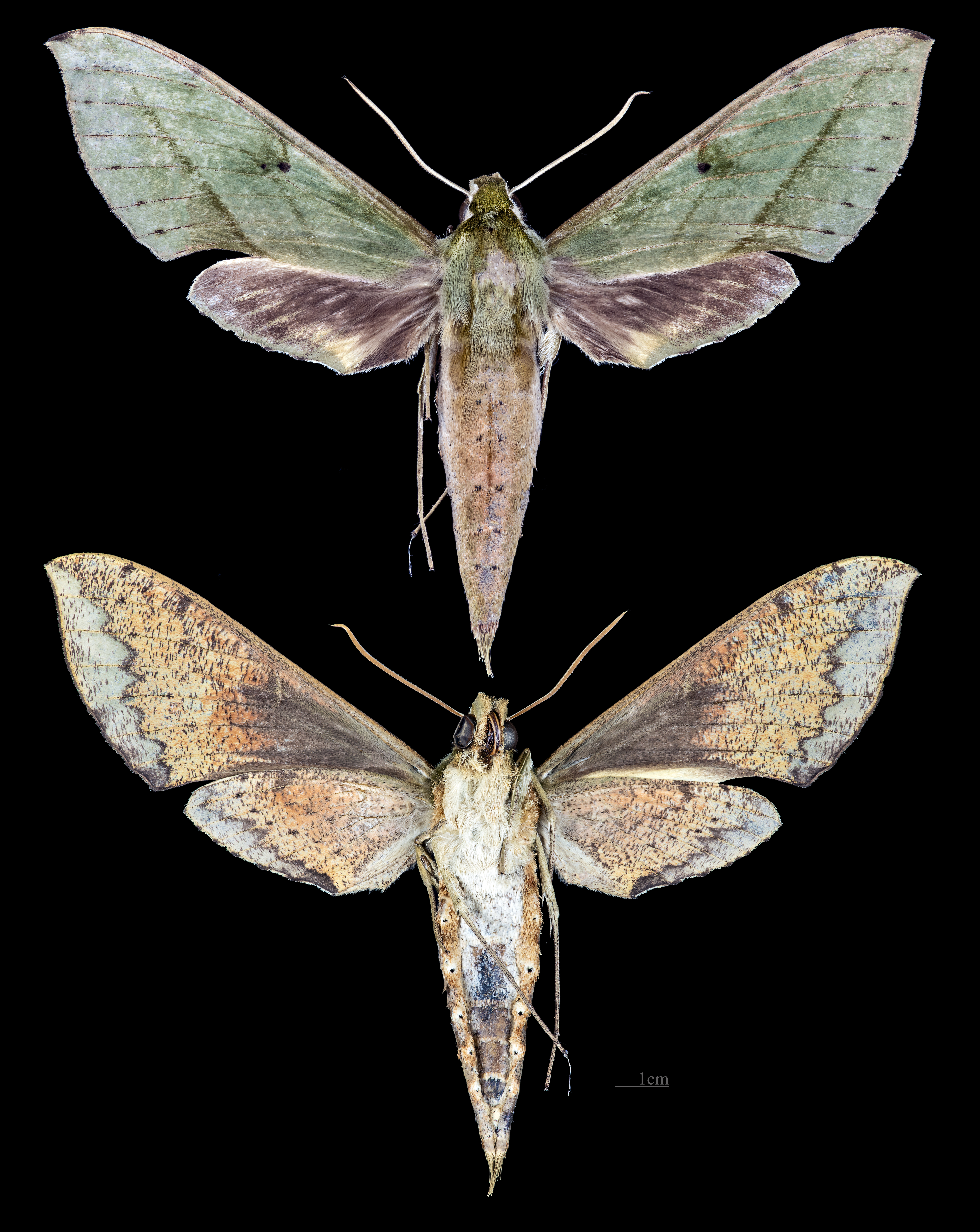
Xylophanes butus
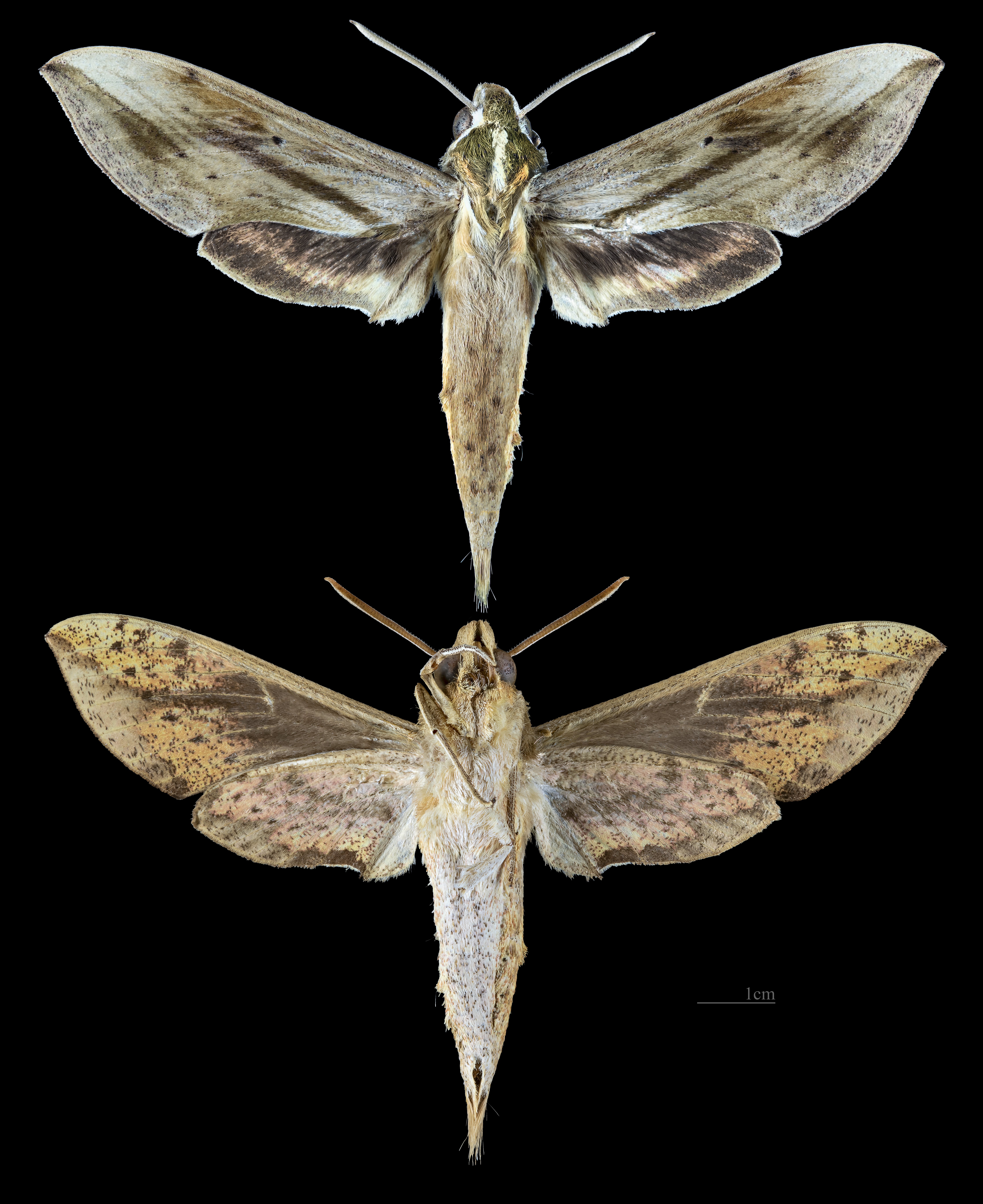
Xylophanes böttgeri
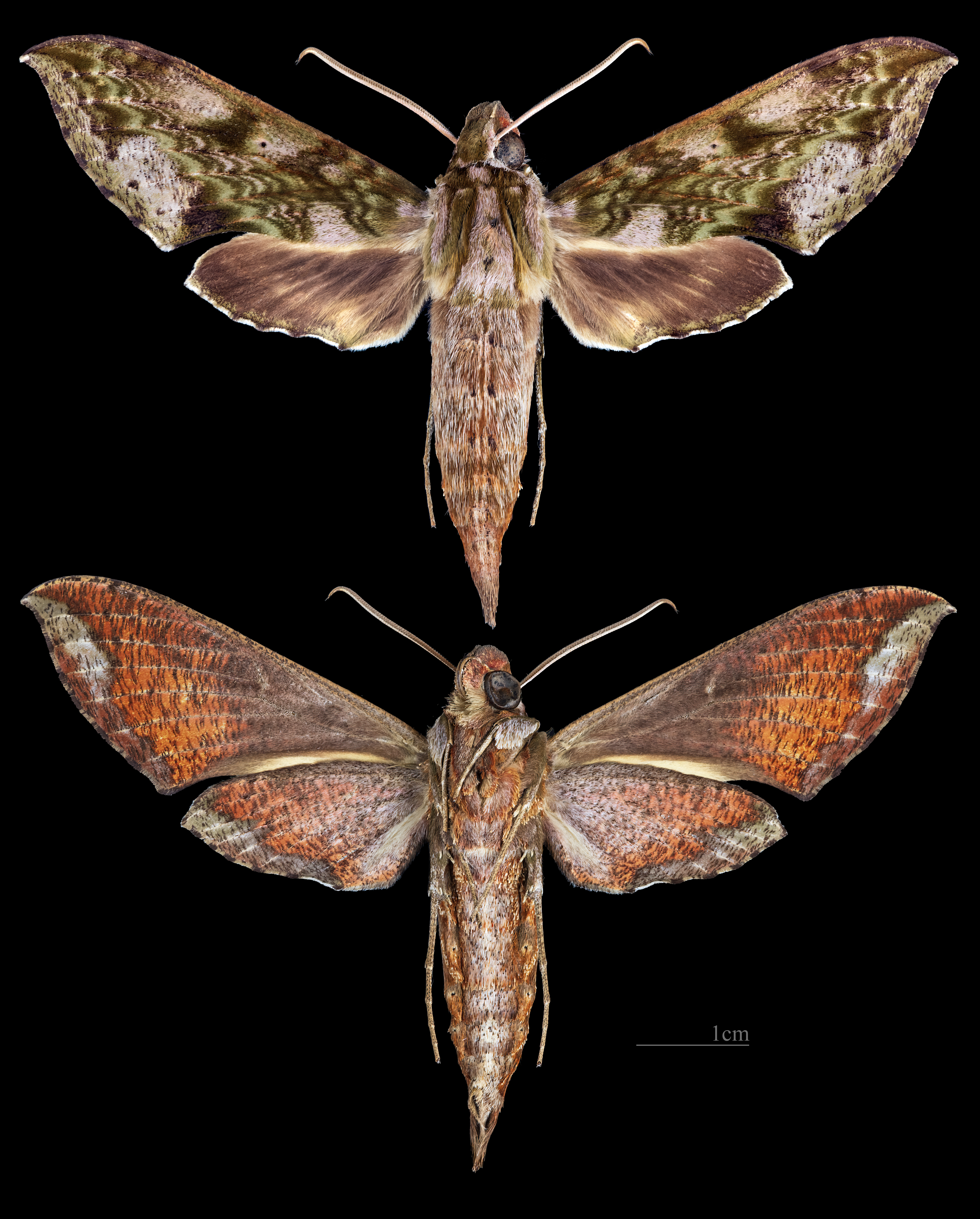
Xylophanes caissa
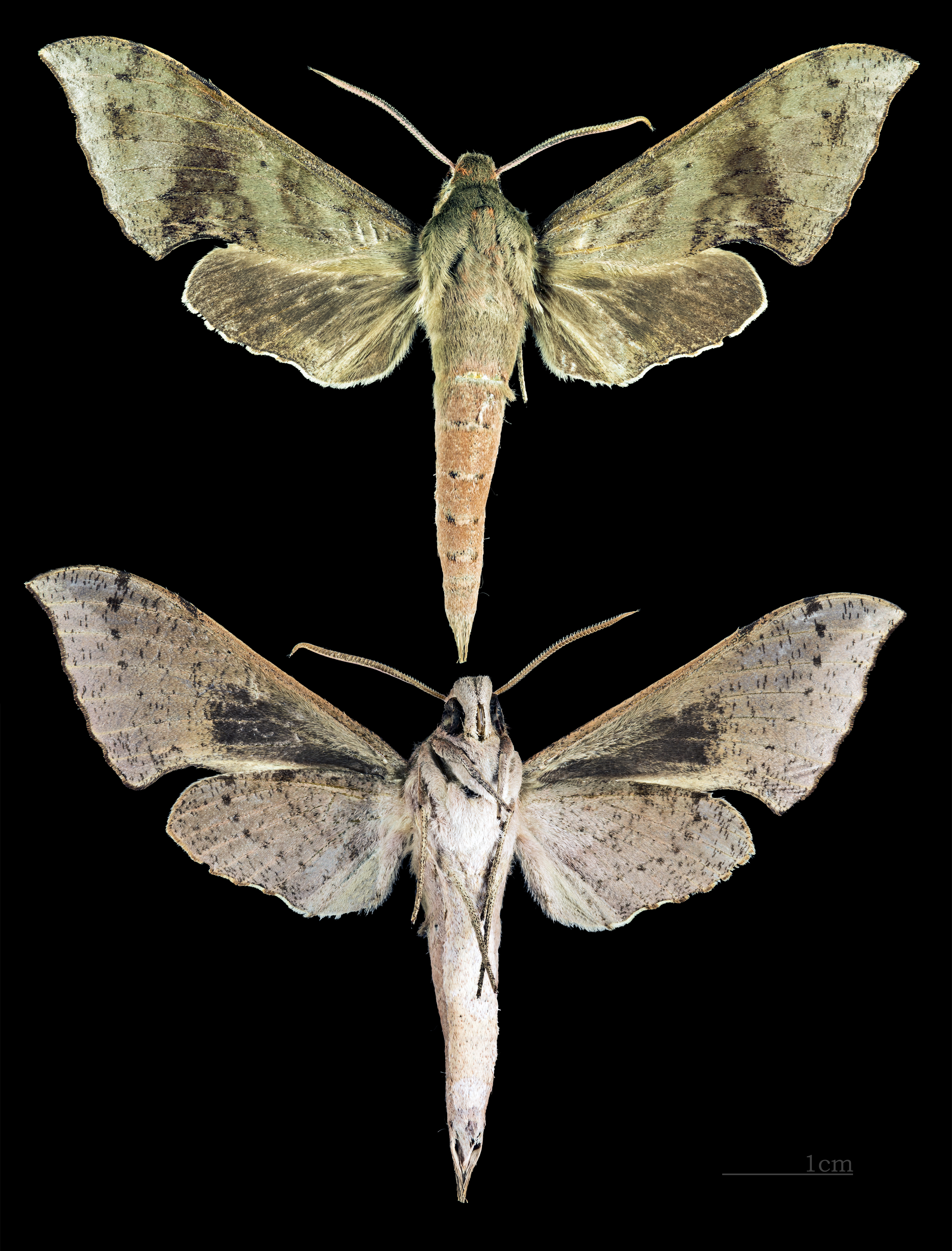
Xylophanes cantel
Xylophanes capreolus
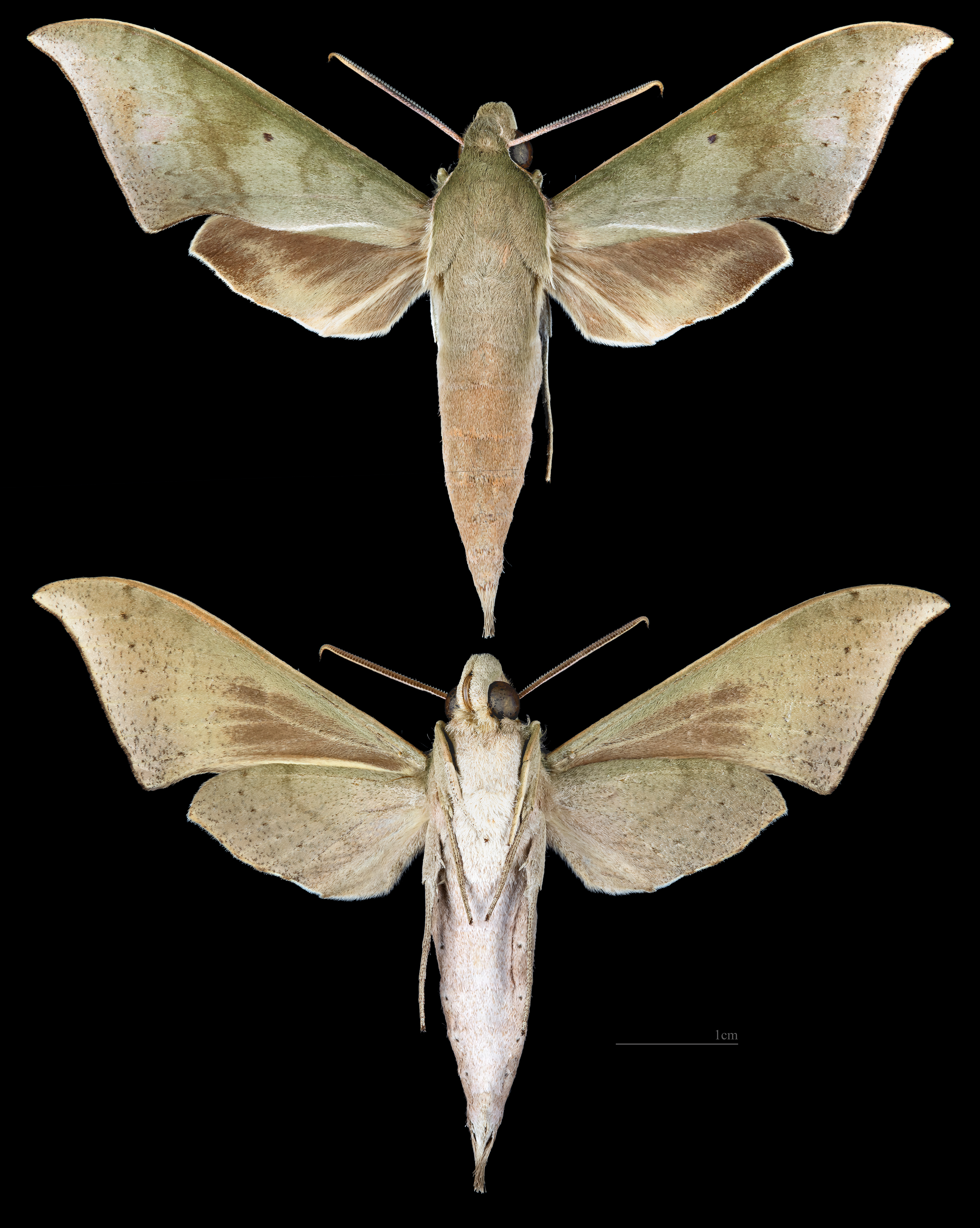
Xylophanes ceratomioides
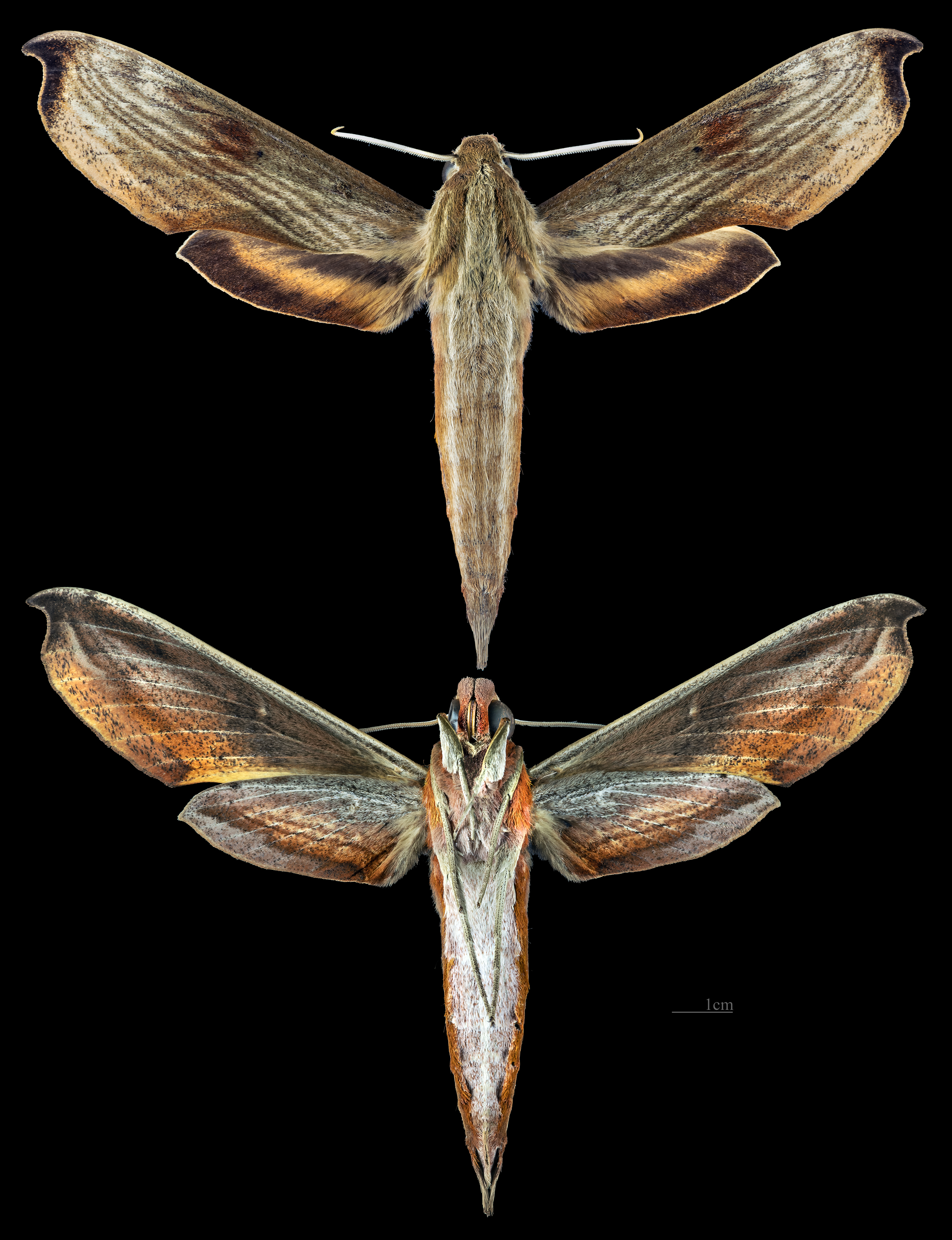
Xylophanes chiron
Xylophanes chironnechus
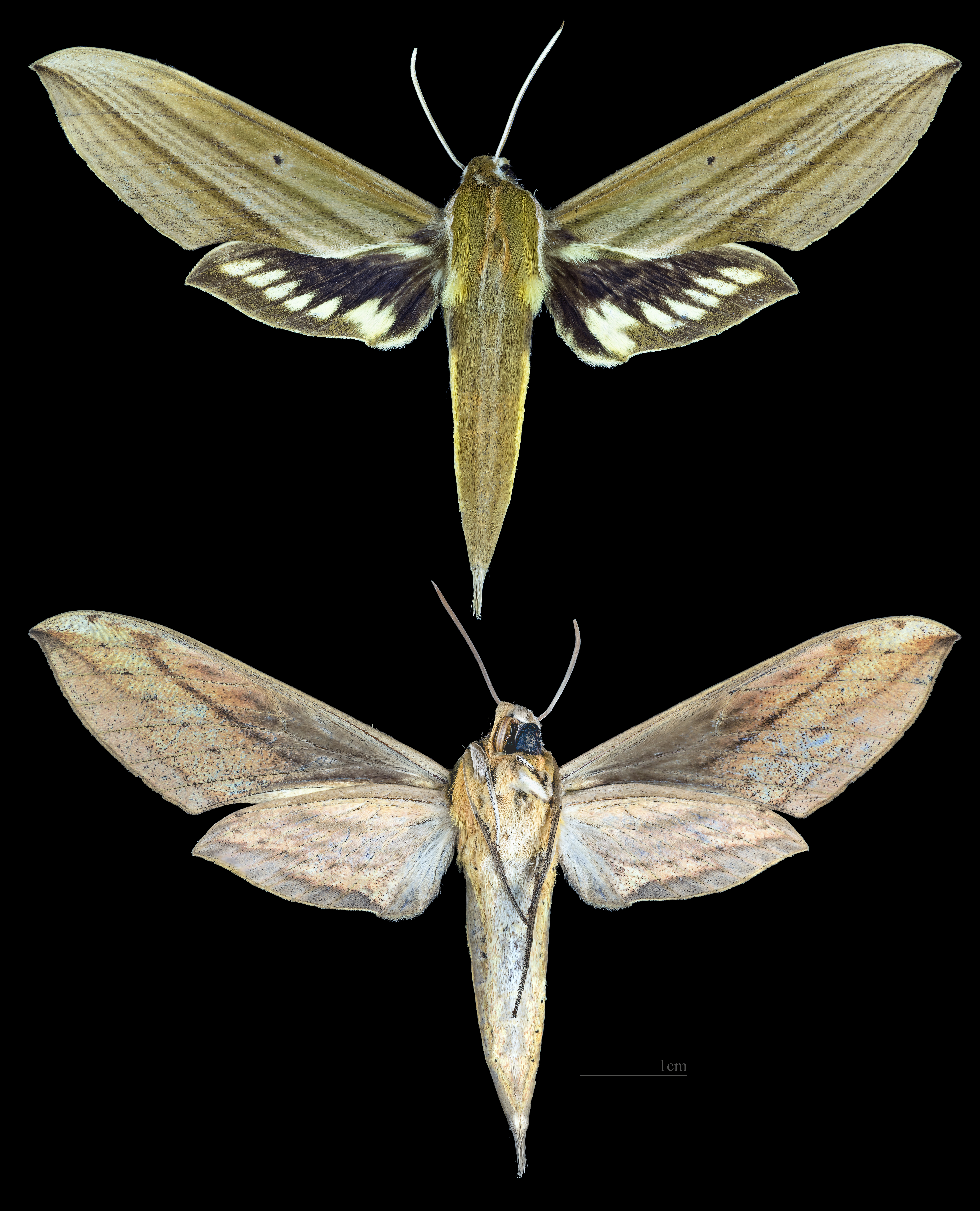
Xylophanes clarki
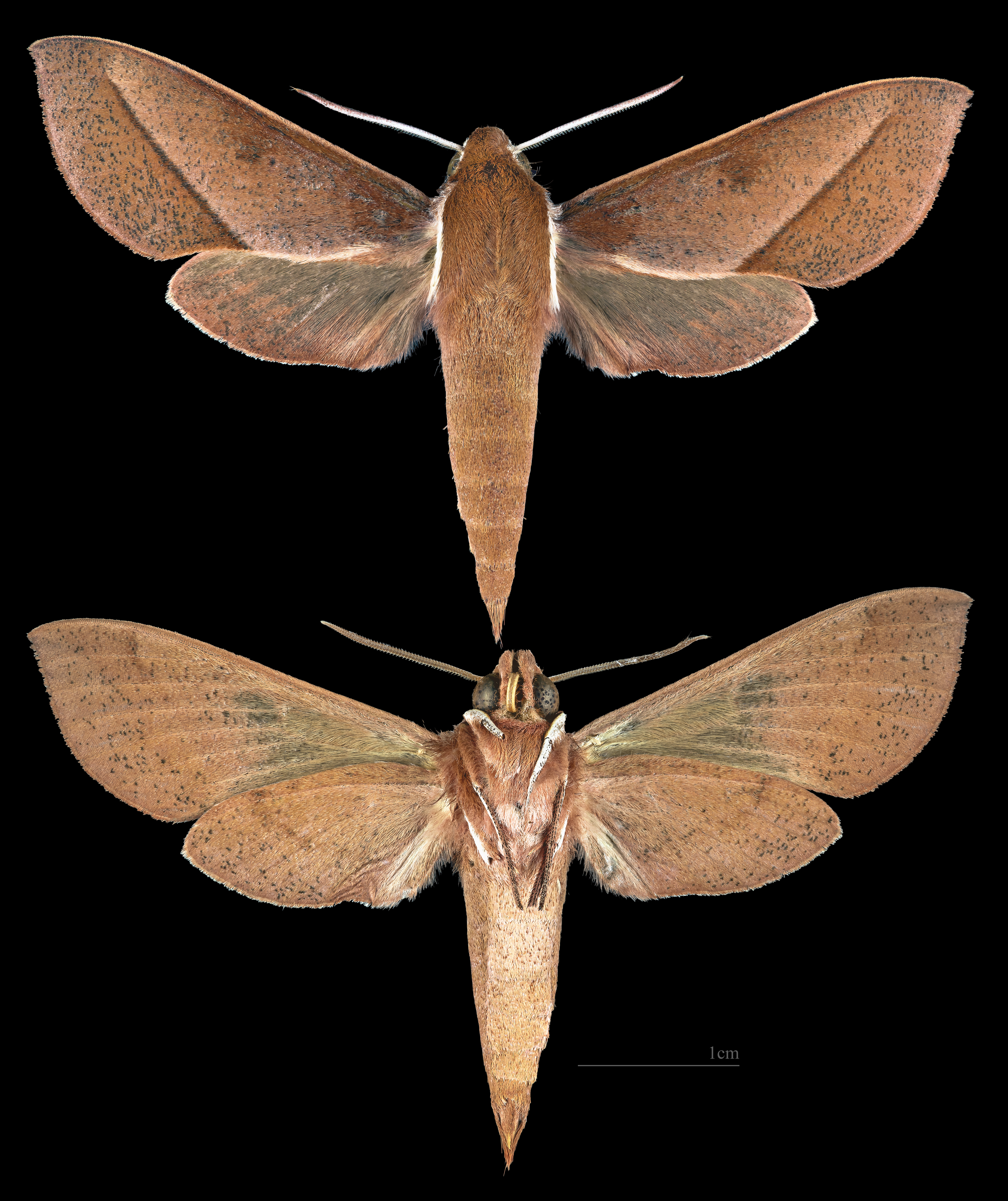
Xylophanes colombiana
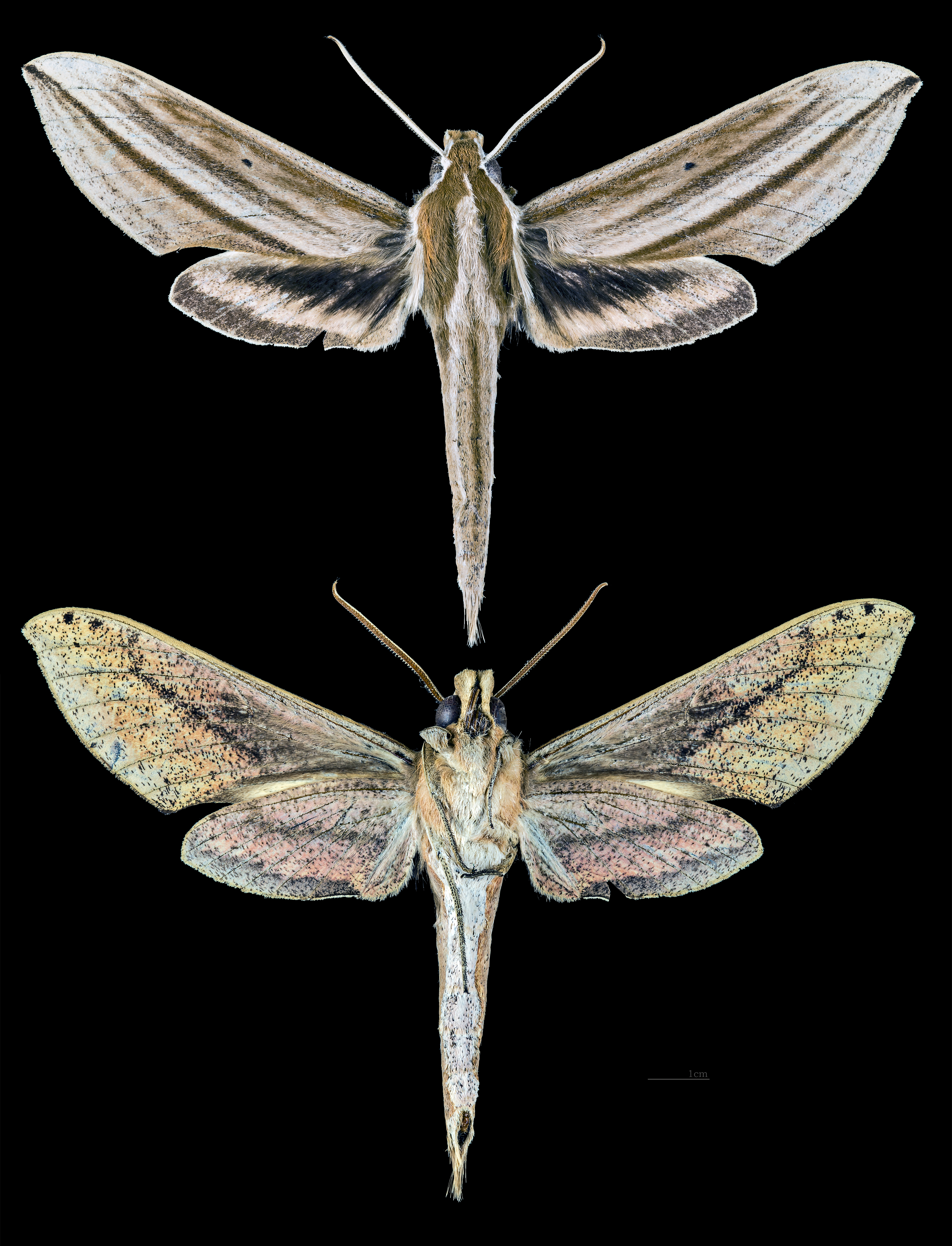
Xylophanes continentalis
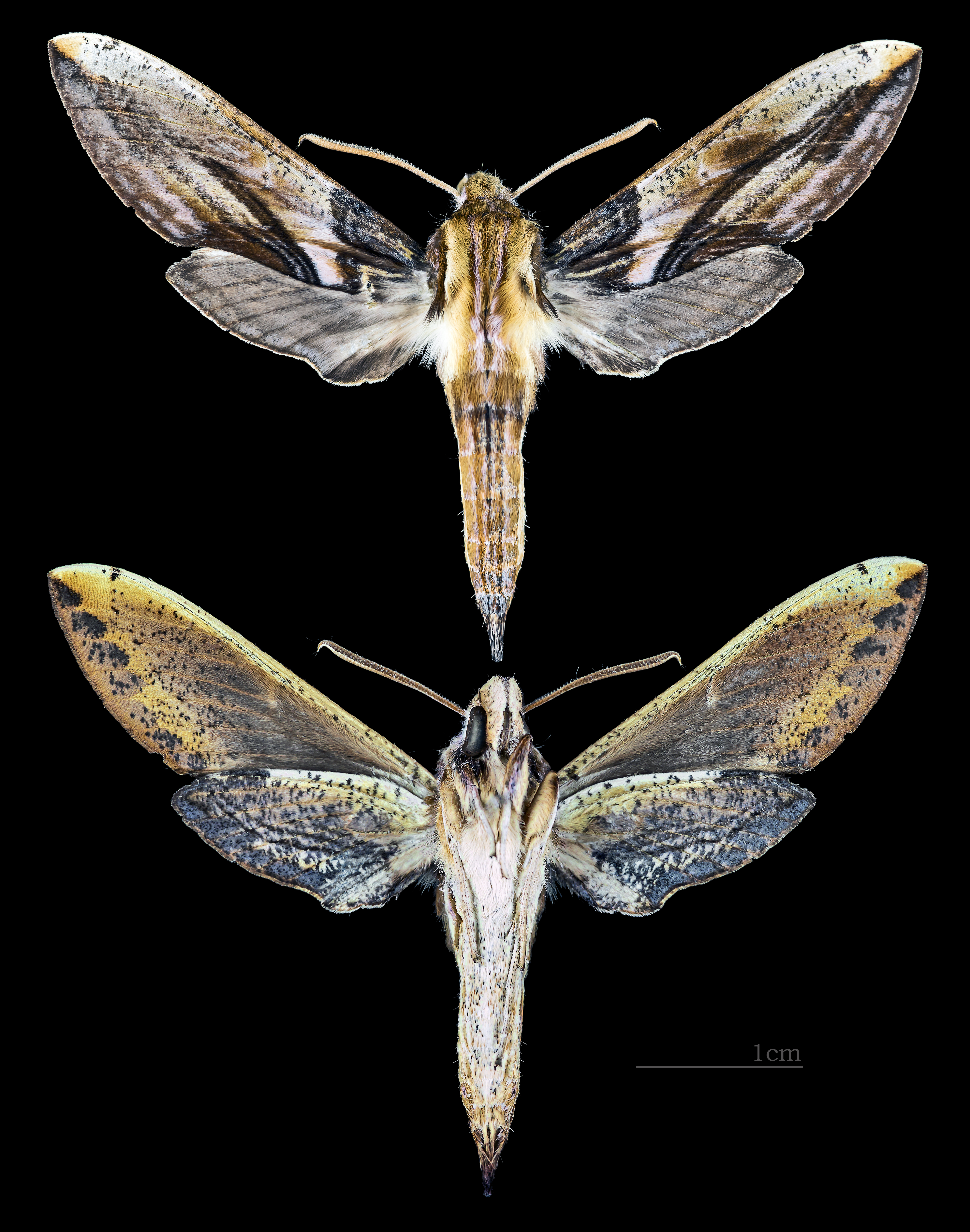
Xylophanes cosmius
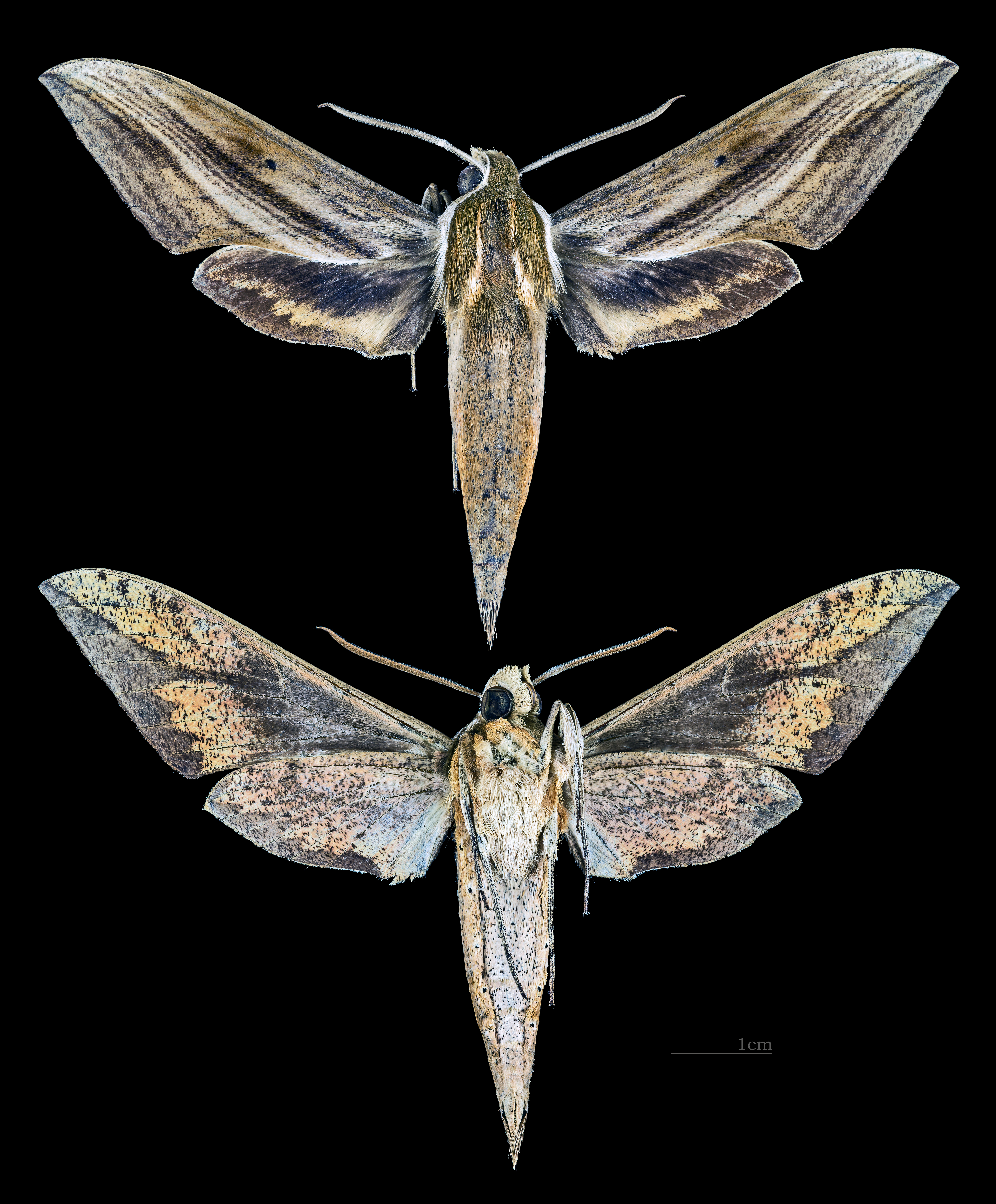
Xylophanes croesus
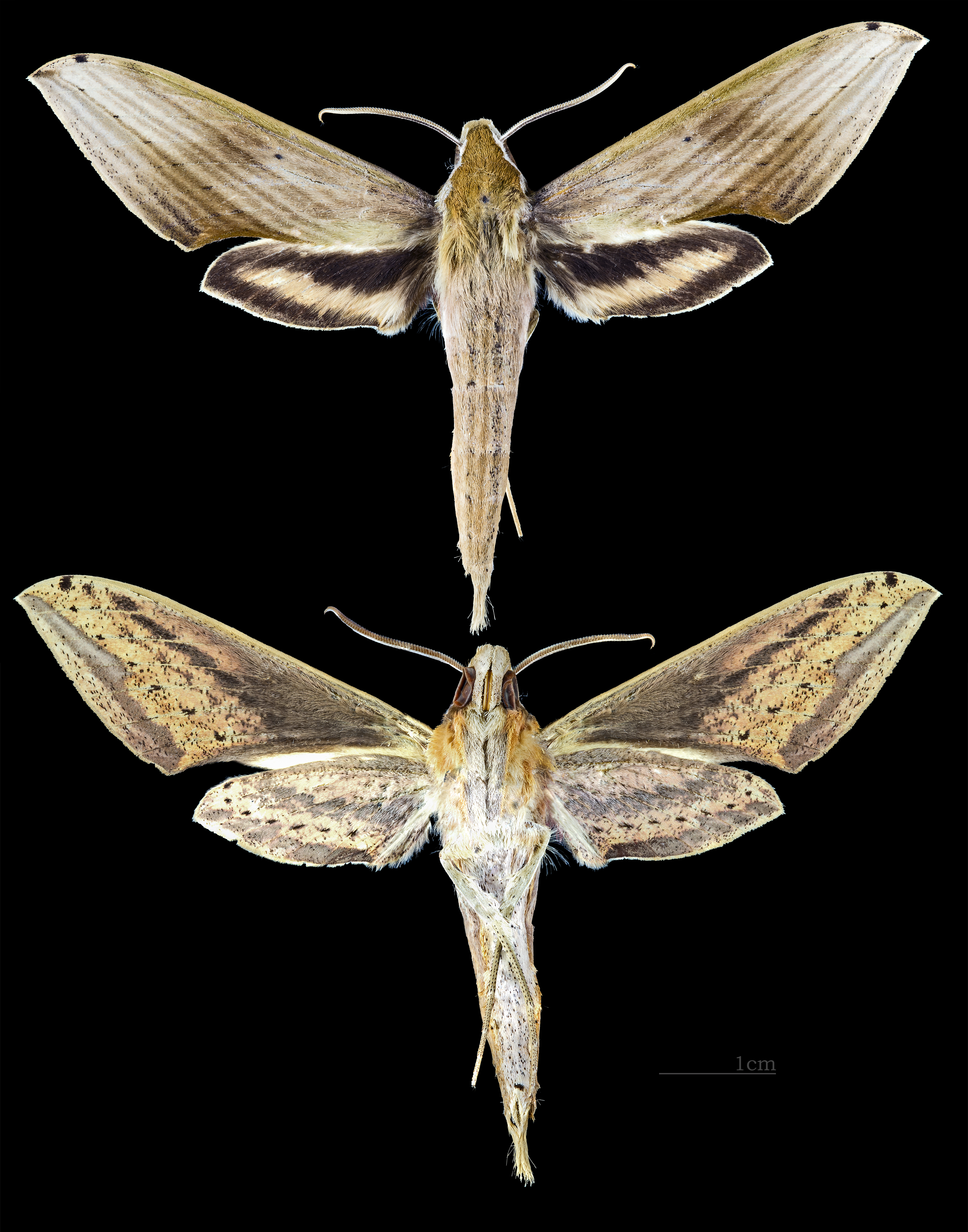
Xylophanes crotonis
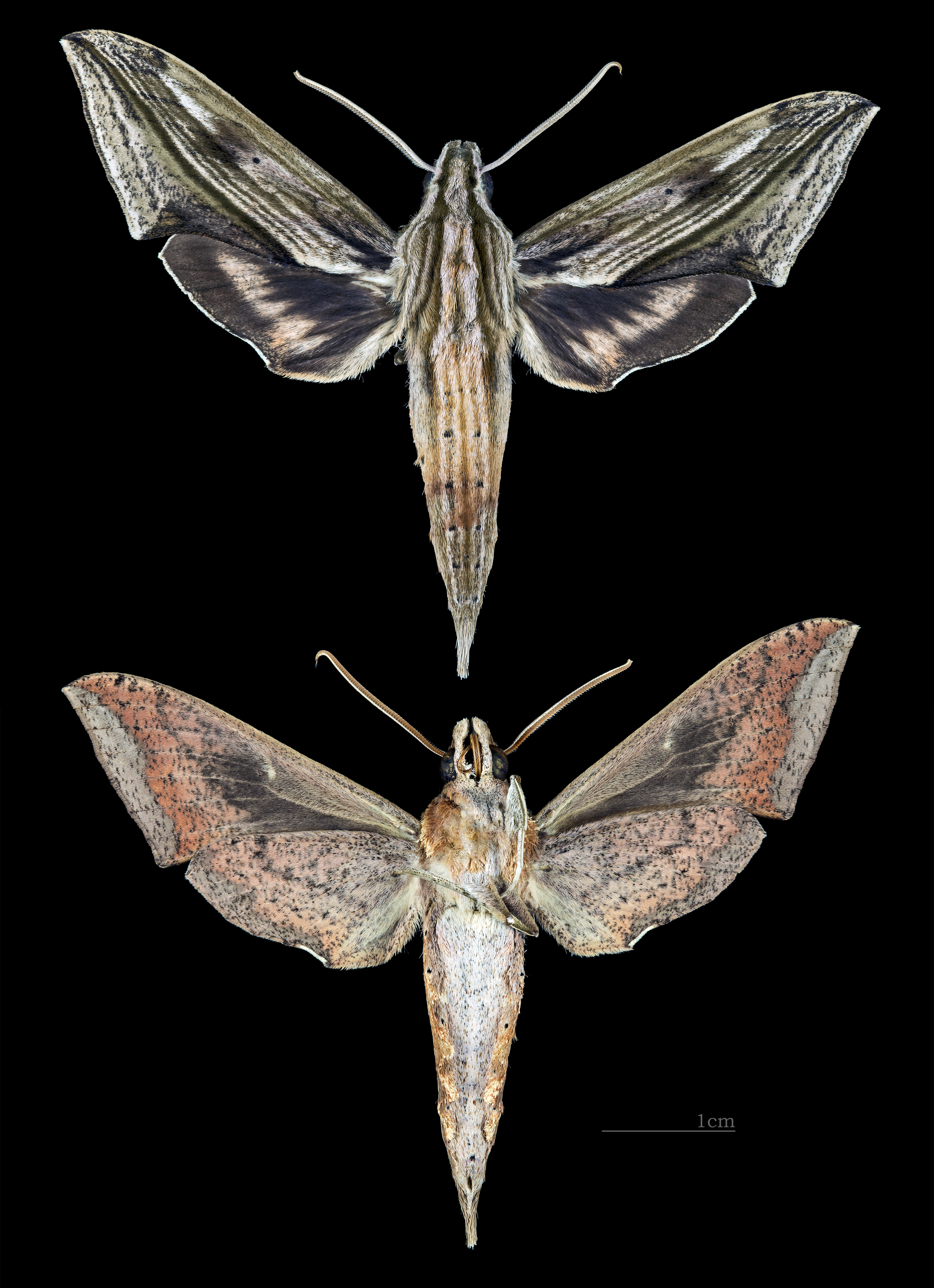
Xylophanes cubanus
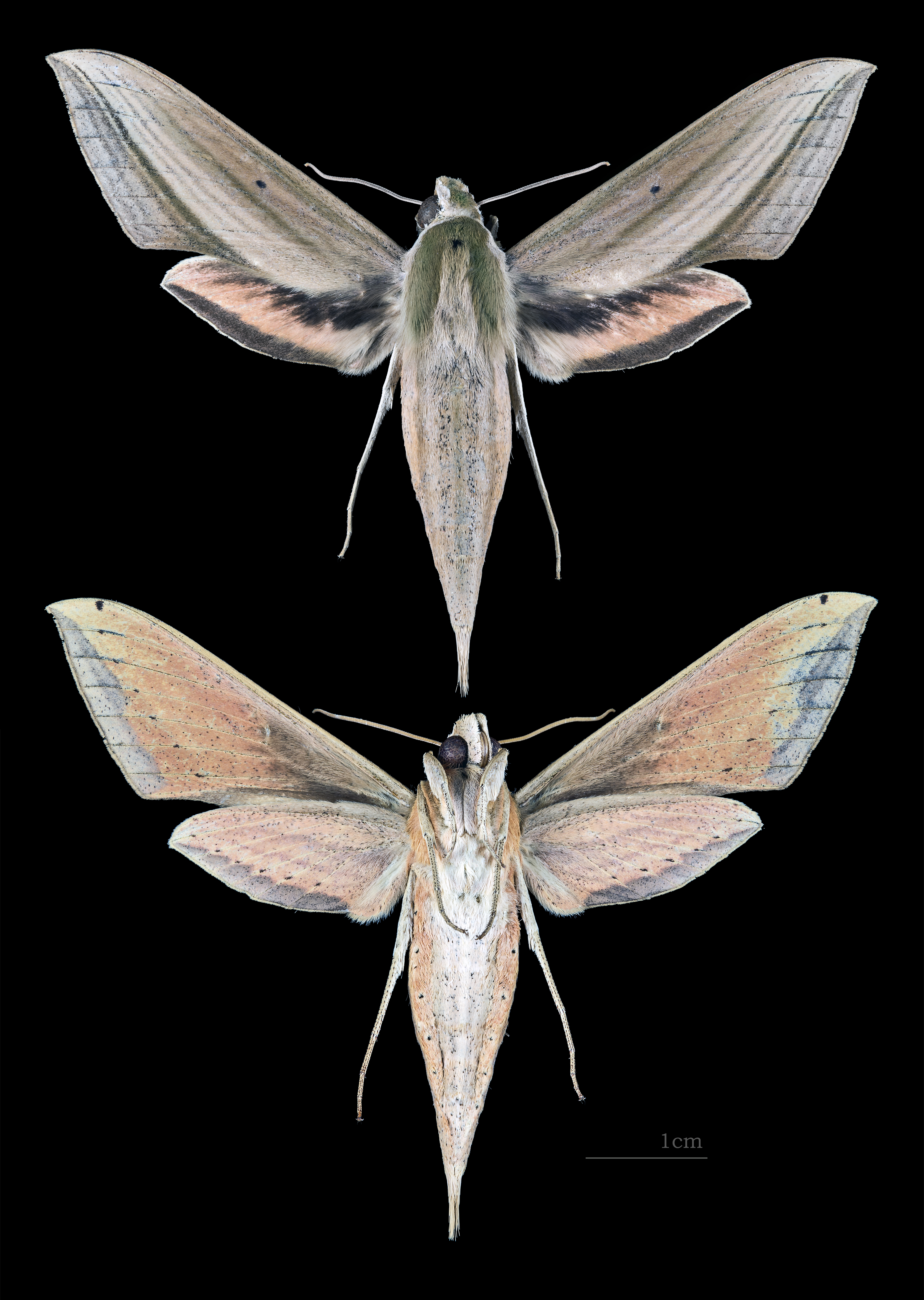
Xylophanes cubensis
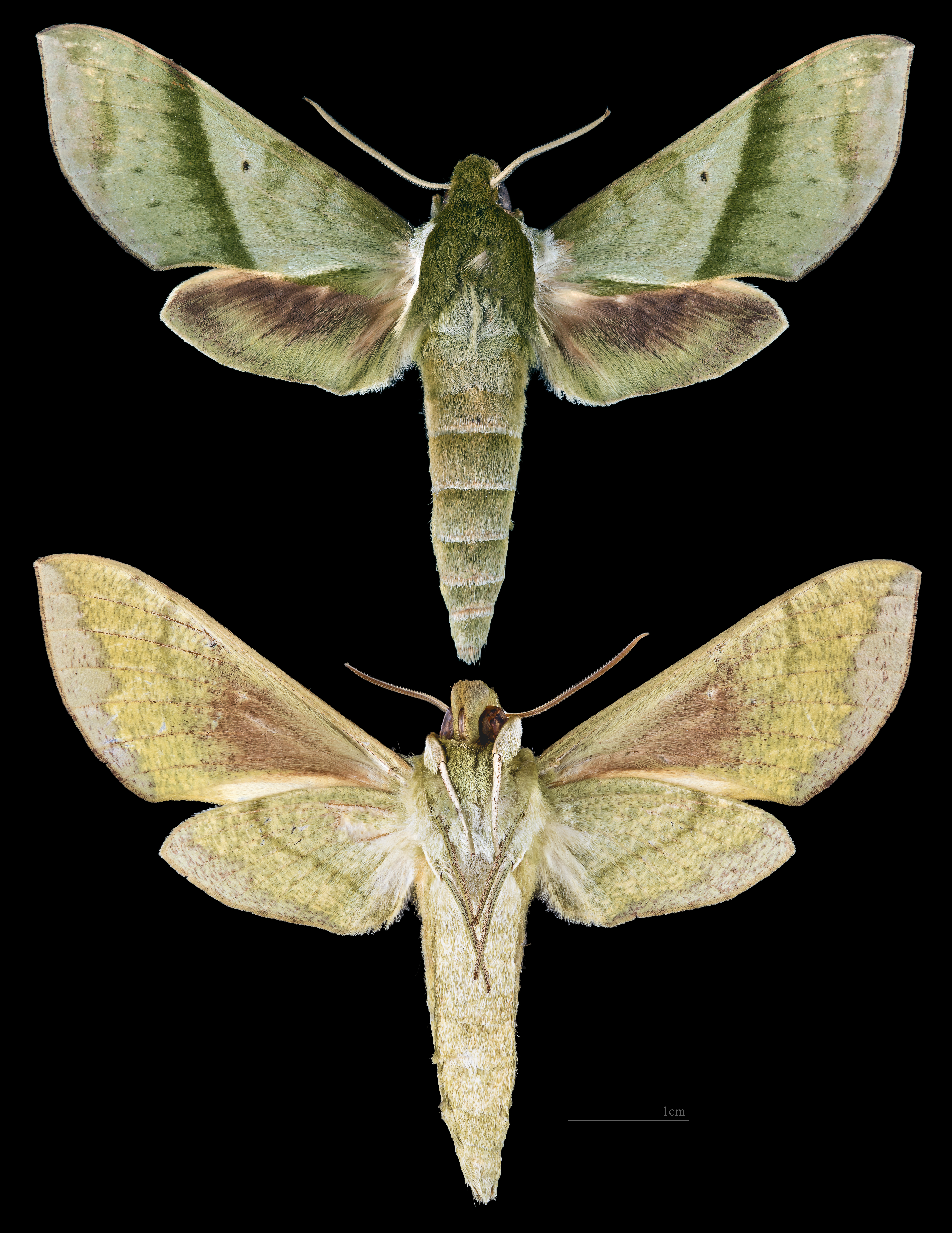
Xylophanes curvata
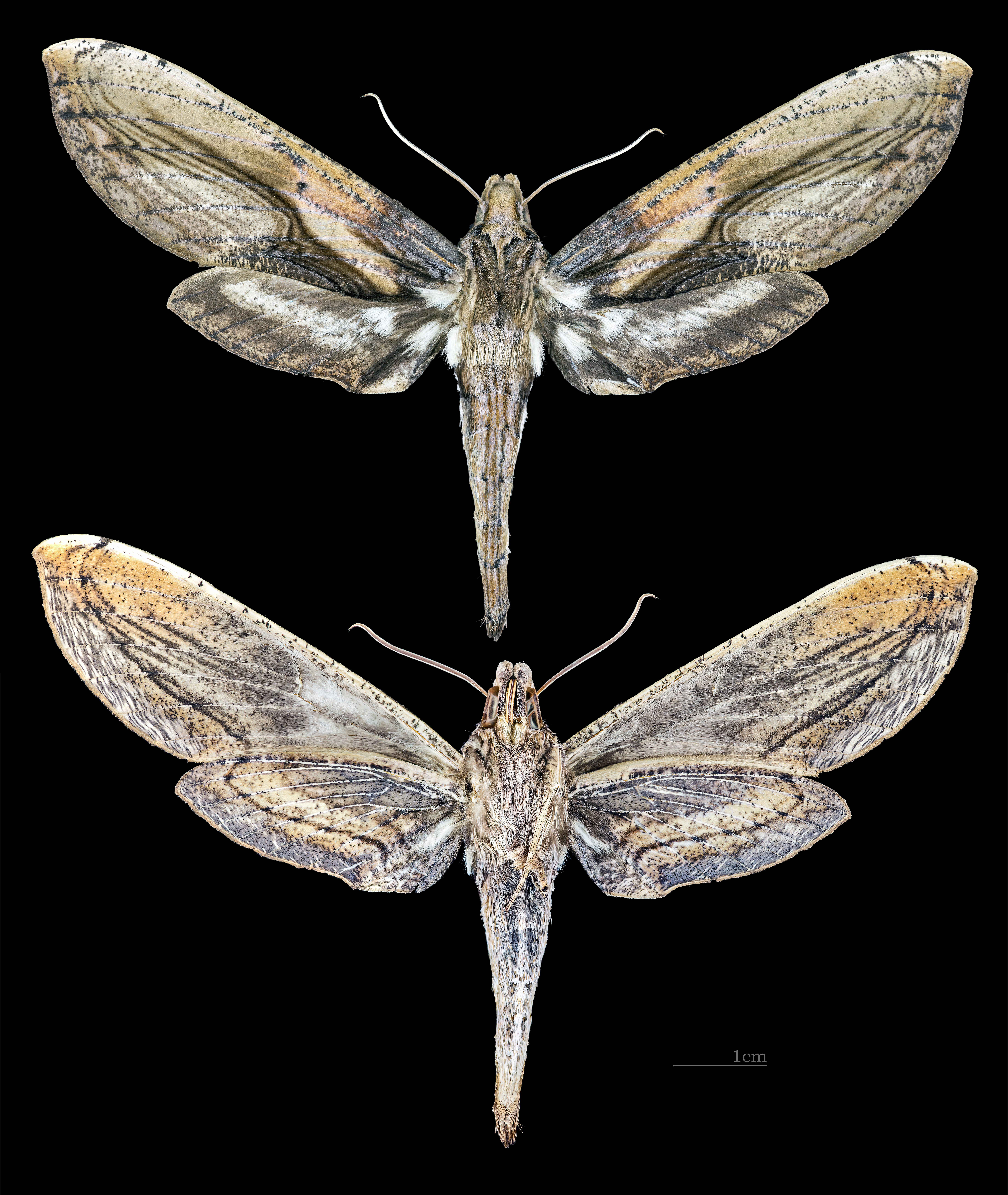
Xylophanes cyrene
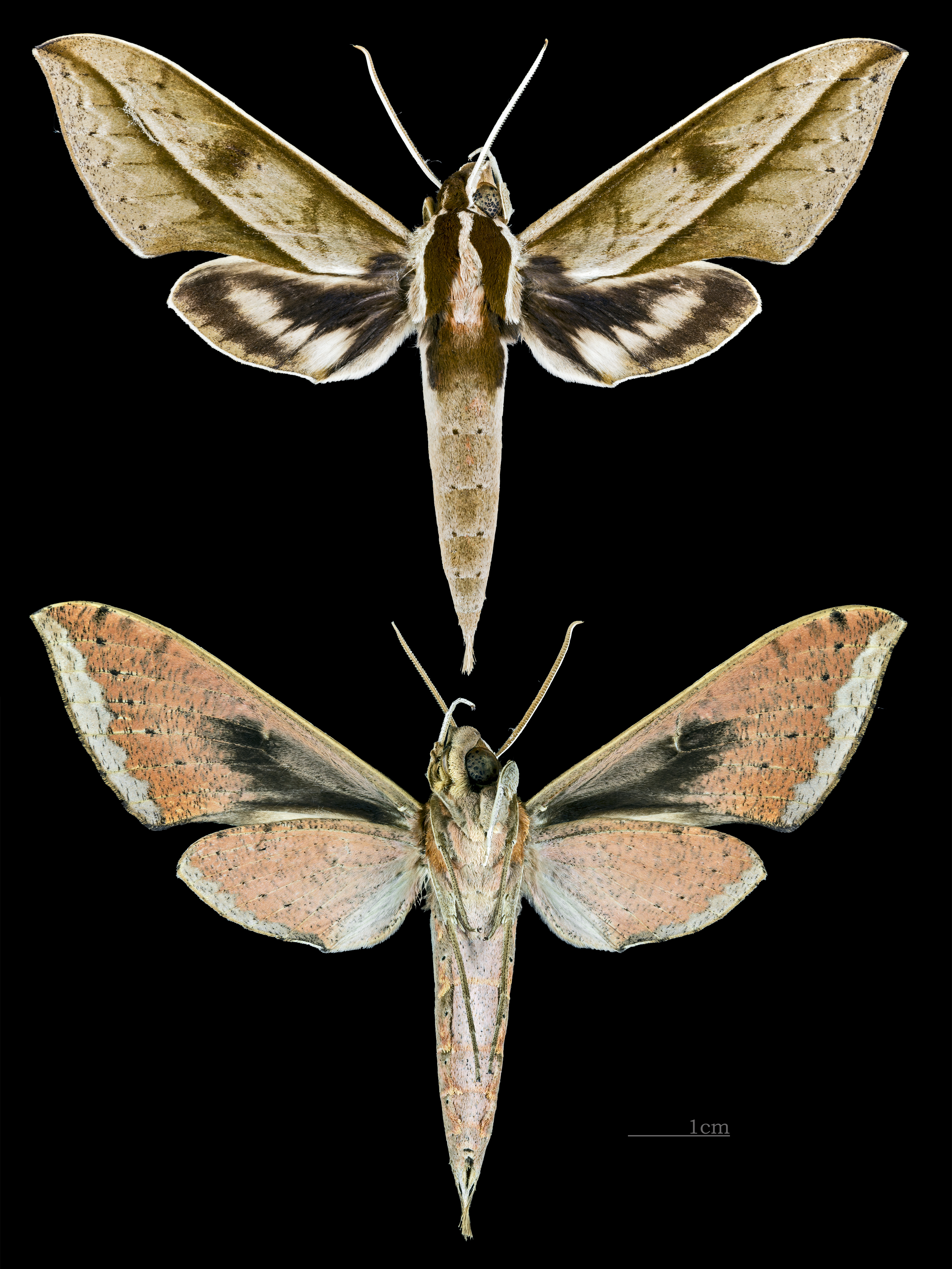
Xylophanes damocrita
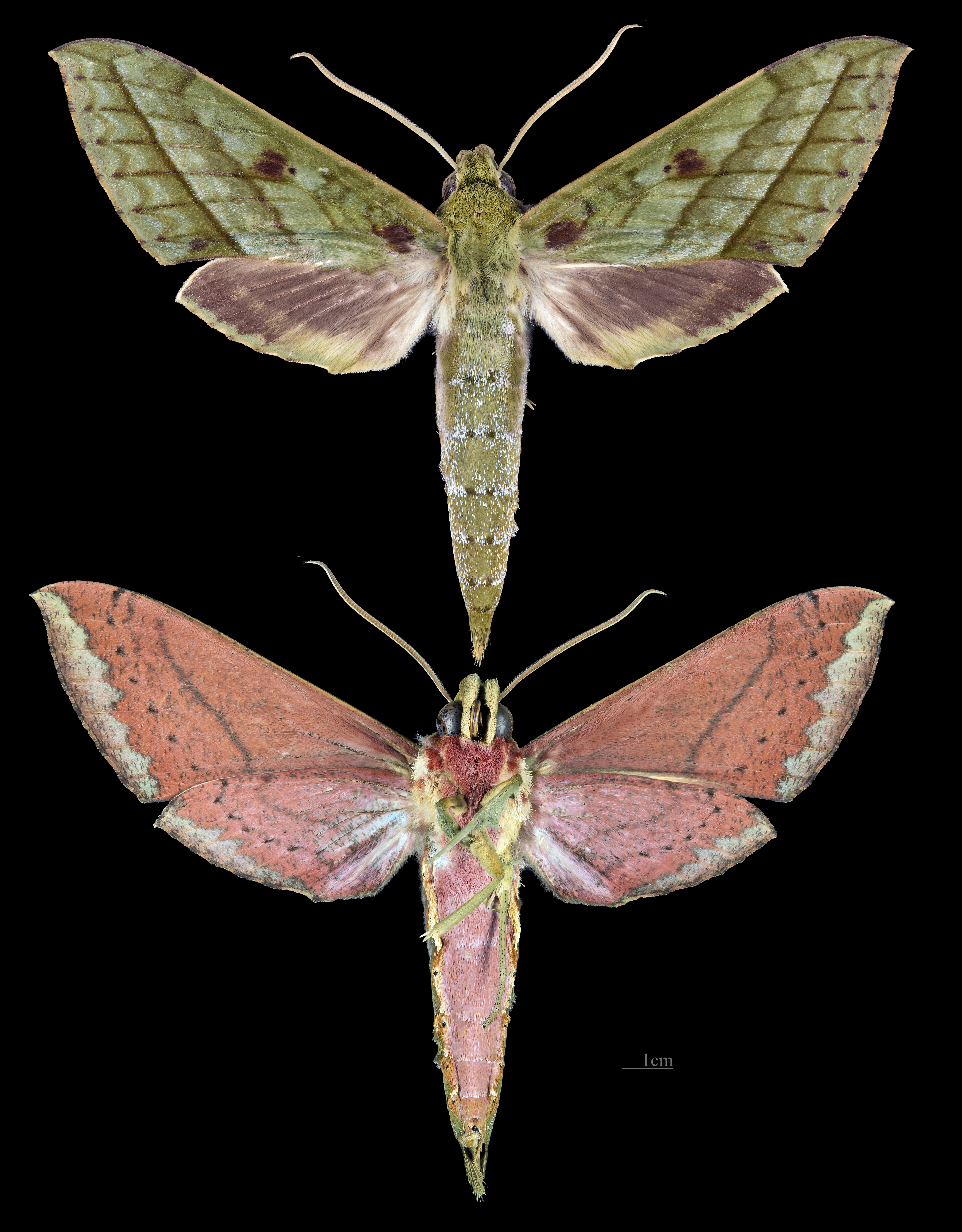
Xylophanes depuiseti
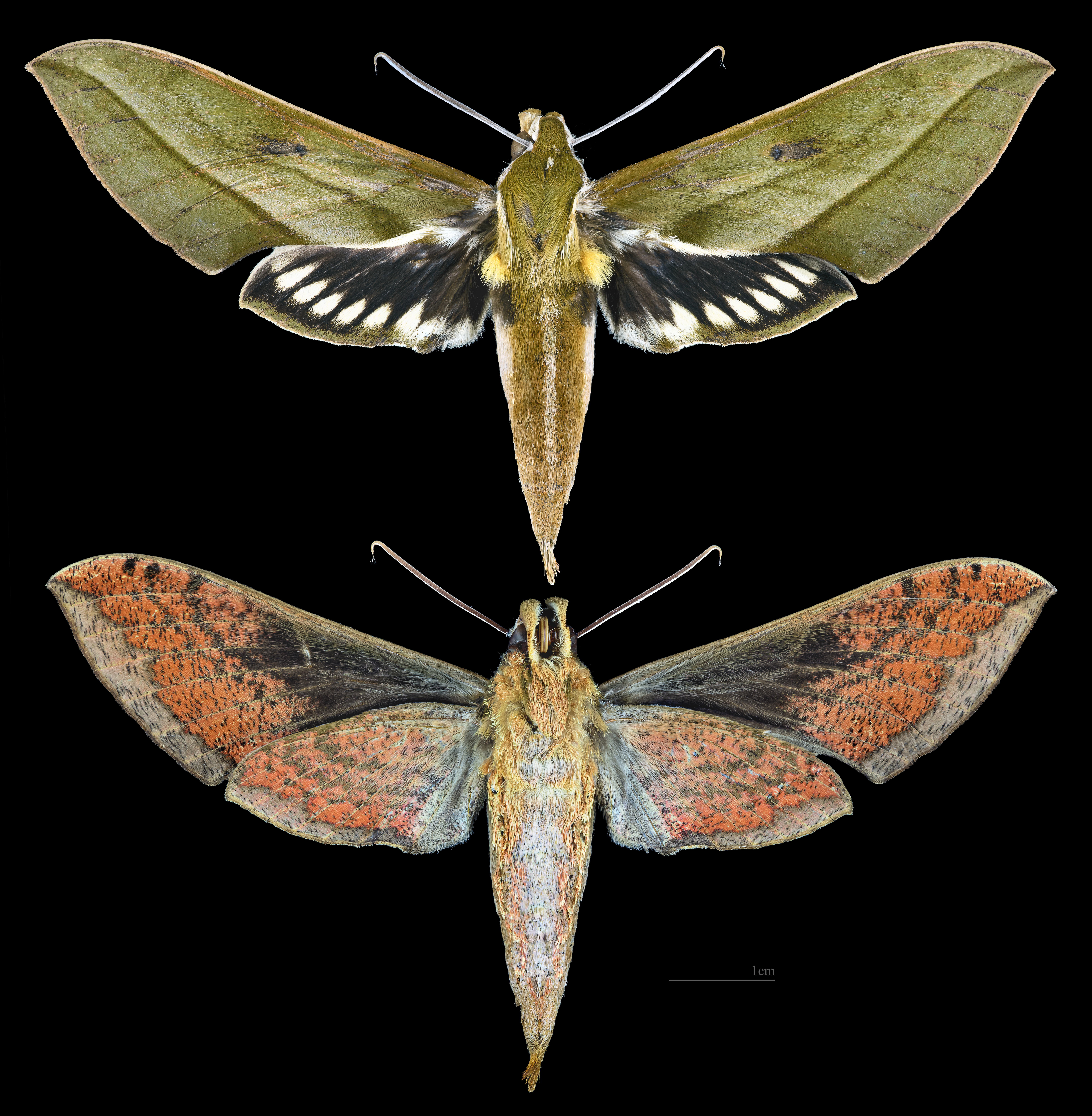
Xylophanes diogenes
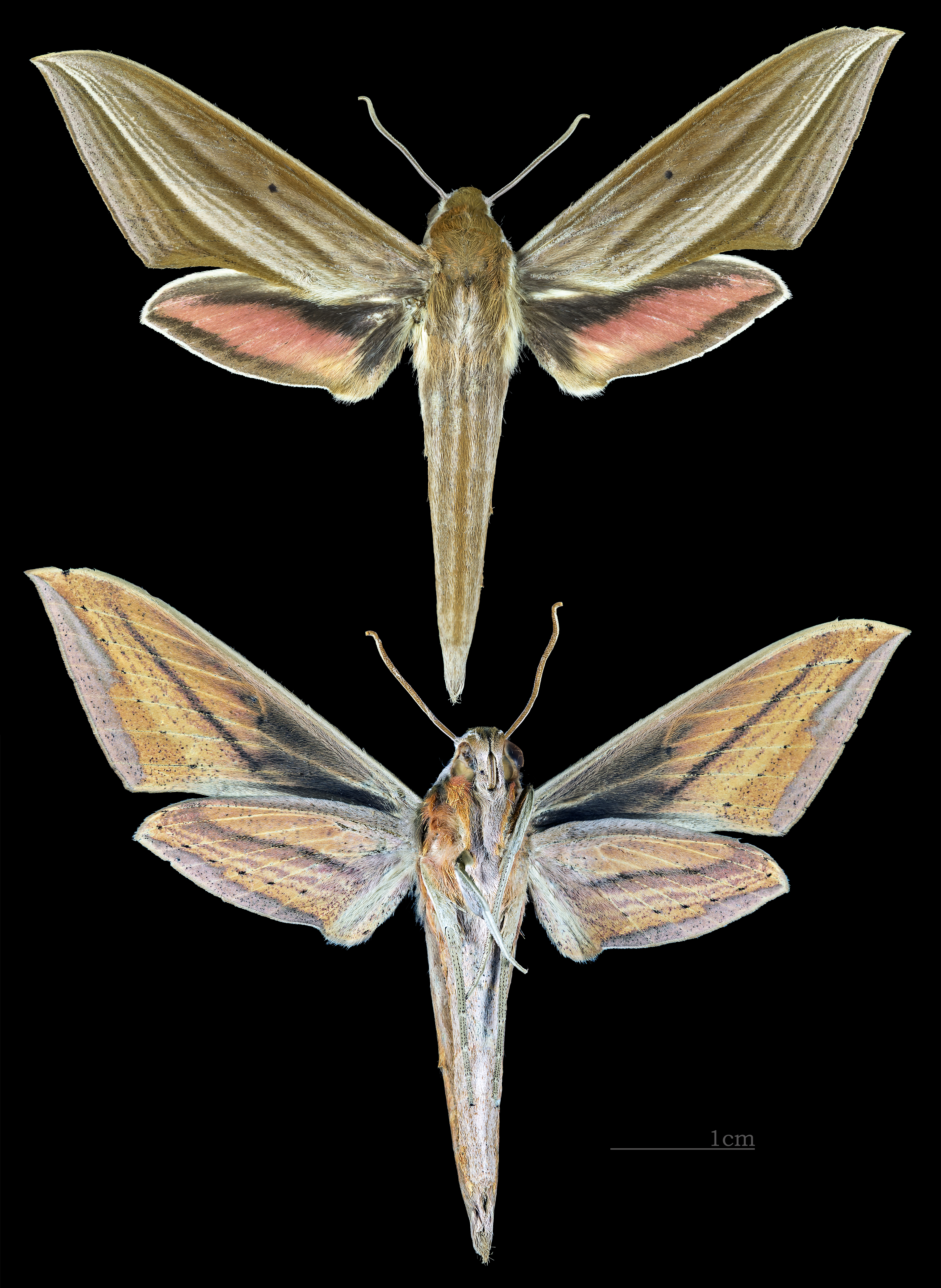
Xylophanes docilis
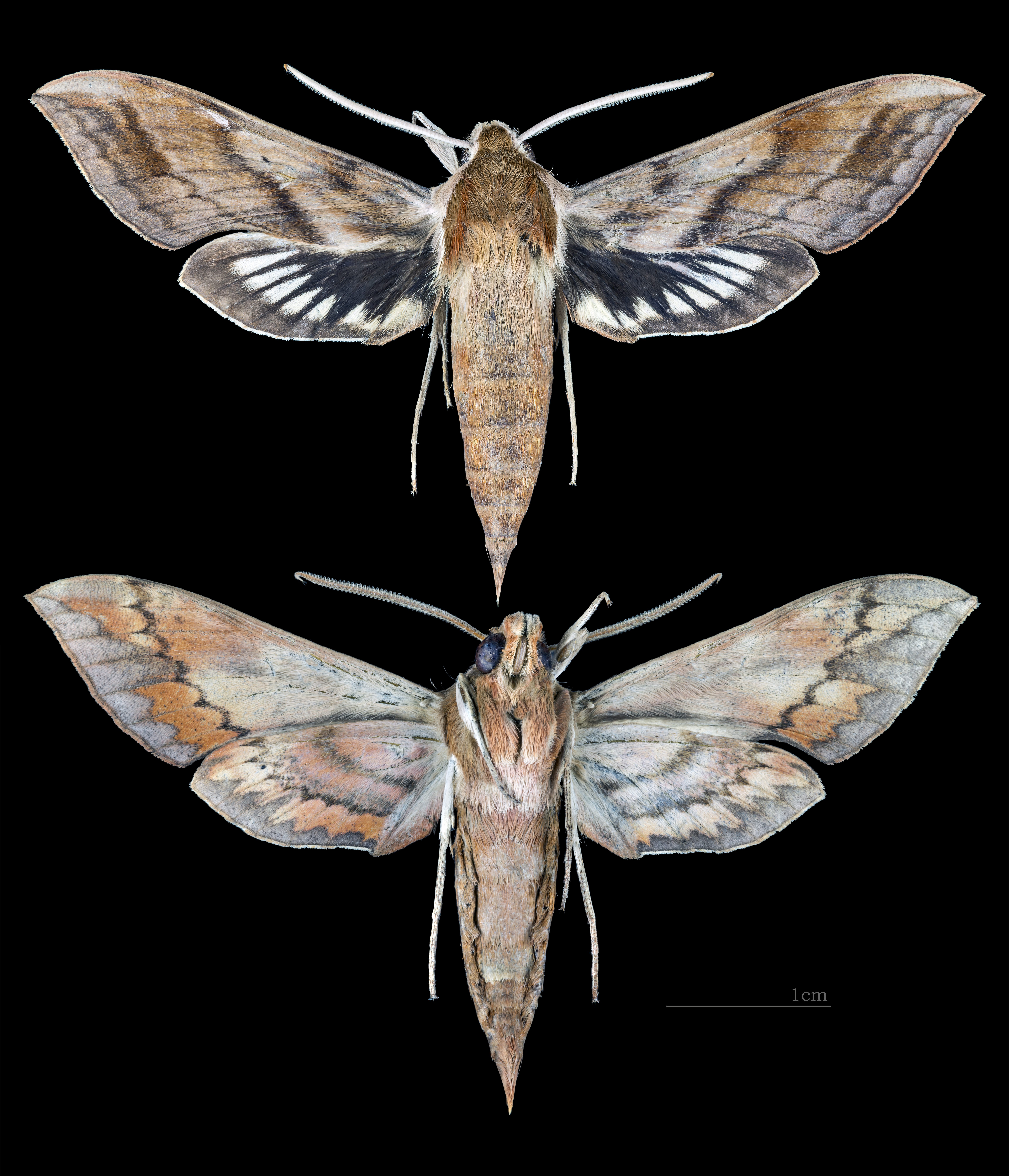
Xylophanes dolius
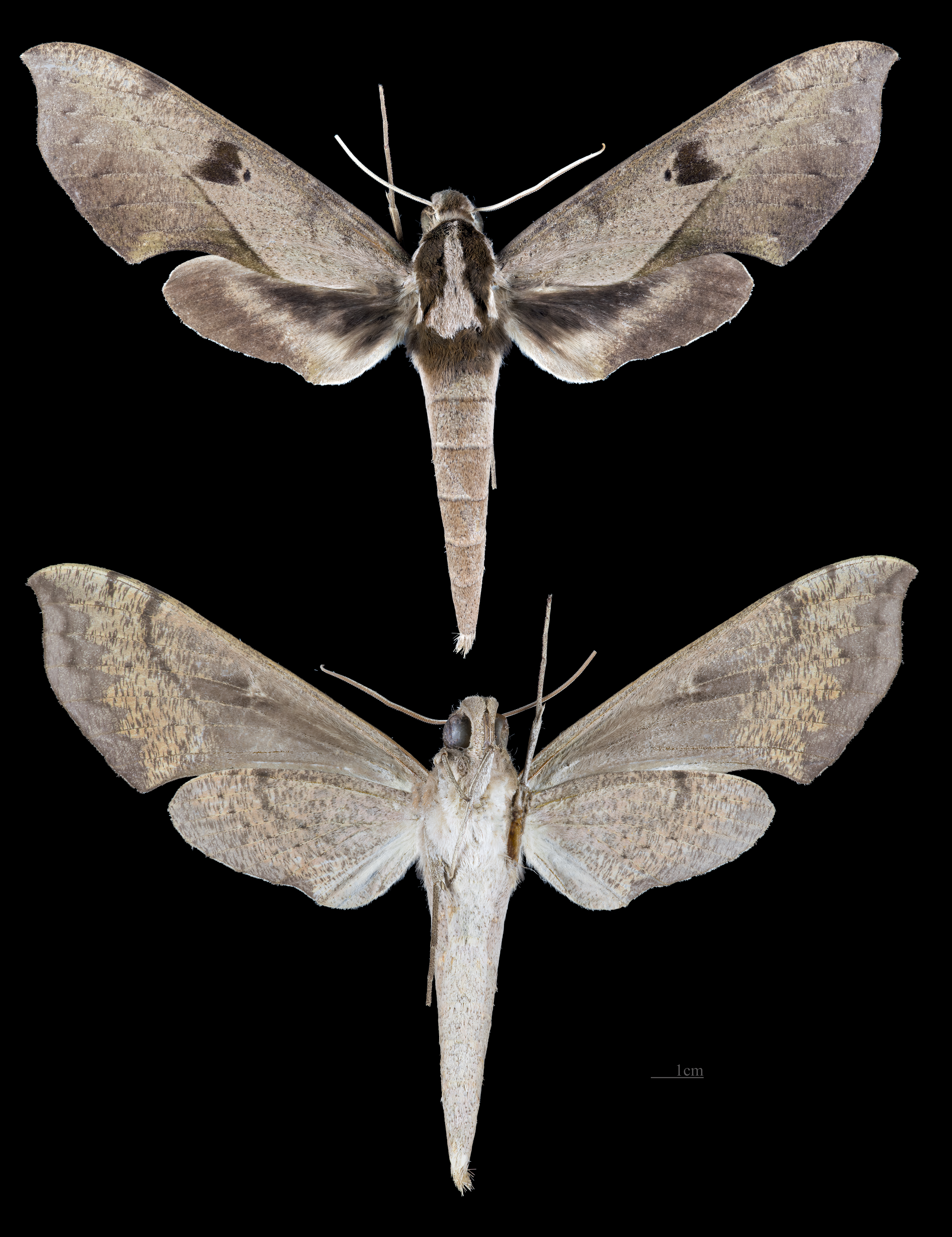
Xylophanes drucei
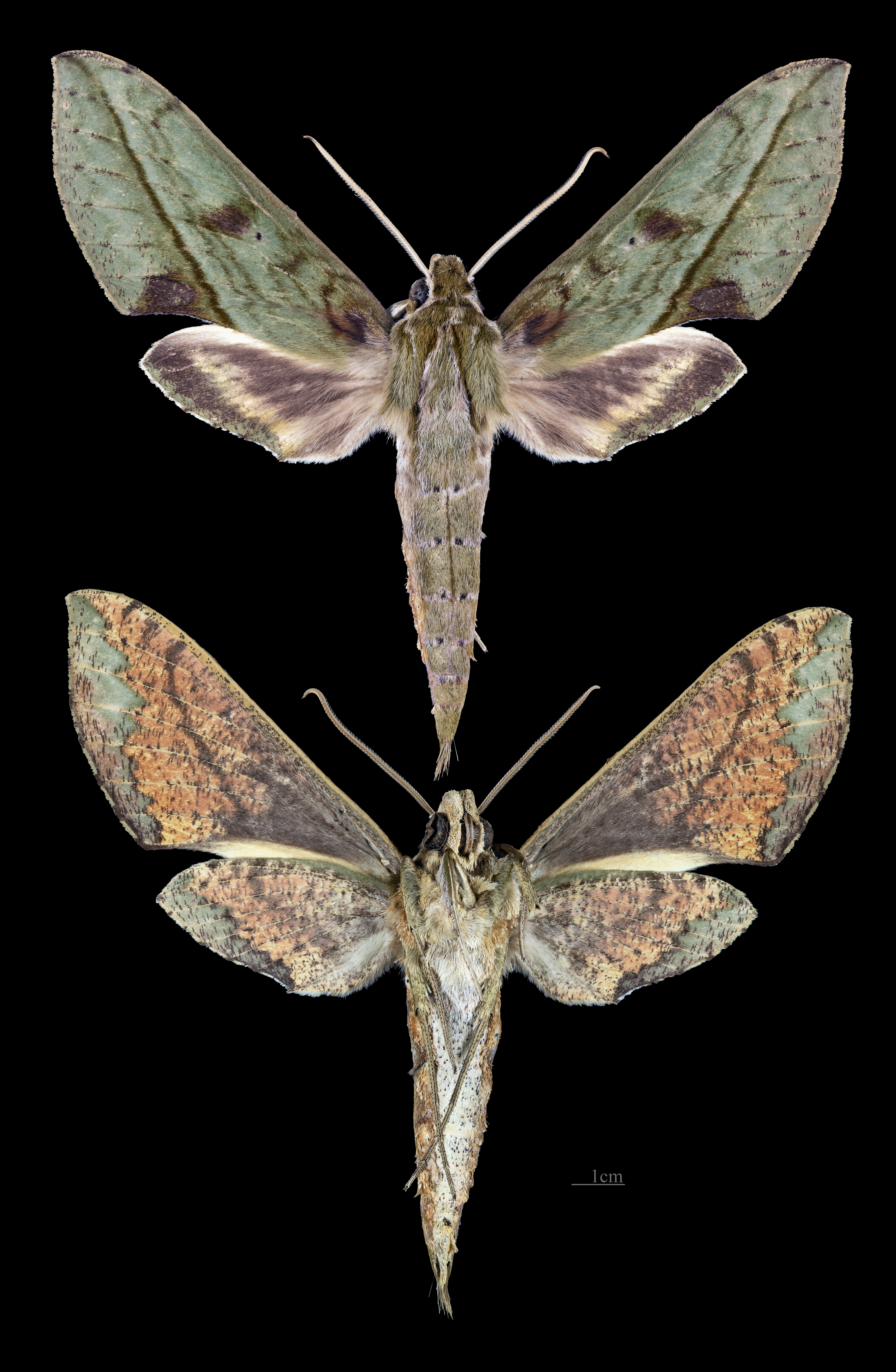
Xylophanes druryi
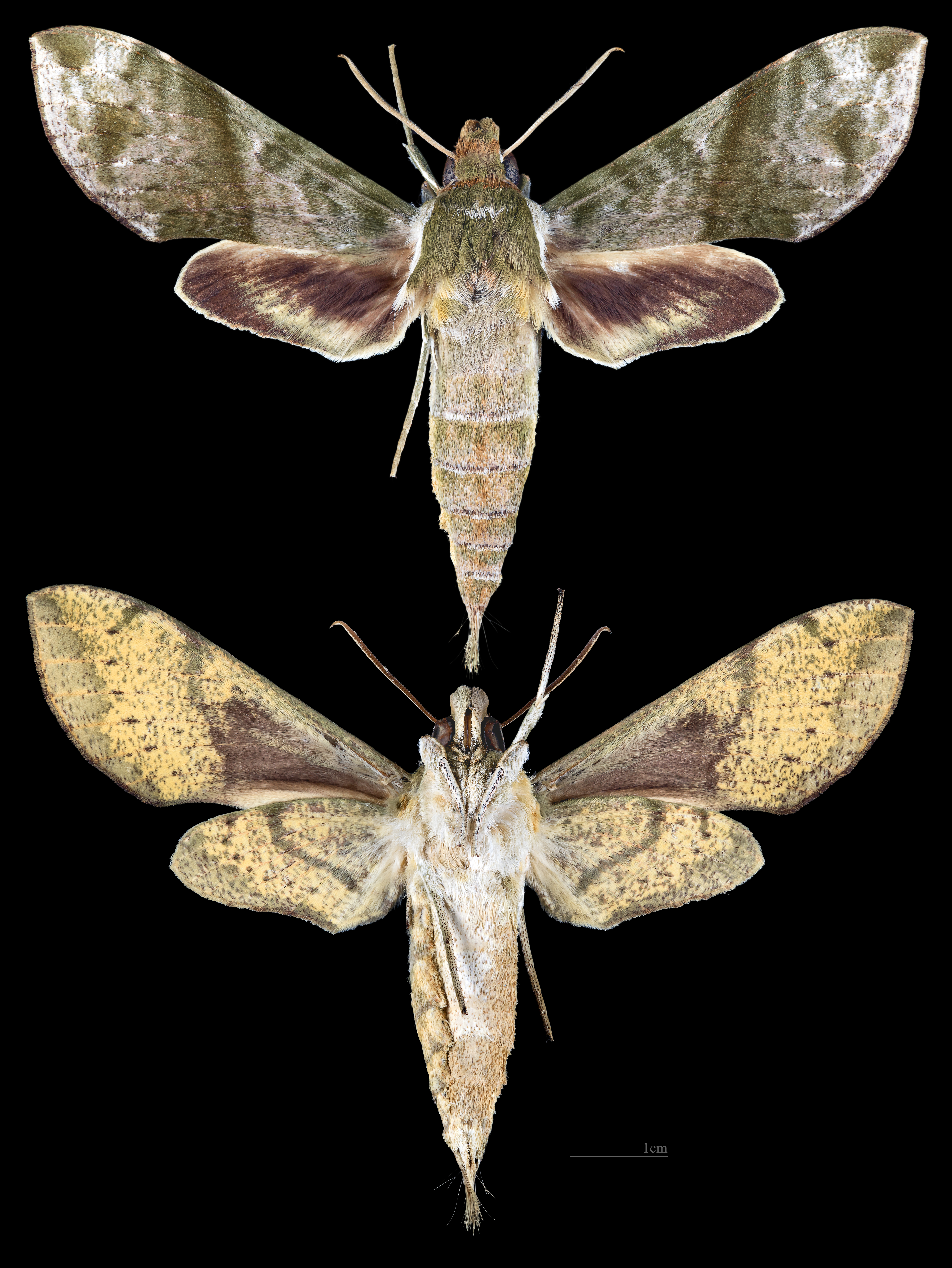
Xylophanes elara
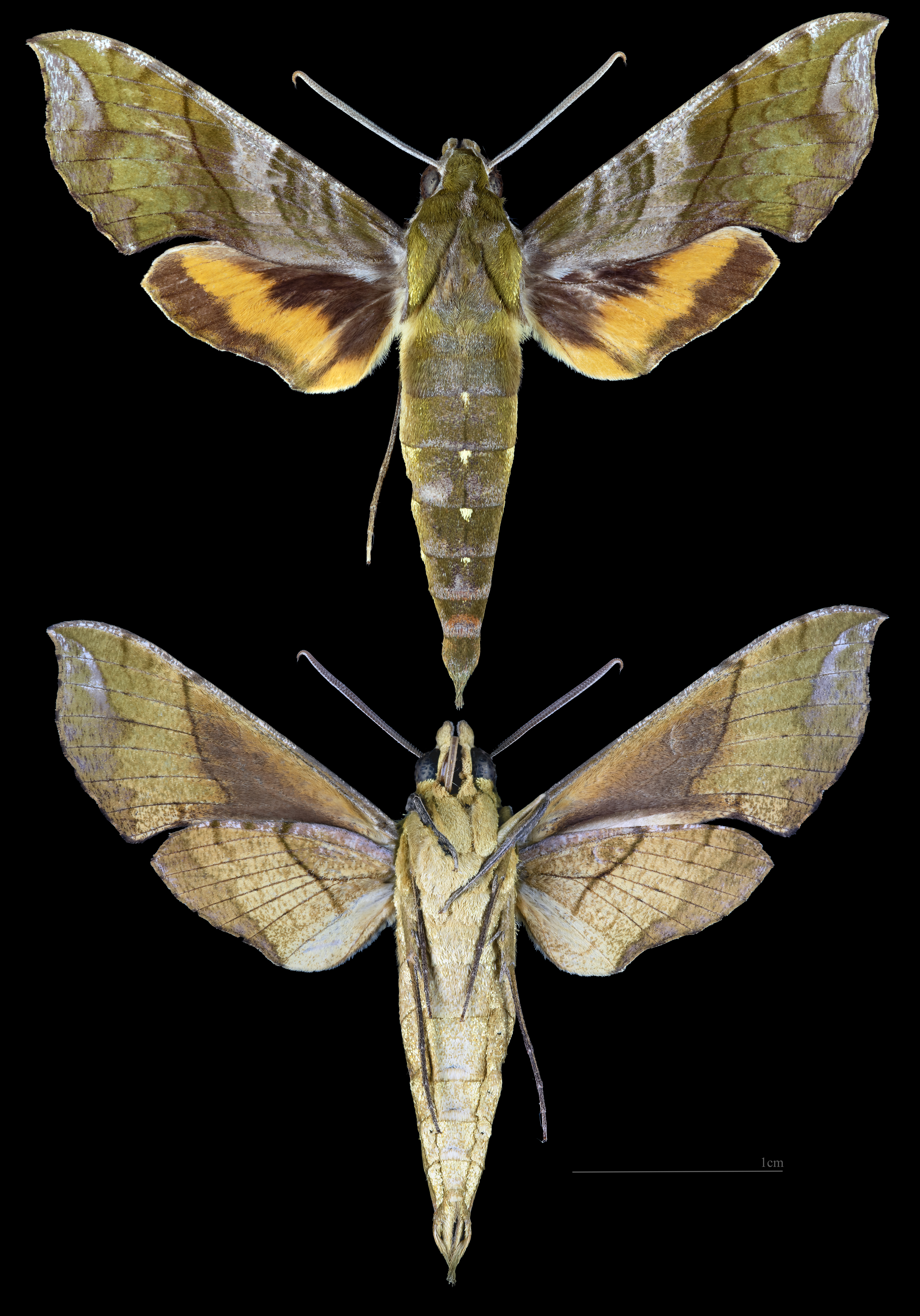
Xylophanes elicius
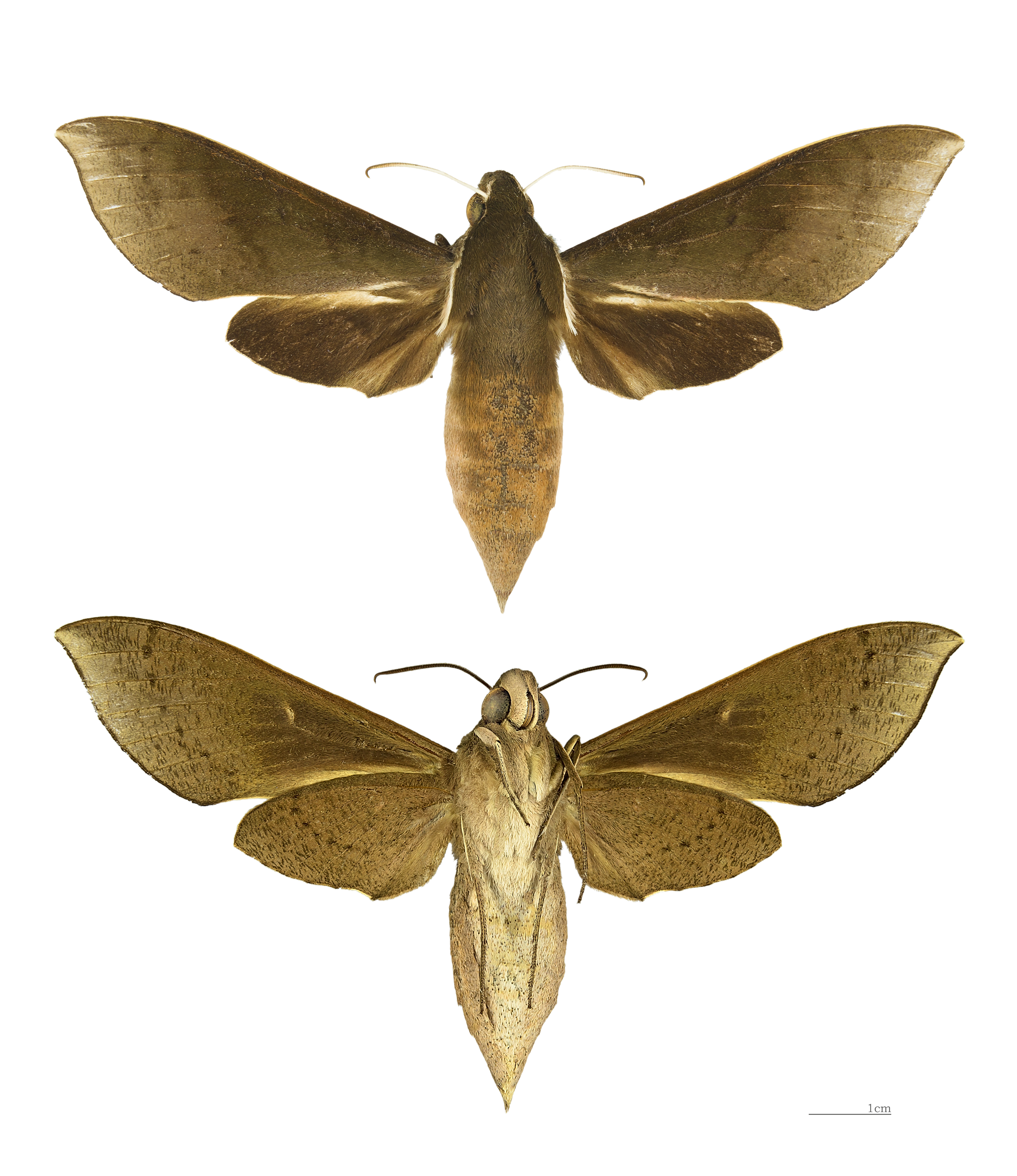
Xylophanes epaphus
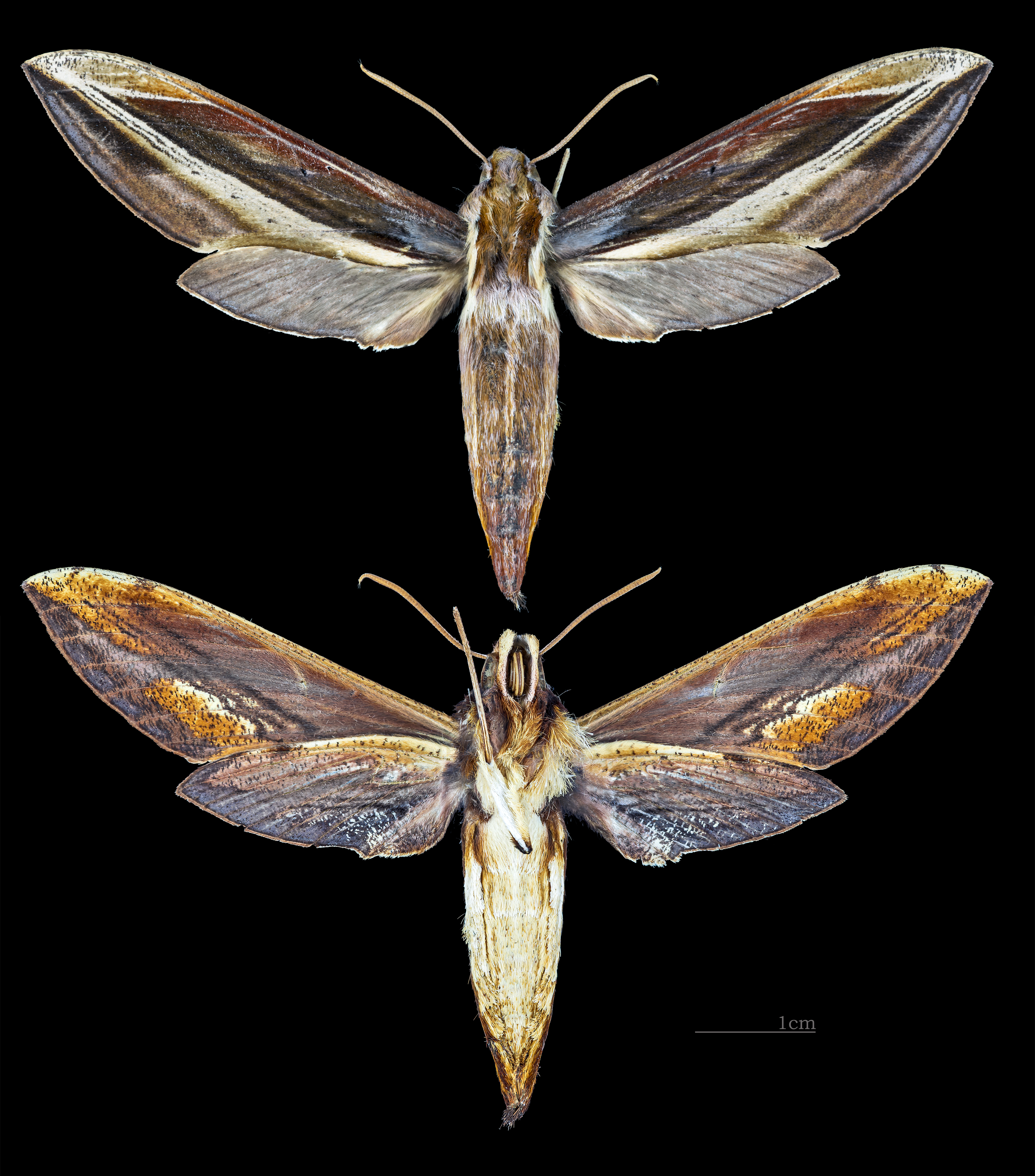
Xylophanes eson
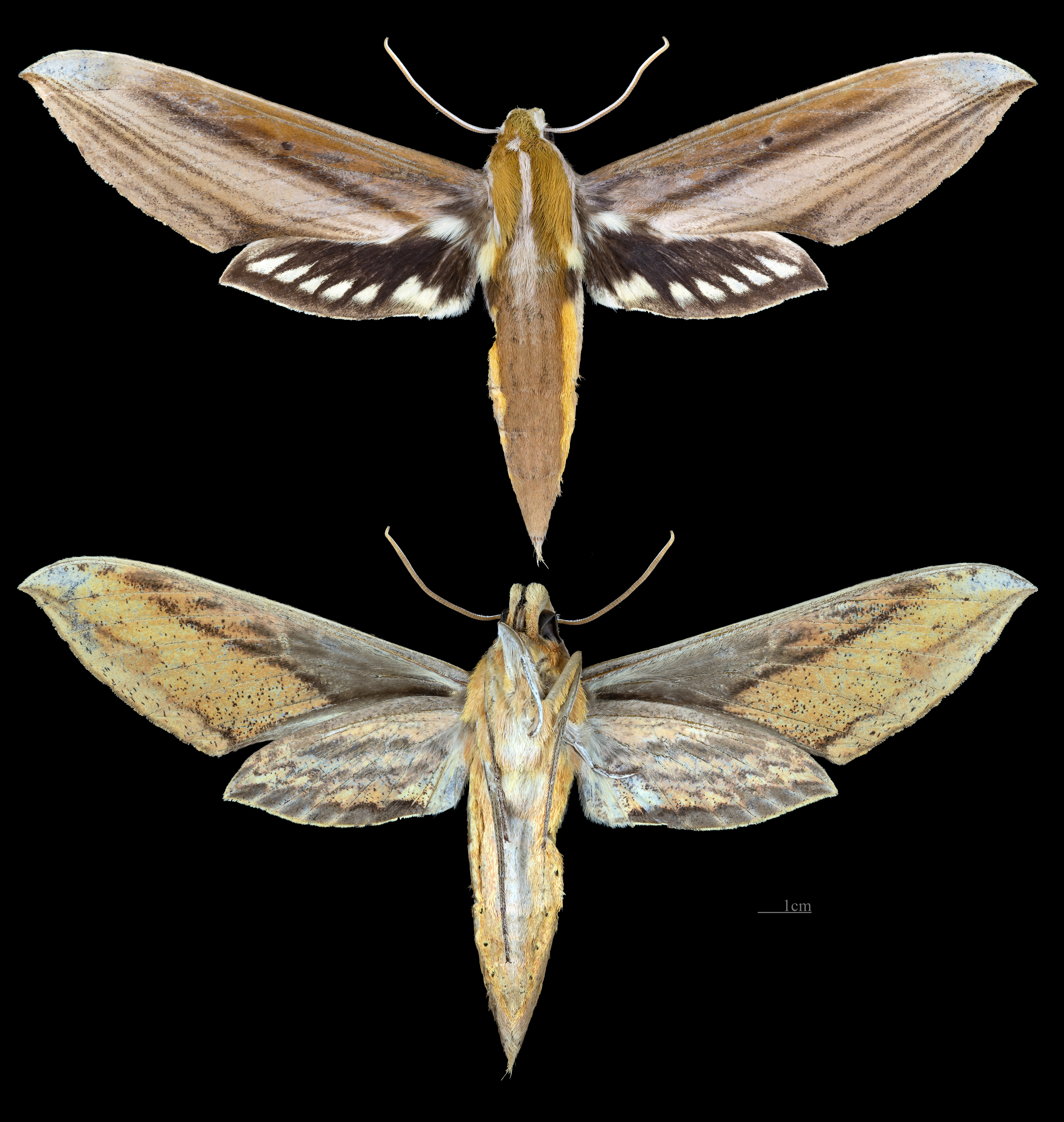
Xylophanes eumedon
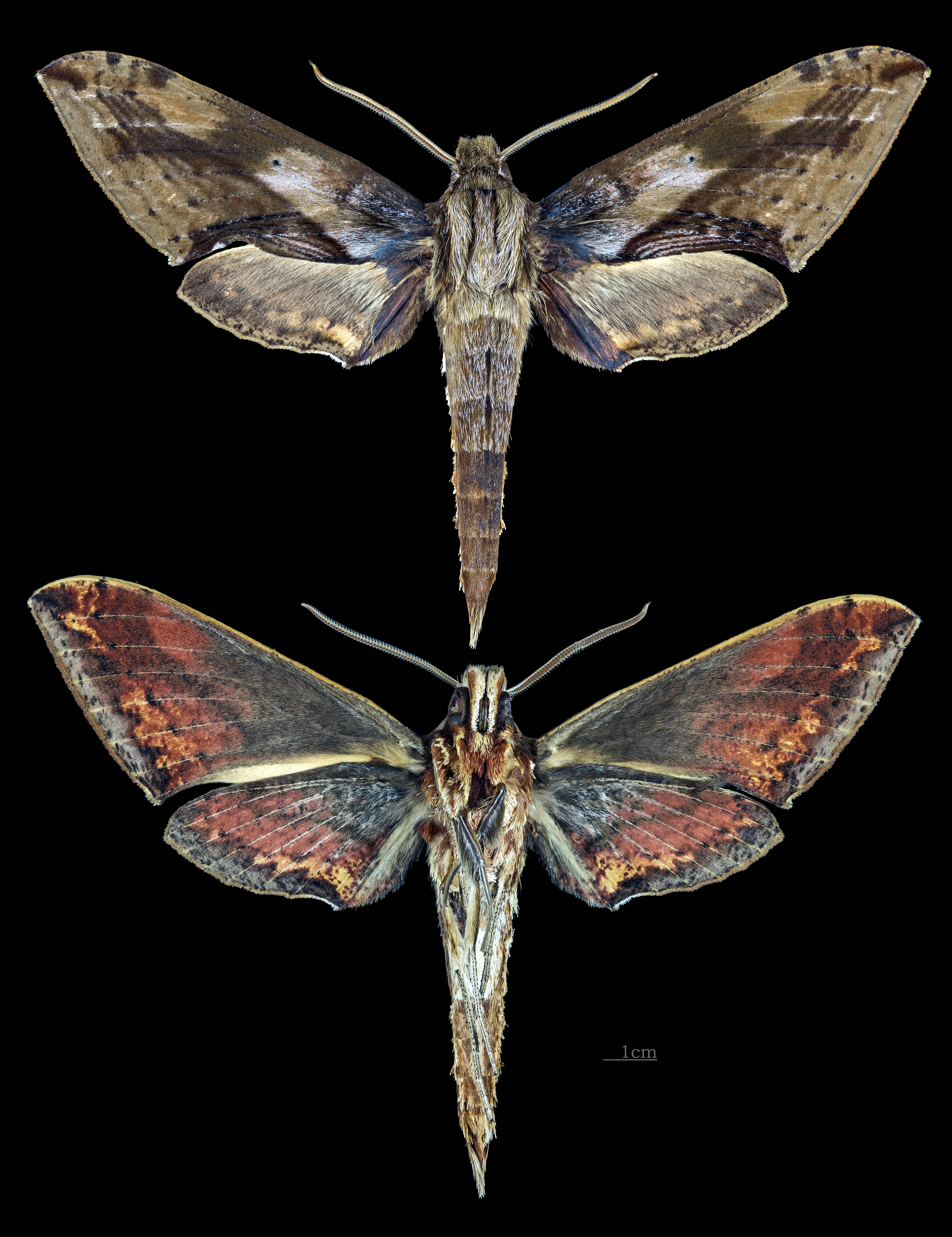
Xylophanes evana
Xylophanes falco
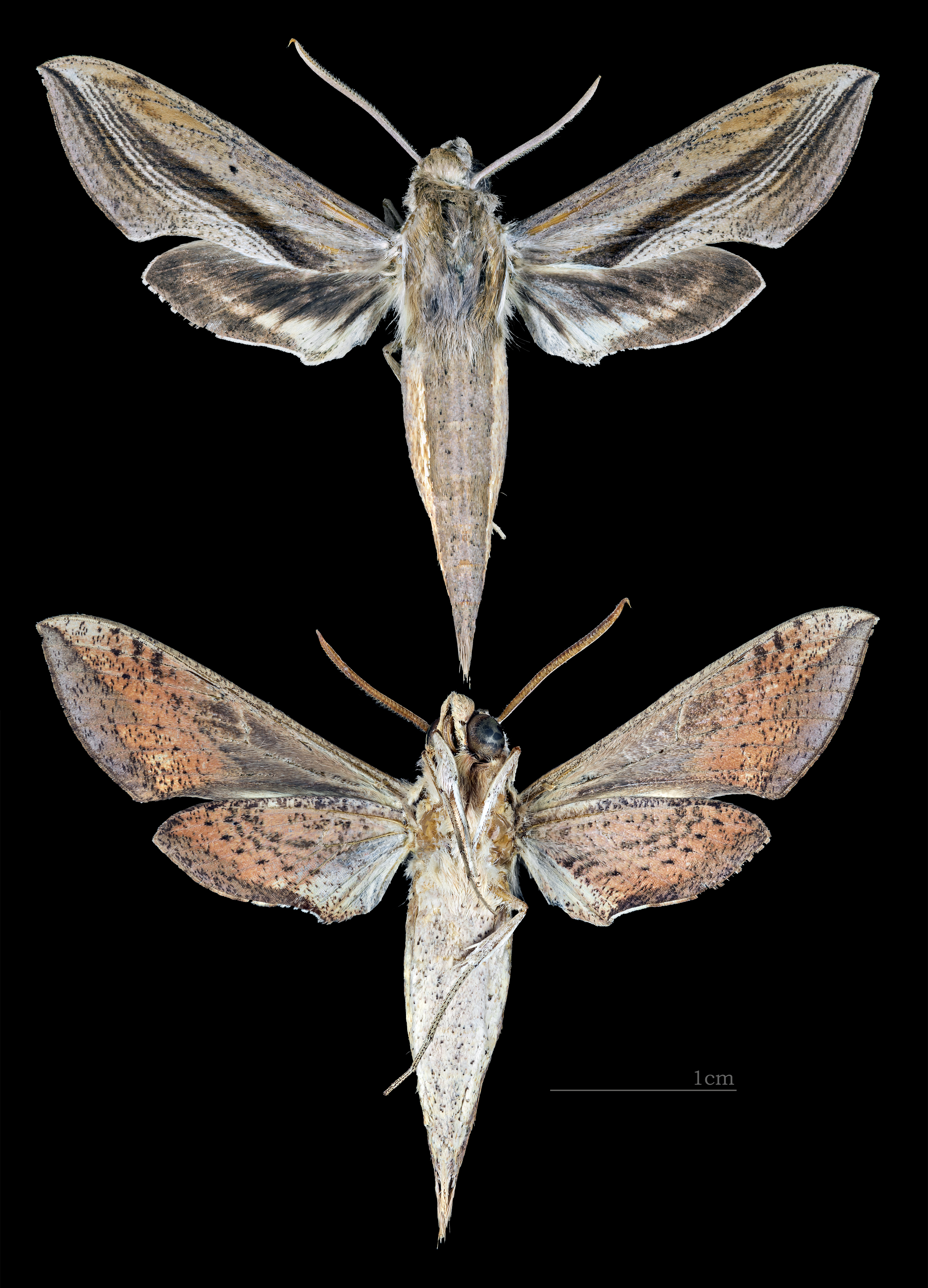
Xylophanes fassli
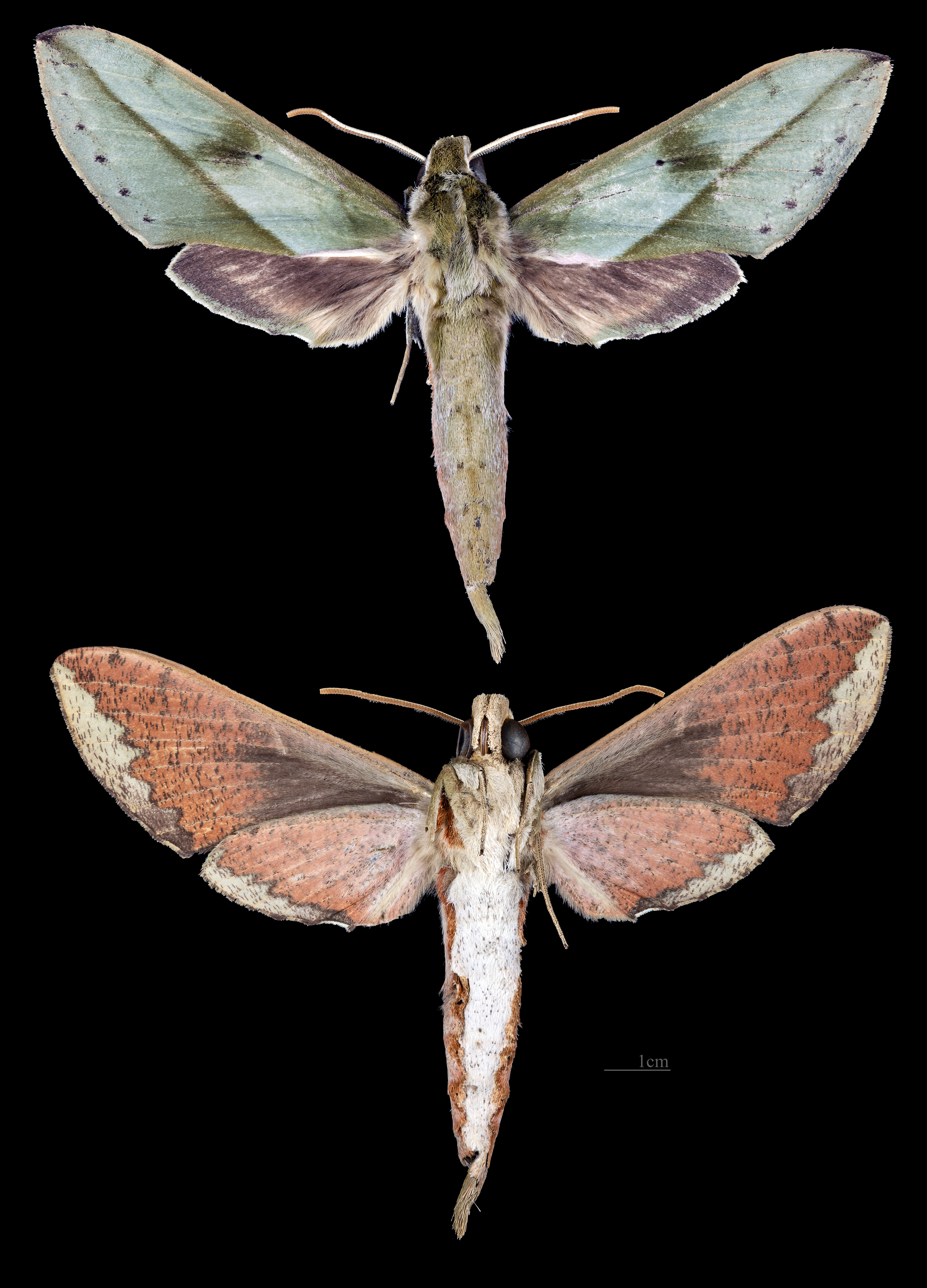
Xylophanes ferotinus
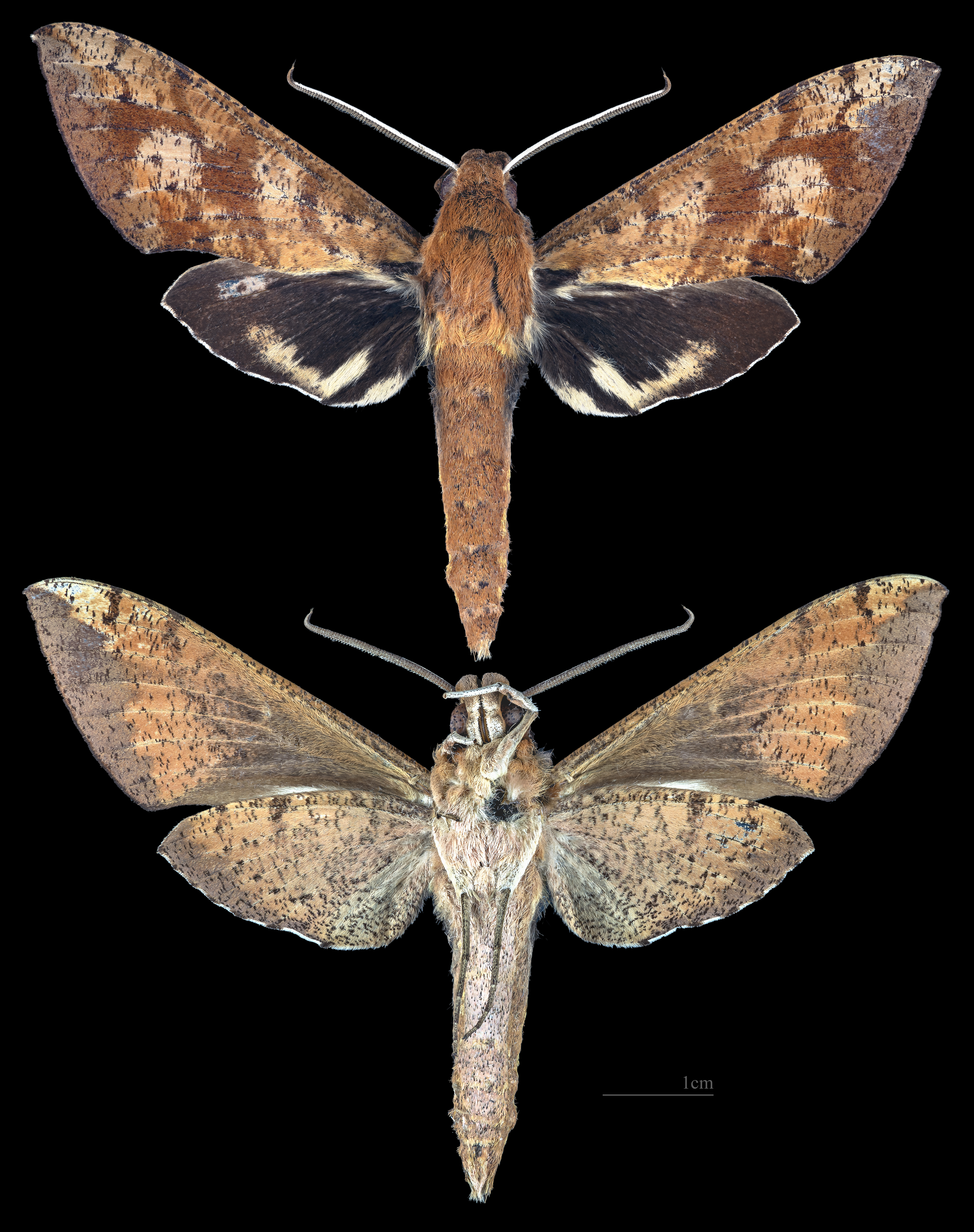
Xylophanes fosteri
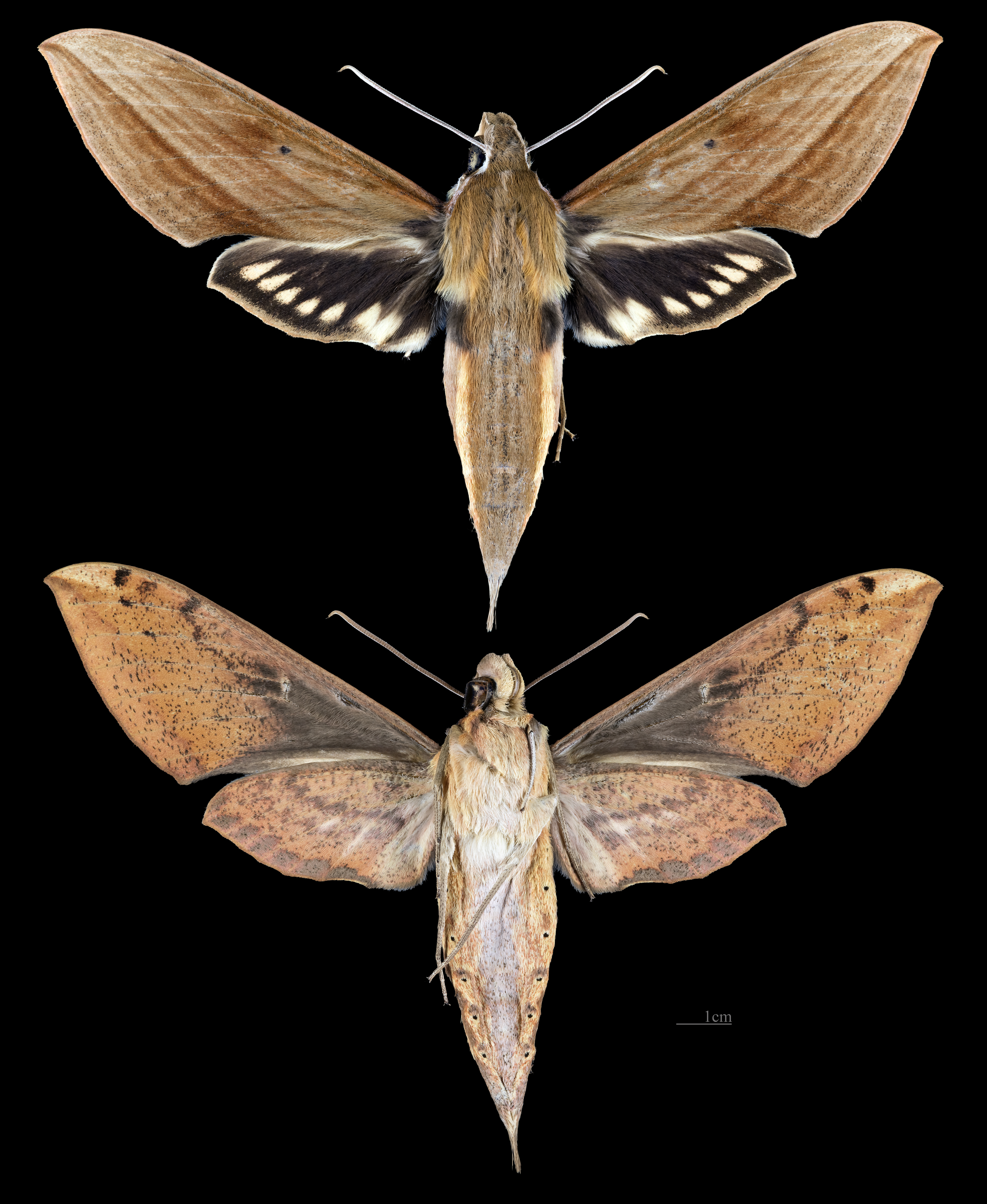
Xylophanes fugax
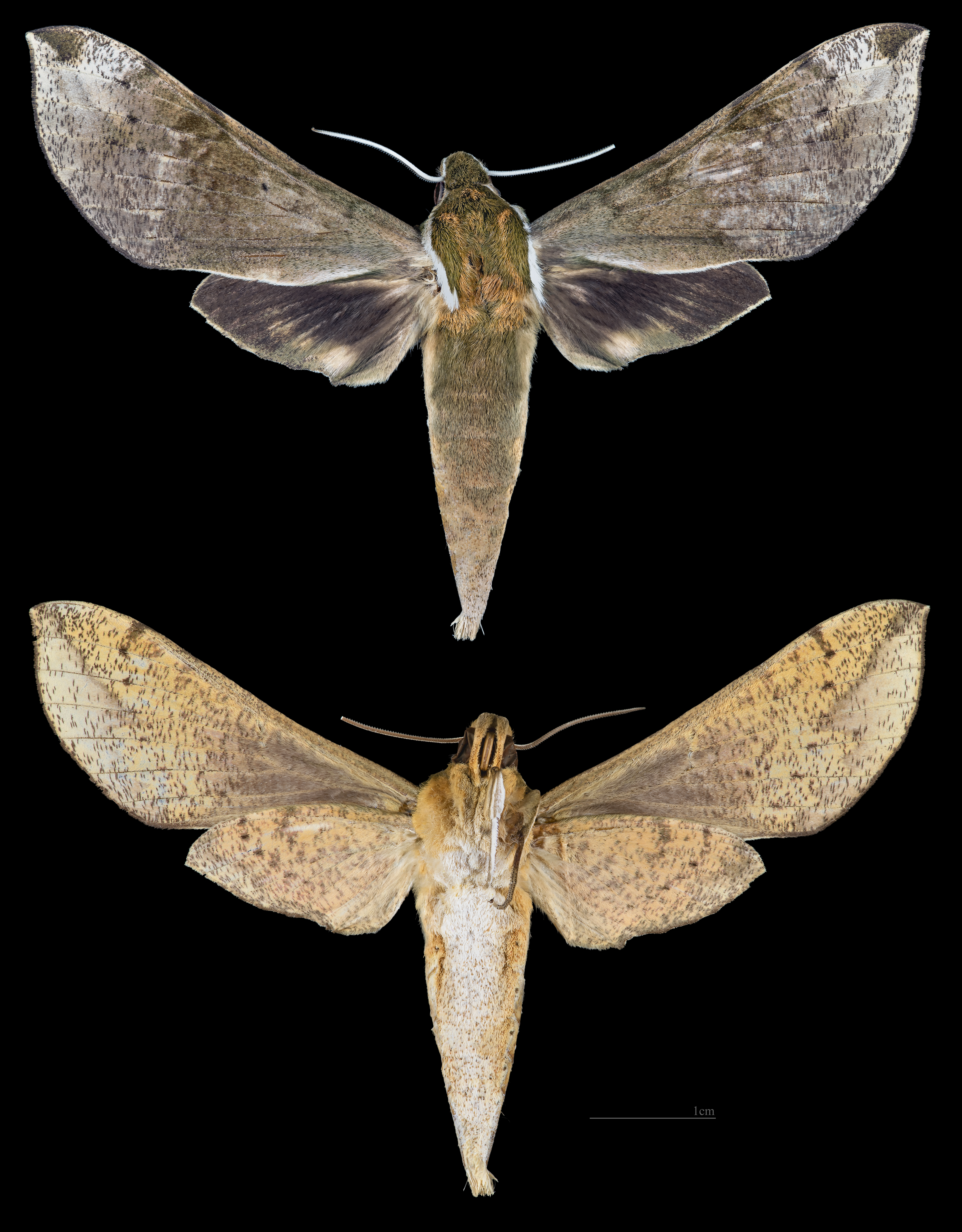
Xylophanes fusimacula
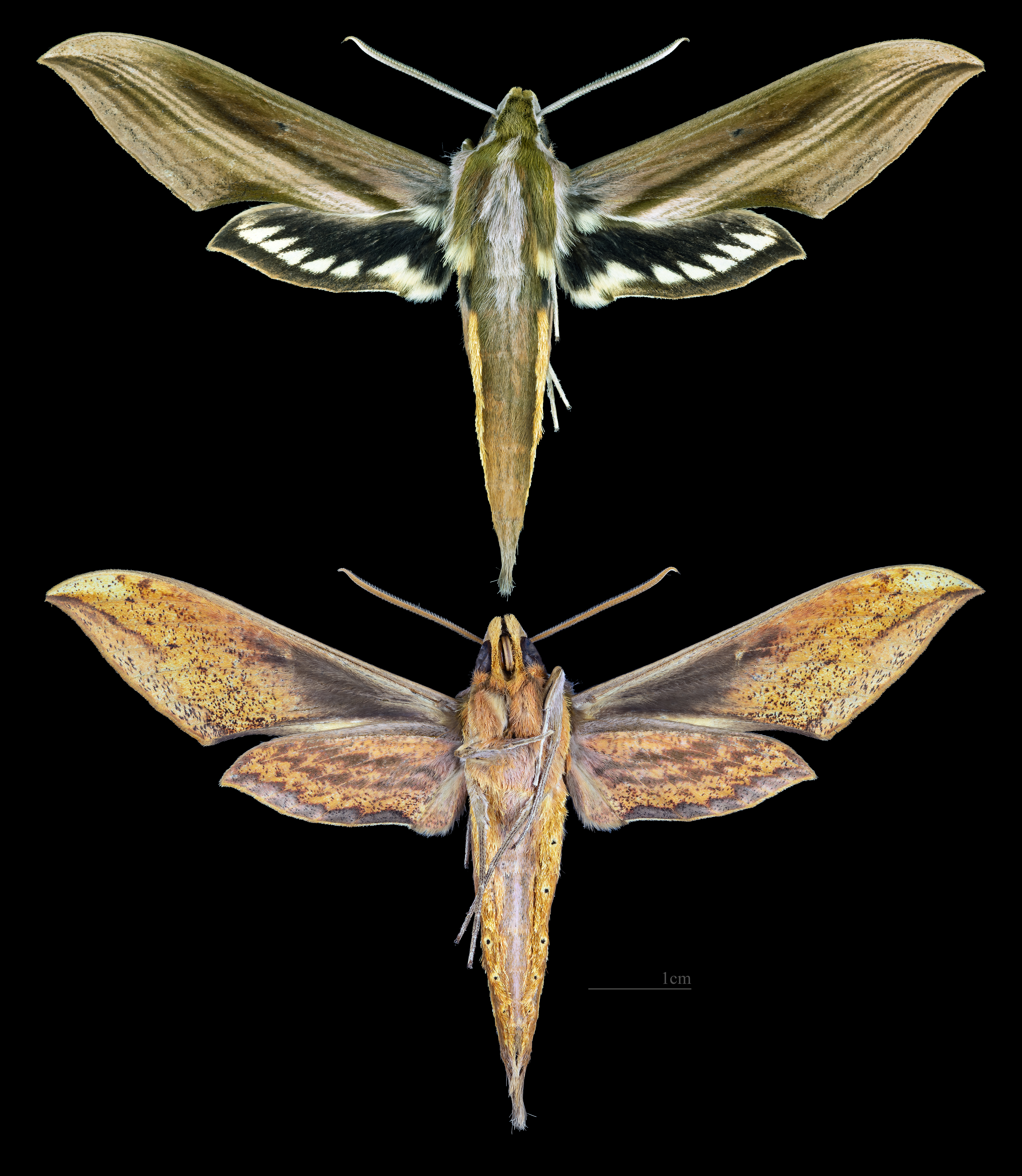
Xylophanes germen
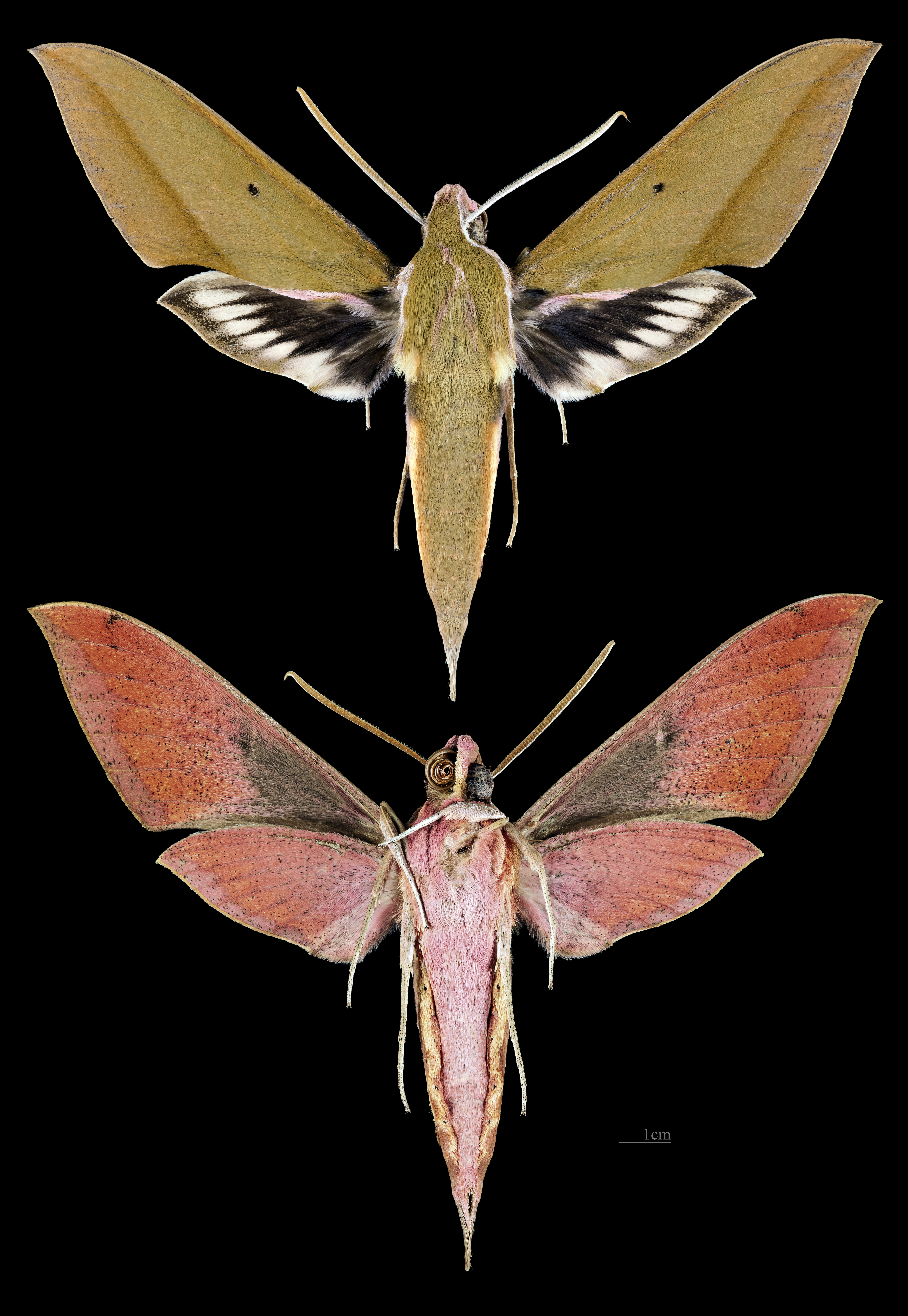
Xylophanes godmani
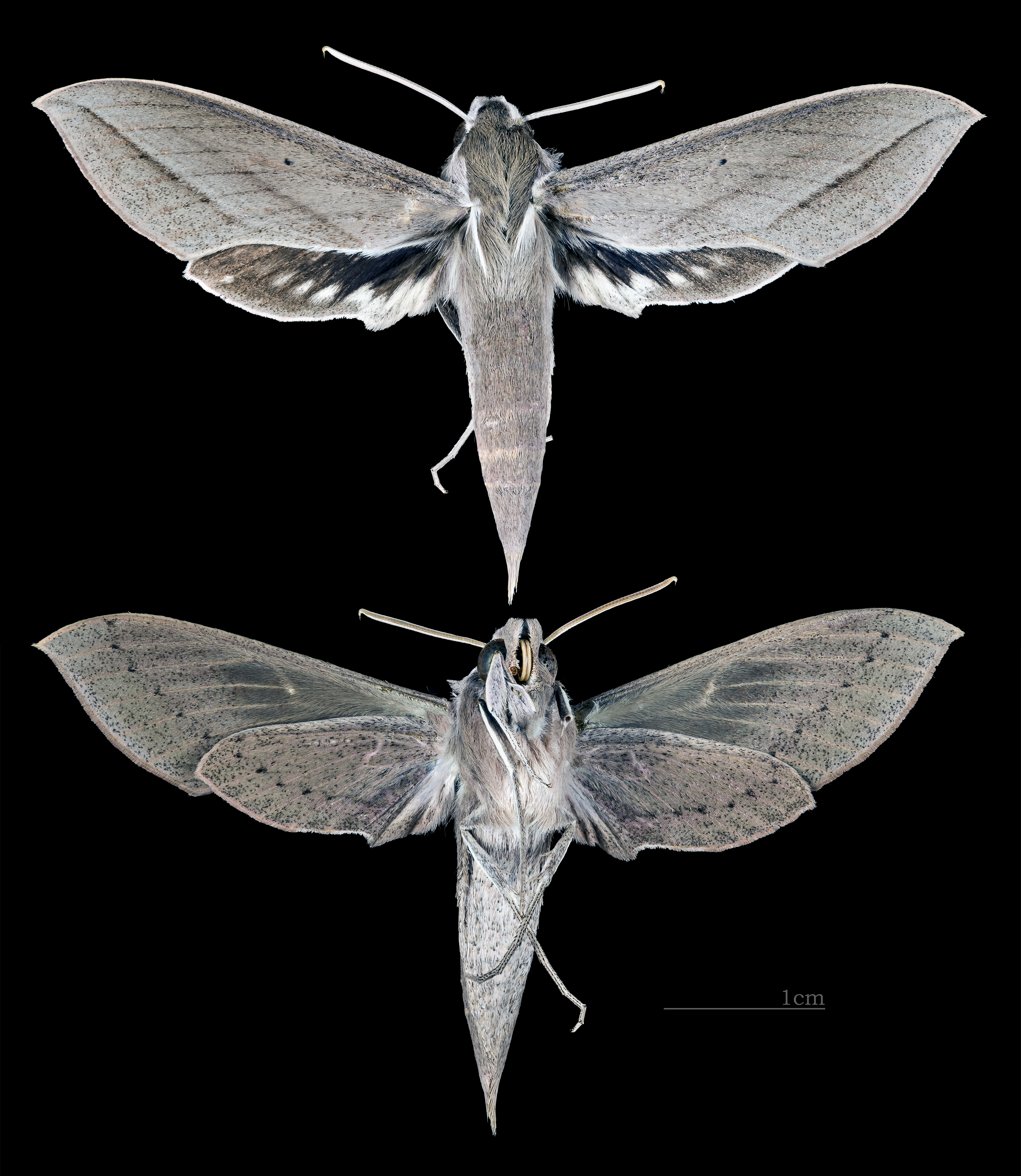
Xylophanes goeldi
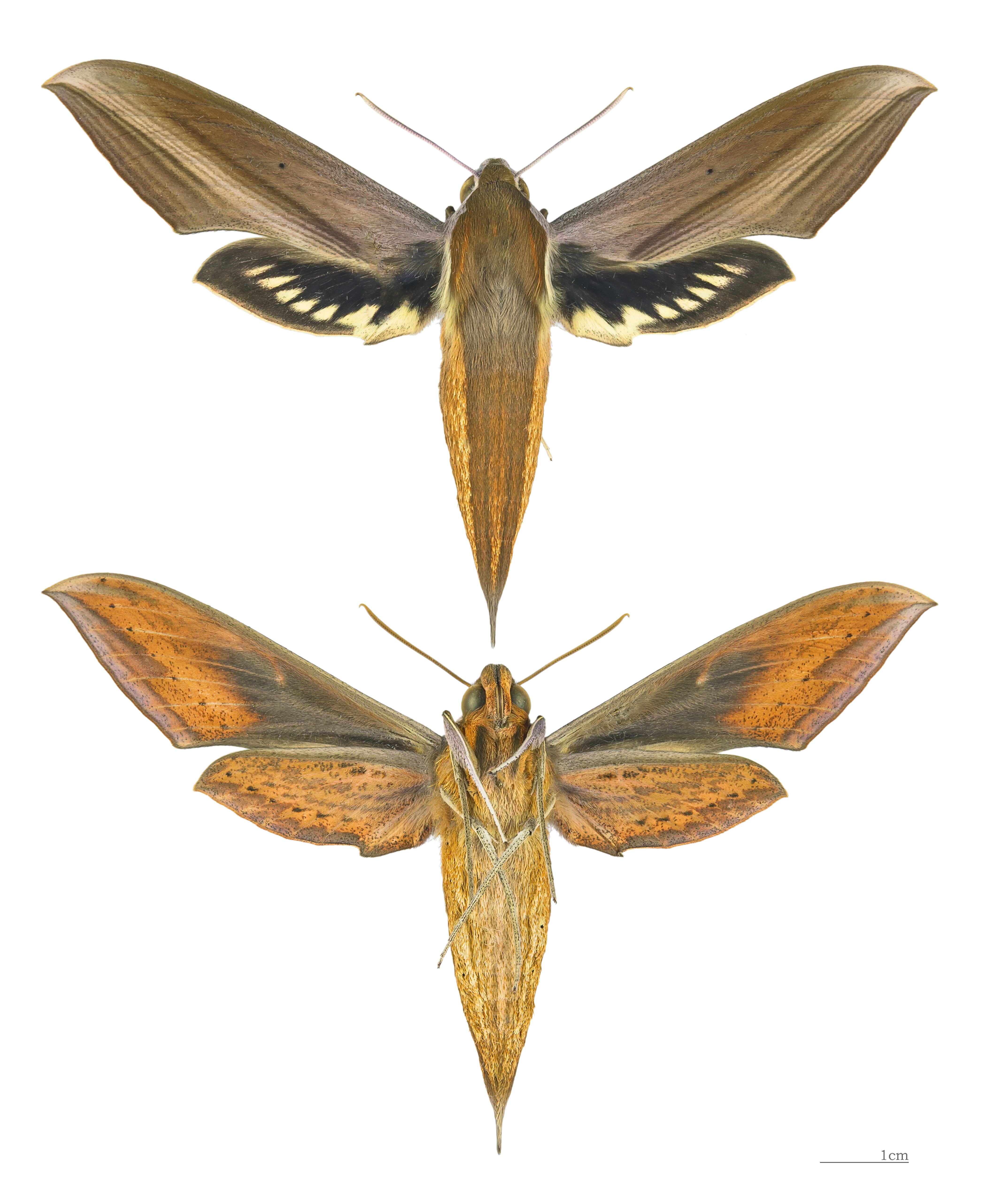
Xylophanes guianensis
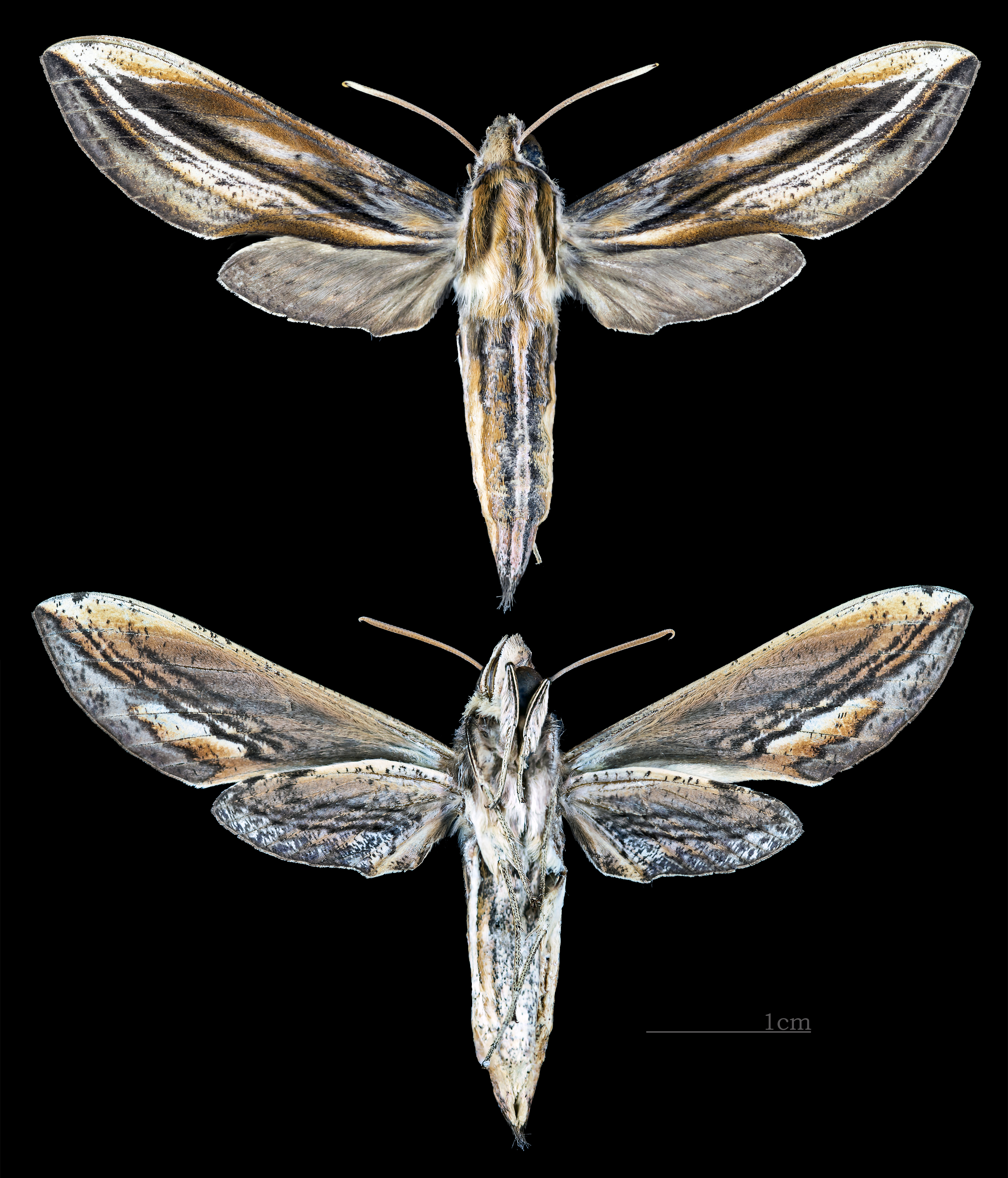
Xylophanes gundlachi
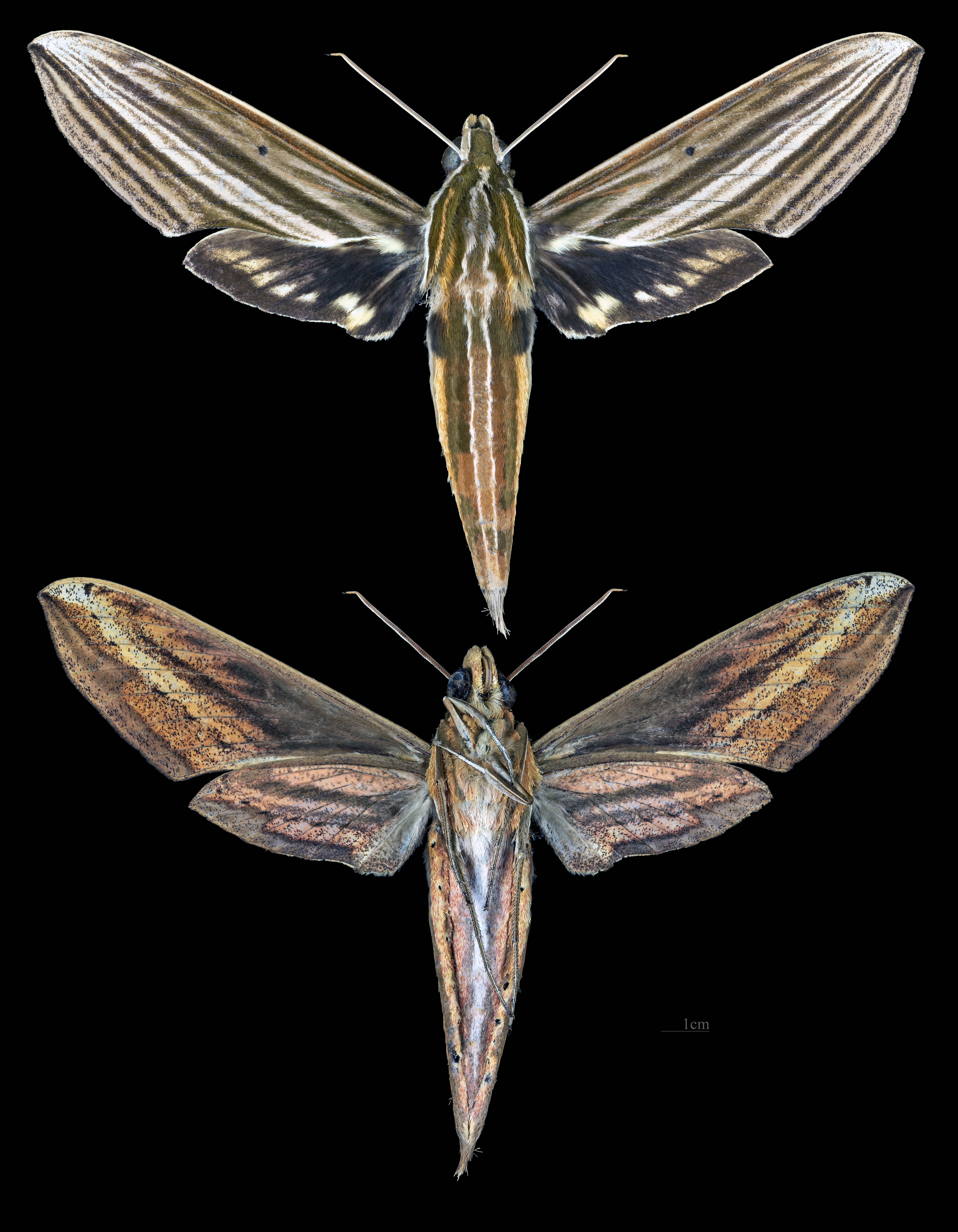
Xylophanes haitensis
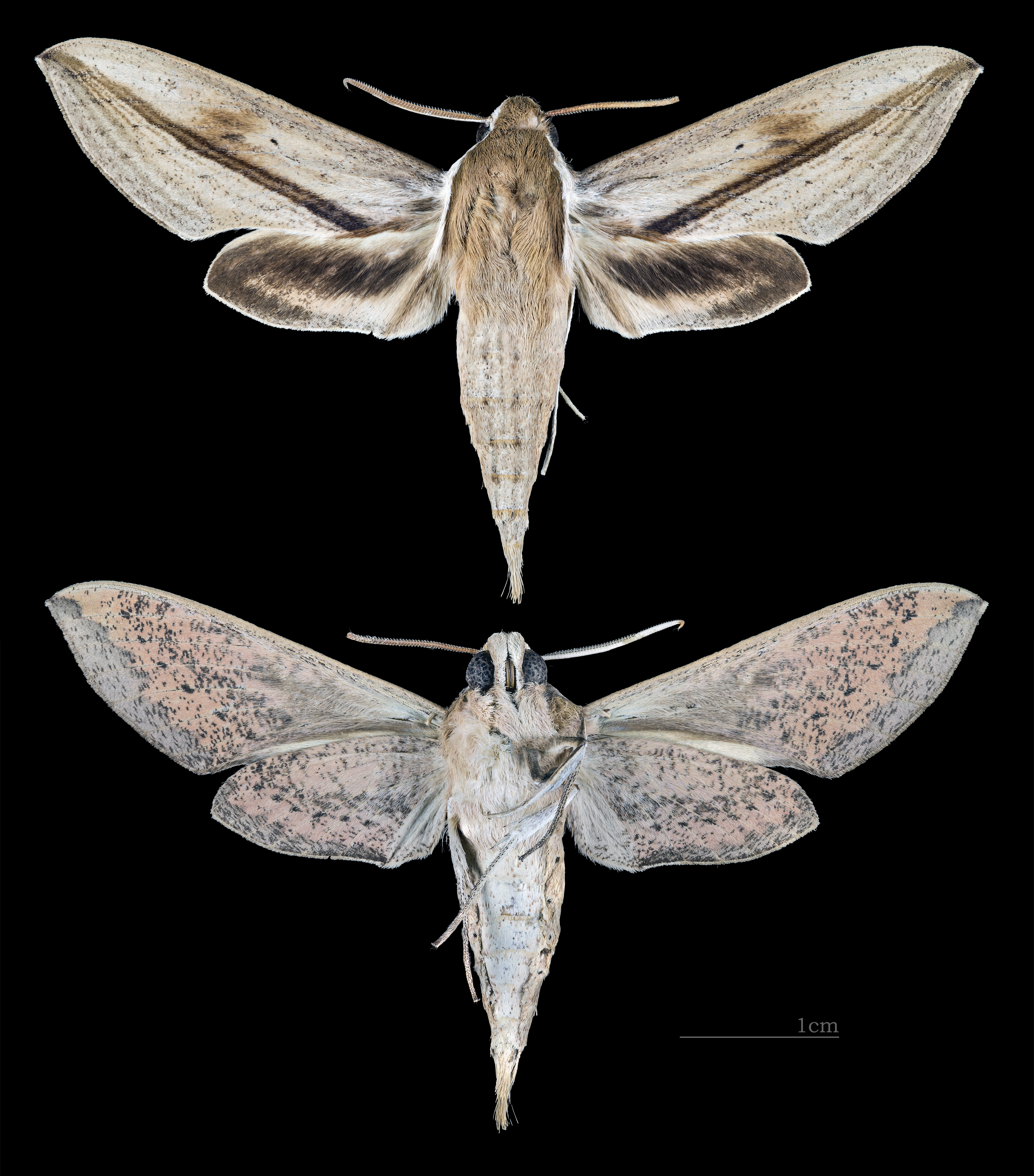
Xylophanes hannemanni
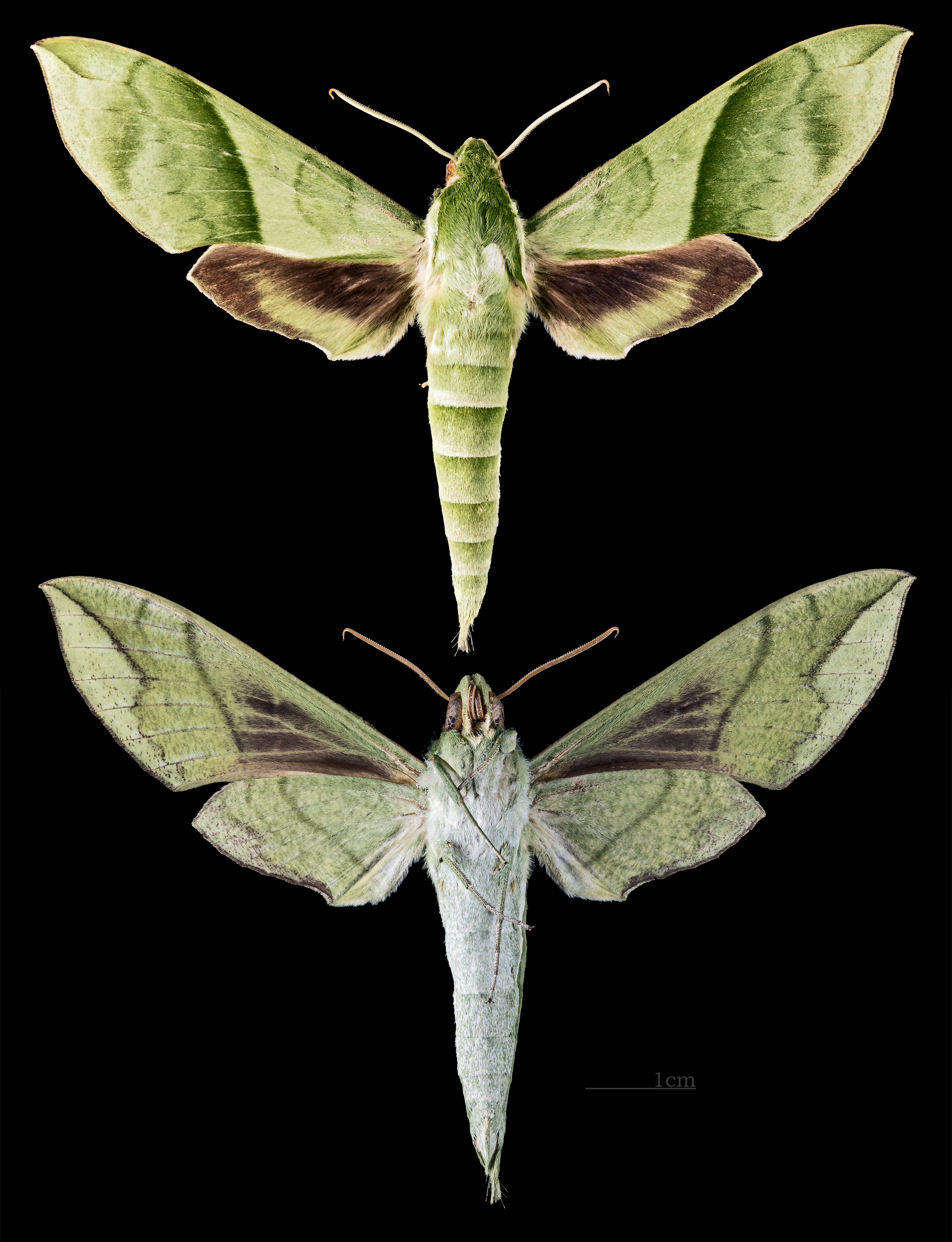
Xylophanes heinrichi
Xylophanes hojeda
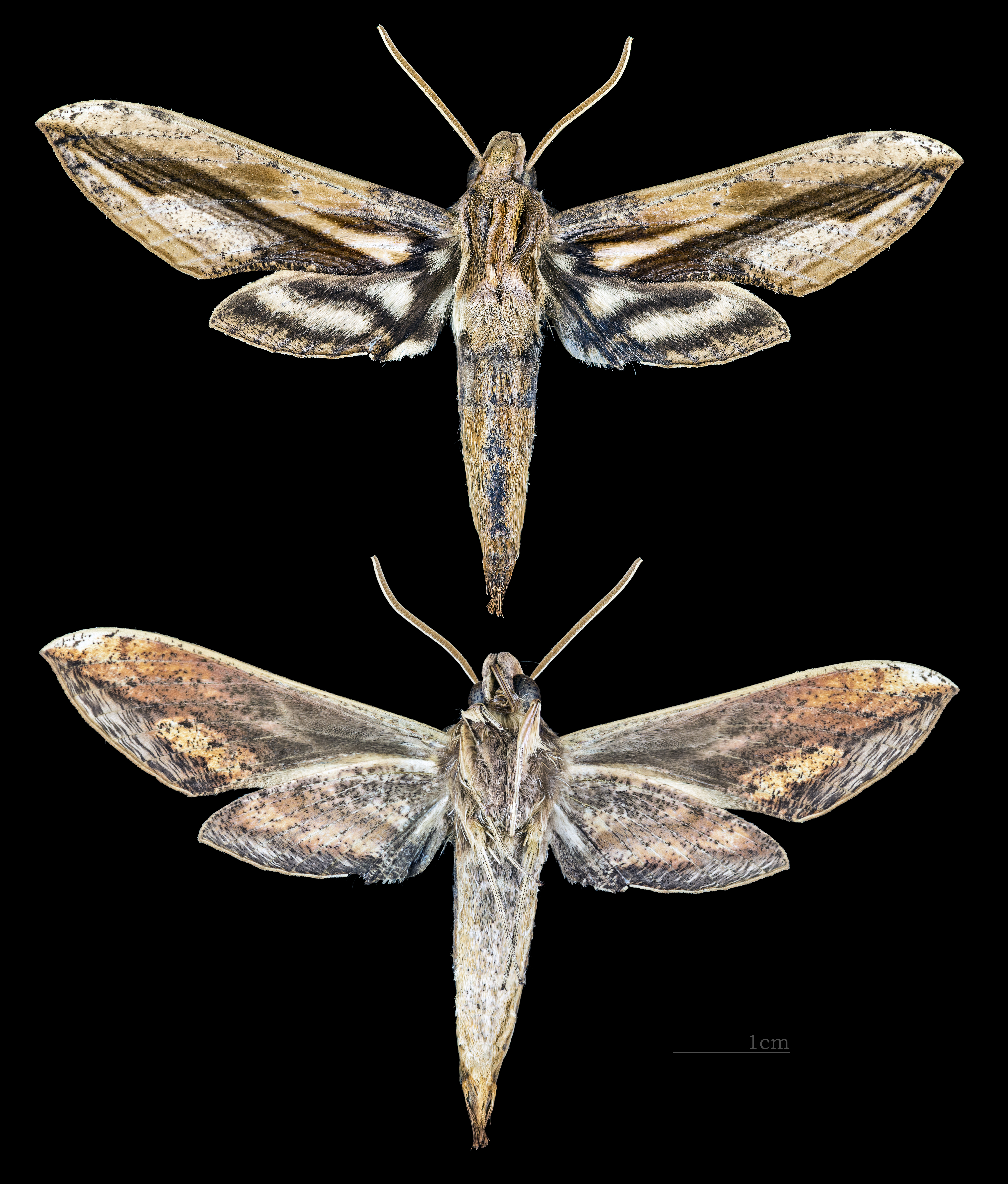
Xylophanes hortulans
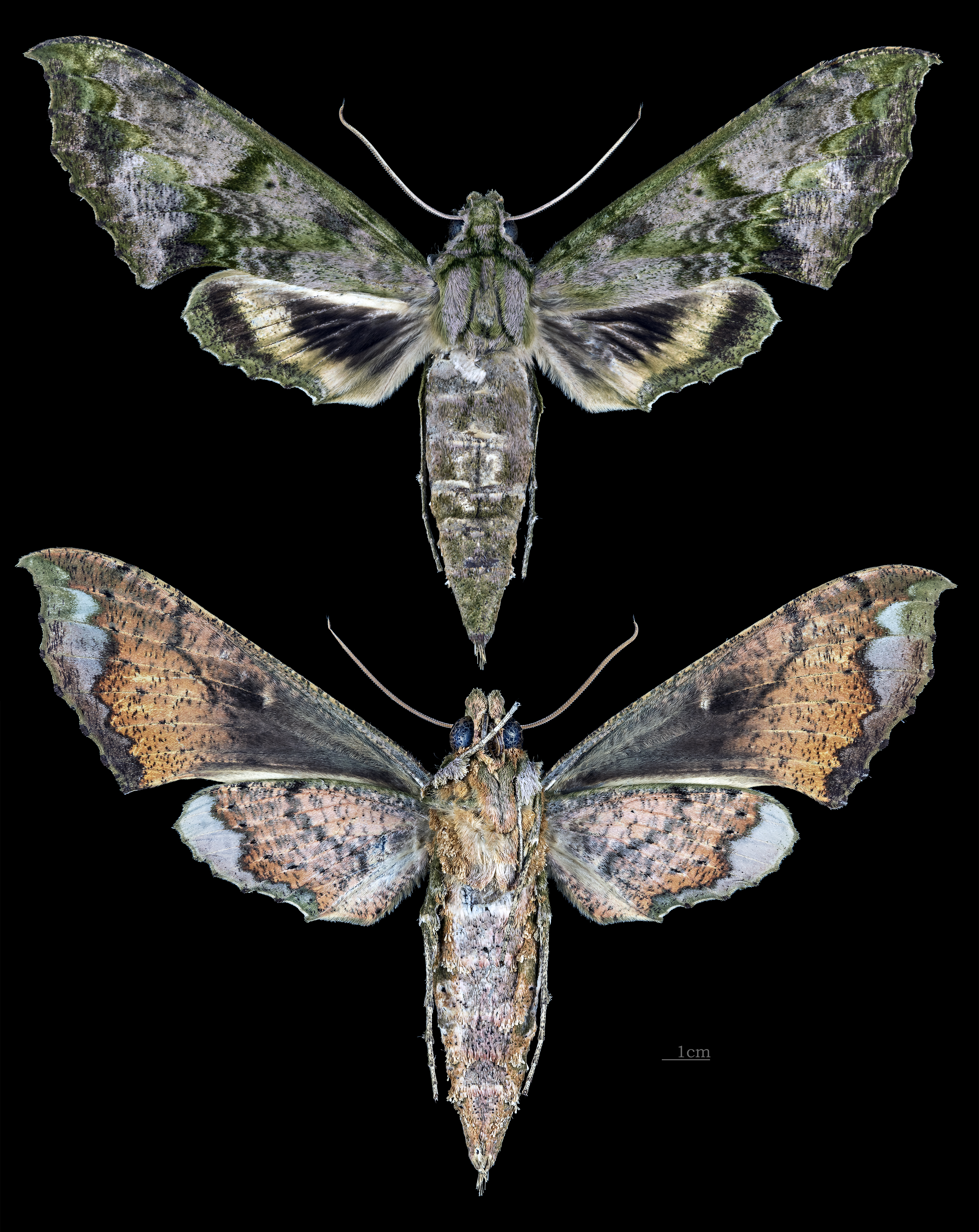
Xylophanes hydrata
- Xylophanes indistincta
- Xylophanes infernalis
- Xylophanes irrorata
- Xylophanes isaon
- Xylophanes jamaicensis
- Xylophanes jocasta
- Xylophanes jordani
- Xylophanes josephinae
- Xylophanes juanita
- Xylophanes kaempferi
- Xylophanes katharinae
- Xylophanes laelia
- Xylophanes laevis
- Xylophanes libya
- Xylophanes linearis
- Xylophanes loelia
- Xylophanes lucianus
- Xylophanes macasensis
- Xylophanes maculator
- Xylophanes marginalis
- Xylophanes martiniquensis
- Xylophanes media
- Xylophanes meridanus
- Xylophanes mexicana
- Xylophanes minos
- Xylophanes mirabilis
- Xylophanes miradoris
- Xylophanes moeschleri
- Xylophanes mossi
- Xylophanes mulleri
- Xylophanes nabuchodonosor
- Xylophanes nanus
- Xylophanes nechus
- Xylophanes neoptolemus
- Xylophanes niepelti
- Xylophanes nitidula
- Xylophanes norfolki
- Xylophanes obscurus
- Xylophanes ochracea
- Xylophanes ockendeni
- Xylophanes olivacea
- Xylophanes ortospana
- Xylophanes pallescens
- Xylophanes paraguayensis
- Xylophanes perviridis
- Xylophanes pistacina
- Xylophanes pizarro
- Xylophanes ploetzi
- Xylophanes pluto
- Xylophanes porcus
- Xylophanes pyrrhus
- Xylophanes resta
- Xylophanes reussi
- Xylophanes rhabdotus
- Xylophanes rhodina
- Xylophanes rhodocera
- Xylophanes rhodochlora
- Xylophanes rhodotus
- Xylophanes robinsonii
- Xylophanes rothschildi
- Xylophanes rufescens
- Xylophanes sagittata
- Xylophanes salvini
- Xylophanes schausi
- Xylophanes schreiteri
- Xylophanes serenus
- Xylophanes sericus
- Xylophanes simulans
- Xylophanes staudingeri
- Xylophanes stuarti
- Xylophanes suana
- Xylophanes sublaevis
- Xylophanes talco
- Xylophanes tersa
- Xylophanes thalassina
- Xylophanes theylia
- Xylophanes thorates
- Xylophanes thyelia
- Xylophanes titana
- Xylophanes trilineata
- Xylophanes trinitatis
- Xylophanes tristis
- Xylophanes turbata
- Xylophanes tyndarus
- Xylophanes undata
- Xylophanes venator
- Xylophanes virescens
- Xylophanes wolfi
- Xylophanes xylobates
- Xylophanes xylobotes
- Xylophanes yurakano
- Xylophanes zikani
- Xylophanes zurcheri

- Xylophanes aglaor
- Xylophanes amadis
- Xylophanes anubus
- Xylophanes belti
- Xylophanes ceratomioides
- Xylophanes chiron
- Xylophanes cosmius
- Xylophanes crotonis
- Xylophanes cyrene
- Xylophanes depuiseti
- Xylophanes docilis
- Xylophanes dolius
- Xylophanes elara
- Xylophanes epaphus
- Xylophanes falco
- Xylophanes fassli
- Xylophanes fosteri
- Xylophanes fusimacula
- Xylophanes germen
- Xylophanes guianensis
- Xylophanes hannemanni
- Xylophanes haxairei
- Xylophanes hydrata
- Xylophanes indistincta
- Xylophanes irrorata
- Xylophanes isaon
- Xylophanes jordani
- Xylophanes josephinae
- Xylophanes libya
- Xylophanes lichyi
- Xylophanes loelia
- Xylophanes marginalis
- Xylophanes media
- Xylophanes meridanus
- Xylophanes mirabilis
- Xylophanes nabuchodonosor
- Xylophanes neoptolemus
- Xylophanes norfolki
- Xylophanes obscurus
- Xylophanes ockendeni
- Xylophanes pistacina
- Xylophanes pluto
- Xylophanes porcus
- Xylophanes pyrrhus
- Xylophanes resta
- Xylophanes rhodina
- Xylophanes rhodochlora
- Xylophanes robinsonii
- Xylophanes rothschildi
- Xylophanes rufescens
- Xylophanes sarae
- Xylophanes schausi
- Xylophanes schreiteri
- Xylophanes schwartzi
- Xylophanes suana
- Xylophanes tersa
- Xylophanes thyelia
- Xylophanes titana
- Xylophanes turbata
- Xylophanes tyndarus
- Xylophanes undata
- Xylophanes xylobotes
- Xylophanes zurcheri